# Radicali dello Shuowen Jiezi
I radicali dello Shuowen Jiezi (说文解字部首) sono il primo sistema di classificazione dei sinogrammi/hanzi/caratteri cinesi basato sull'individuazione dei radicali e della chiave di lettura (tipicamente, "componente a sinistra e a destra, in alto e in basso, esterno e interno"). In totale, è formato da 540 radicali (部 bù) ed è alla base della classificazione di oltre 9000 caratteri nello Shuowen Jiezi, un celebre dizionario scritto da Xu Shen (许慎) e completato intorno al 100 d.C., in epoca Han (汉朝). I radicali Shuowen (说文部首, un nome abbreviato come parallelismo con "radicali Kangxi" 康熙部首) si possono considerare gli antenati dei 214 radicali Kangxi contenuti nel Dizionario Kangxi (康熙字典).

## Introduzione ai radicali Shuowen
I radicali Shuowen sono presenti nello Shuowen Jiezi e sono scritti nella grafia del periodo Han, cioè quella del Piccolo Sigillo (小篆 Xiǎozhuàn). Lo Shuowen Jiezi tuttora viene ristampato con questa grafia. Solo in dei casi Xu Shen cita degli arcaismi gǔwén 古文 presi da alcuni testi pre-Qin nascosti nei muri delle case per farli sfuggire ai roghi di Qin Shi Huangdi e cita dei caratteri in uno stile calligrafico più antico, lo stile Zhòuwén 籀文 (Grande Sigillo). Xu Shen, in ogni carattere dello Shuowen Jiezi (radicali inclusi) inserisce il significato del carattere e, laddove presente (e.g. quando non si è in presenza di un pittogramma), mette la suddivisione tra radicale e chiave di lettura per indicare la pronuncia in modo abbastanza vago (al tempo di Xu Shen si parlava il Cinese degli Han Orientali, intermedio tra il cinese antico/Old Chinese 上古汉语 e il Primo Cinese Medio 中古汉语). In dei casi, offre un'interpretazione dei caratteri, ma lo Shuowen Jiezi contiene degli errori (ragion per cui, nel fare filologia dei caratteri, va consultato con sano spirito critico) siccome non ha potuto consultare le ossa oracolari e i bronzi del periodo Shang e Zhou: queste fonti (甲骨文, 金文) contengono le forme originali dei caratteri e quindi delle forme che sono meno fuorvianti rispetto alla stilizzazione del Piccolo Sigillo. Xu Shen di fatto analizza i caratteri a partire dalla prima stilizzazione risalente al periodo Qin. Solo qualche carattere è anteriore. Le ossa oracolari erano piastre di tartaruga e scapole di bue che venivano incise con dei caratteri o trapanate in dei punti e messe sul fuoco per compiere le piromanzie (dette anche "plastromanzie" e "scapulomanzie"). L'indovino effettuava dunque una previsione sul futuro in base a come le crepature colpivano i caratteri. Le ossa venivano poi interrate. I bronzi invece sono oggetti in bronzo (vasi, tripodi, bacinelle, pettini, specchi, bracieri...) su cui venivano incisi dei caratteri. I sinogrammi quindi erano usati per scrivere piccoli testi formulaici: alla nascita dell'Impero, vennero standardizzati, usati per la burocrazia e scritti su pezzi di seta e listelli di bambù rilegati fino a formare un rotolo. Comunque, alcune definizioni di Xu Shen sono già state già corrette o ampliate e precisate con delle glosse già da prima della riscoperta dei bronzi e delle ossa oracolari (i segnetti su queste ultime sono stati interpretati come caratteri cinesi sono nel fine Ottocento da Wang Yirong 王懿荣).
La prima copia sopravvissuta dell'opera risale al periodo Tang. Il commentario più famoso e autorevole è quello di Xú Xuàn (徐鉉, 916–991), che scrisse a partire dal 986 su ordine diretto dell'Imperatore. Xu Xuan corresse molte annotazioni sbagliate dell'edizione di Li Yangbing e aggiunse la pronuncia in fanqie (siccome Xu Xuan è vissuto sotto la Dinastia Song (宋朝), il suo fanqie riflette la pronuncia del cinese medio). Il secondo più grande commentario all'opera, è quello di Duan Yucai 段玉裁 (1735–1815), vissuto durante il periodo Qing (清朝). Impiegò 30 anni per scriverlo e lo pubblicò poco prima della propria morte. Anche nelle ristampe con le glossature, la grafia originale nello stile del Piccolo Sigillo è rimasta intatta.
L'opera è divisa in 15 parti e gli stessi radicali Shuowen sono divisibili in parti. 34 radicali non hanno caratteri, mentre 159 ne contano solo uno. Solo 350 circa sono produttivi. I criteri usati da Xu Shen per individuare i radicali e classificare i caratteri, nonostante siano evidenti dei pattern, in generale vengono considerati dai lessicografi come criptici. Il sistema di radicali aveva comunque la possibilità di essere rimaneggiato e migliorato in altri dizionari creati ex-novo (nel mentre, era evoluta la grafia portando alla nascita dei caratteri in versione tradizionale, si era affermata l'arte calligrafica e il numero di caratteri cinesi e varianti regionali era cresciuto). Sono stati soppiantati da uno standard di 214 radicali inventato da Mei Yingzuo nel 1615 (tarda epoca Ming 明朝) e usato in un suo dizionario. Il nome con cui sono universalmente noti deriva da un celeberrimo dizionario del 1716, il Dizionario Kangxi (epoca Qing; porta il nome dell'Imperatore che lo ha commissionato): dal nome di quest'opera, prendono il nome di "radicali Kangxi" (come parallelismo, siccome lo Shuowen Jiezi viene spesso abbreviato come "Shuowen", si possono pensare come "radicali Shuowen"). Questo standard è usato anche nella classifica dei caratteri cinesi usati in passato in Vietnam (sistema Chu' Nom, che contiene caratteri nazionali/coniati ex-novo dai vietnamiti e quelli originali cinesi, gli Han tu'), in Corea (hanja) e che sono tuttora usati in Giappone (kanji). In Cina, questo standard si affianca a una nuova lista di radicali con modifiche minori e pubblicata nel 2010. Alcuni radicali Shuowen e Kangxi sono in comune, mentre alcuni radicali individuati da Xu Shen oggi sono usati come caratteri veri e propri. Molti altri sono in disuso. In un caso, Xu Shen duplica un radicale siccome non ha riconosciuto che un carattere era l'evoluzione dell'altro. Dei radicali Shuowen, tramite il fanqie e l'affiancamento delle pronunce nei dialetti cinesi conservativi (cantonese standard e di Taishan, i Minnan come gli Hokkien, Hakka, shanghainese) e nelle lingue sino-xeniche (giapponese, coreano, vietnamita), offrono delle informazioni sulla loro pronuncia arcaica in Primo Cinese Medio, usato a sua volta per ricostruire il cinese antico. La stessa operazione si può svolgere con qualunque carattere cinese, inclusi i radicali Kangxi. Di entrambe le lingue antiche esistono ricostruzioni (e.g. Baxter, 2011; Baxter-Sagart, 2014).
L'opera, insieme al suo sistema di radicali, è oggi disponibile pure online e viene talvolta ristampata insieme alle glosse con eventuali altre aggiunte. Si trovano pure delle riscritture in cinese moderno standard e con i caratteri semplificati, siccome è scritta in Wenyan/cinese classico. Lo Shuowen Jiezi, nonostante contenga degli errori soprattutto nell'interpretazione o divisione di alcuni caratteri dovuti alla sola consultazione della grafia del Piccolo Sigillo, ha i suoi pregi indiscussi e si usa tuttora con spirito critico per fare filologia dei caratteri e paleografia. Le sue pronunce in fanqie e le sue definizioni sono riportate nel Dizionario Kangxi insieme al fanqie del Guangyun (Primo Cinese Medio, espansione del Qieyun) e del Jiyun (Tardo Cinese Medio). Alcuni esempi di studi moderni sui caratteri nello Shuowen Jiezi sono quelli di Weldon South Coblin e Paul Serruys. "Shuowen Jiezi" è anche il nome di un programma cinese su Sun TV in cui ogni giorno una presentatrice spiega l'etimologia di un carattere al giorno al grande pubblico in soli 5 minuti.

## Lista dei radicali Shuowen in versione snella
Nella tabella sotto, sono riassunti in modo condensato i radicali Shuowen, cioè gli antenati dei radicali Kangxi. Di ogni carattere, è indicata la variante più vicina alla grafia del Piccolo Sigillo. Ogni radicale è raggruppato nel suo rotolo/libro (juan3 卷, "kwan > kan" in giapponese).
| Sezione | Radicali Shuowen |
| ------- | --- |
| 1       | (introduzione) |
| 2       | 一丄⺬三王玉玨气士丨屮艸蓐茻                                                                                                   |
| 3       | 小八釆半牛犛吿口凵吅哭走止𣥠歨此正昰辵彳廴㢟行齒牙足疋品龠𠕋                                                                   |
| 4       | 㗊舌干𧮫只㕯句丩古十卅言誩音䇂丵菐𠬞𠬜𠔏𠔱舁𦥑䢅爨革鬲䰜爪丮鬥又𠂇史支𦘒聿畫隶臤臣殳殺𠘧寸𡰻㼱攴敎⺊𤰆爻㸚                     |
| 5       | 𡕥目䀠眉盾𦣹𪞶鼻皕習𦏲隹奞雈𠁥𥄕羊羴瞿雔雥鳥烏𠦒冓幺𢆶叀玄予放𠬪𣦻歺死冎骨肉筋刀刃㓞丯耒𧢲                                     |
| 6       | 竹箕丌左工㠭巫𤮺曰𠄎丂可兮号亏𠤔喜𧯛鼓豈豆豊豐䖒虍虎虤皿𠙴去血丶𠂁靑丼皀鬯食亼會倉入缶矢高冂𩫖京亯𣆪畗㐭嗇來麥夊舛䑞韋弟夂久桀 |
| 7       | 木東林才叒𡳿帀出𣎵𤯓乇𠂹𠌶華𥝌𥠻巢桼束𣠔囗員貝邑𨛜                                                                             |
| 8       | 日旦倝㫃冥晶月有朙囧夕多毌𢎘𠀟𠧪齊朿片鼎𠅏彔禾秝黍𪏽米毇臼凶朩𣏟麻尗耑韭瓜瓠宀宮呂穴㝱𤕫冖𠔼冃㒳网襾巾巿帛白㡀黹               |
| 9       | 人𠤎匕从比北丘㐺𡈼重臥身𠂣衣裘老毛毳𡰣尺尾𡳐舟方儿兄兂皃𠑹先禿見覞欠㱃㳄㒫頁                                                   |
| 10      | 𦣻面匃首𥄉須彡彣文髟后司卮卩印色𠨍辟勹包茍鬼甶厶嵬山屾屵广厂丸危石𨱗勿冄而豕㣇彑豚豸𤉡易象                                     |
| 11      | 馬𢊁鹿麤㲋兔萈犬㹜鼠能熋火炎𪐗囪焱炙𤆍大𡗕夨夭交𡯁𡔲𡕍幸奢亢夲夰亣夫立竝囟恖心惢                                               |
| 12      | 水沝瀕𡿨巜川𤽄灥永𠂢𠔌仌雨雲𤋳𩺰㷼龍飛非卂                                                                                     |
| 13      | 𠃉𠀚至卥鹵鹽戶門耳𦣝手𠦬女毋民丿𠂆乁氏氐戈戉我亅𤦡乚亾匸匚曲𠙹瓦弓弜𢎺系                                                       |
| 14      | 糸𦃃𢇁率虫䖵蟲風它龜黽卵二土垚𡎸里田畕黃男力劦                                                                                 |
| 15      | 金幵勺几且斤斗矛車𠂤𨸏𨺅厽𠃢宁叕亞𠄡六𠀁九禸嘼甲乙丙𠆤戊己𢀳庚辛辡壬癸子了孨𠫓𠃠𡩟戼𨑃巳午未𦥔丣酋戌亥                         |

## I radicali Shuowen e gli errori diffusi in filologia dei sinogrammi

### Gli errori
Il cinese antico è indissolubilmente legato alla prima attestazione della scrittura cinese (a partire dal 1250 a.C. circa, periodo Shang), ragion per cui la lingua e la scrittura come periodo sono strettamente collegate. I caratteri in origine sono nati per scrivere sulle piastre delle tartarughe e sulle scapole di bue messe a crepare sul fuoco per effettuare predizioni sul futuro più o meno remoto. Dai primi caratteri attestati nelle ossa oracolari (periodo Shang e Zhou) e nei bronzi Shang e Zhou si vedono le versioni originali di molti caratteri diffusi sia in passato che oggi, da cui si può ricostruire la composizione (molti altri caratteri, comunque ricostruibili, sono attestati a partire dal periodo degli Stati Combattenti e periodo Qin e Han e in poi). Le versioni originali permettono di capire meglio la loro composizione, il disegno originario, come sono evoluti e, in dei casi, la pronuncia originaria. Pertanto il cinese antico/Old Chinese è il periodo da cui si parte a fare filologia dei sinogrammi (perlomeno quelli più antichi, come i radicali Kangxi), un'attività direttamente collegata alla paleografia, che a sua volta non è una disciplina isolata da altre come l'archeologia.
Quanto al periodo del Primo Cinese Medio, in questo periodo i sinogrammi assumono grossomodo l'aspetto dei caratteri tradizionali odierni. Questa grafia deriva dall’evoluzione della prima standardizzazione dei caratteri avvenuta durante il periodo Qin (Xu Shen, usando una grafia detta “Piccolo Sigillo”/Xiaozhuan) li descrive nello Shuowen Jiezi. Durante il periodo Tang, le ossa oracolari forse erano state dissotterrate per la prima volta ma i contadini, non capendo cosa fossero e come mai avessero dei segnetti misteriosi incisi sopra, le reinterravano. In un secondo momento, sono state dissotterrate e polverizzate per creare preparati di medicina tradizionale cinese, come avveniva per esempio nel periodo Qing. Il riconoscimento dei caratteri sarebbe avvenuto nel fine Ottocento. L’osservazione delle prime versioni (ossa e bronzi), dell’evoluzione nello stile del Piccolo Sigillo e dell’ulteriore evoluzione nella versione tradizionale (poi eventualmente semplificata nella metà Novecento) permette di capire meglio i caratteri e i loro componenti.
Un'opera da cui si parte a analizzare i caratteri è proprio lo Shuowen Jiezi 说文解字 di Xu Shen 许慎 (100 d.C., scritto in epoca Han, durante il periodo in cui si parlava il Cinese degli Han Orientali, una varietà intermedia tra il tardo Old Chinese/tardo cinese antico e il Primo Cinese Medio, fermo restando che il cinese parlato durante la Dinastia Jin, che precede il Primo Cinese Medio, è ancora in via di discussione). L'opera va letta con spirito critico siccome Xu Shen descrive perlopiù i sinogrammi secondo lo stile del Piccolo Sigillo (Xiaozhuan 小篆) e secondo la prima standardizzazione avvenuta nel periodo Qin. Non ha mai consultato le ossa oracolari del periodo Shang e Zhou (cioè le piastre di tartaruga e le scapole di bue incise e trapanate e mese sul fuoco a crepare per effettuare le piromanzie, dette anche plastromanzie e scapulomanzie) e non ha nemmeno consultato i bronzi Shang e Zhou (vasi, bacinelle, piccoli contenitori, specchi, pettini, bracieri...): entrambi non erano stati ancora diseppelliti, quindi i relativi corpora di caratteri (甲骨文 e 金文), di cui oggi esistono i dizionari, erano inaccessibili. Pertanto i caratteri analizzati non sono le proto-forme/versioni originali ma sono una standardizzazione che contiene già delle stilizzazioni fuorvianti, dei componenti aggiunti o delle disposizioni dei componenti alterate rispetto alla disposizione originale. Xu Shen in dei punti commette degli errori nell'interpretazione o nella suddivisione del carattere per indicare il carattere e la chiave di lettura per la pronuncia, che riflette la sua varietà di cinese (alcune varianti dei caratteri sono varianti popolari o dei rimaneggiamenti delle chiavi di lettura per riflettere dei cambiamenti nella pronuncia tra la prima fase del cinese antico/Old Chinese e il Cinese degli Han Orientali o le varietà del periodo Qin, periodi nei quali peraltro si sono coniati nuovi caratteri). L'opera di Xu Shen è stata arricchita con degli ottimi commentari che glossano il testo. Il più famoso è quello di Duan Yucai, scritto nell'arco di oltre 30 anni e pubblicato nel 1815 (periodo Qing) e di ottima qualità nonostante nemmeno lui abbia consultato le ossa e i bronzi. Alcune glosse correggono delle informazioni di Xu Shen o le arricchiscono. In generale, si evince che lo Shuowen Jiezi va letto e consultato con un sano spirito critico, nonostante i suoi pregi indiscussi. Per esempio, va affiancato alle versioni sulle ossa e sui bronzi, ai commentari, alle varianti dei caratteri (in cui abbastanza spesso restano cristallizzati degli elementi antichi o la disposizione originale dei componenti) e a degli studi paleografici e filologici (non etimologia folk o mnemotecnica) che si intrecciano con storia, archeologia e conoscenze basilari per esempio di tecniche di agronomia, se si pensa ad esempio alla coltivazione del grano, del riso e alla loro lavorazione (la derivazione etimologica delle parole a partire dai suffissi e prefissi morfologici dell'Old Chinese è un altro tipo di ricostruzione che a volte si può intrecciare con quella di stampo paleografico, cioè incentrata sulla grafia). Altre stilizzazioni trasformano dei componenti dei caratteri in dei falsi amici. A questo si aggiunge il fatto non secondario che i caratteri cinesi hanno subito una semplificazione nella metà Novecento, ragion per cui partire ad analizzare i caratteri dalla versione semplificata è un errore in partenza, come anche analizzarli basandosi sulla grafia riportata da Xu Shen laddove il carattere è attestato da secoli prima ed è dotato di una proto-forma. Quest’ultimo comunque riporta i significati originali di ogni carattere, siccome sono evoluti: per esempio, miao4 秒 oggi indica il secondo (unità di tempo), il che rende la presenza del radicale del cereale criptica e insensata. In realtà, in origine il carattere indicava l’arista, cioè un lungo filamento sulla “buccia” dei chicchi di grano sulle spighe, il che rende il radicale subito comprensibile. Da tutte queste informazioni si può ricavare una lista di 7 errori da evitare:
- non praticare una distinzione tra da un lato paleografia/filologia con conoscenze storico-letterarie, archeologiche e di tecniche antiche in alcuni campi (ad esempio agricoltura, allevamento, metallurgia, produzione di vasellame, settore tessile) e dall’altro l’etimologia folk con mnemotecnica peraltro avulse dalle utili conoscenze di supporto elencate in precedenza;
- analizzare i caratteri superficialmente (in base cioè alla loro apparenza immediata, a volte ingannevole per le stilizzazioni, amputazioni o aggiunte e disposizioni dei componenti);
- analizzare solo la versione semplificata laddove hanno una versione tradizionale;
- non prendere mai in consultazione alcuni utili varianti arcaizzanti dei caratteri laddove presenti (esistono dizionari appositi);
- non consultare mai le versioni sulle ossa oracolari e i bronzi Shang e Zhou laddove il carattere è attestato;
- partire ad analizzare sempre e solo dal significato moderno, laddove sono presenti significati arcaici poi evoluti e/o perduti ma recuperabili da dizionari antichi (tra cui lo stesso Shuowen Jiezi);
- copiare l’interpretazione integralmente da Xu Shen, che già commette degli errori nell’interpretazione e suddivisione corretti dalla paleografia e da alcune glosse e commentari ben scritti (non tutti i commentari sono uguali. Quelli di Xu Xuan e di Duan Yucai sono tra i migliori in assoluto e le loro glosse sono direttamente affiancate alla definizione originale di Xu Shen). L’opera va quindi affiancata ad altri materiali e conoscenze. L’errore di non leggere Xu Shen con un sano spirito critico si intuisce fin dagli esordi del paragrafo.

Alcune interpretazioni sono incerte o in fase di discussione ma, se non cadono in nessuno dei 7 errori, semplicemente sono indicatori di un dibattito ancora aperto che può essere chiuso con l’avanzare delle scoperte in paleografia, in linguistica storica (e.g. la derivazione morfologica in Old Chinese), in storia e in archeologia (le ossa e i bronzi sono infatti reperti archeologici. Più se ne trovano, più caratteri attestati e/o varianti antiche emergono, con tutto ciò che ne deriva).
Un ultimo errore diffuso sarebbe da includere come l'ottavo errore se non fosse limitato ai soli radicali Kangxi. Tuttavia, il fatto che i radicali Kangxi come grafia, nome e ricostruzione filologica siano il migliore punto di partenza per l'apprendimento dei sinogrammi, lo rende un errore dalle conseguenze pesanti. L'errore, riportato in disparte, è il seguente:
- partire a ricostruire e studiare i radicali Kangxi a partire dal nome proprio in cinese, laddove presente.

Si prenda come esempio lampante卩 jie2: è universalmente noto come "il sigillo", in più come radicale ha il nome proprio in cinese traducibile come "l'orecchio singolo". Non solo i nomi propri in cinese indicano perlopiù l'apparenza grafica del carattere, ma non danno informazioni per la filologia. Jie2 non rappresenta in nessun modo un orecchio, ragion per cui questi nomi sono utili per richiamare alla mente il radicale in lingua cinese ma sono fuorvianti per la ricostruzione filologica. Quanto al suo significato, anch'esso è fuorviante perché a livello di origine non rappresenta in nessun modo un sigillo: è un uomo inginocchiato ritratto di profilo. Anche i radicali Kangxi non sono esenti dai 7 errori elencati in precedenza: per esempio, 彐 ji4 è universalmente noto come "muso di maiale" in base alla definizione di Xu Shen, ma in nessun carattere raffigura il muso del maiale, bensì stilizza una mano solitamente impegnata ad afferrare qualcosa.

### Nomi dei principali stili calligrafici cinesi
I nomi dei principali stili calligrafici cinesi sono decisamente utili per dare un nome a una particolare grafia e/o nel momento in cui ci si imbatte nel loro nome in un dizionario di calligrafie o in un libro di filologia dei sinogrammi. I primi due nomi non sono stili, ma un'etichetta alle versioni sulle piastre di tartaruga, scapole di bue e sugli oggetti in bronzo. Anche gli ultimi due non sono nomi di stili calligrafici, ma sono importanti da elencare e tenere distinti quando si vede la scrittura di un carattere e/o si fa filologia. Da questi nomi e una loro successione, si può impostare lo studio della calligrafia base cinese per capire le loro caratteristiche, origini e periodizzazioni (gli stili sono evoluzioni che non partono dall'invenzione di un singolo calligrafo e più stili e proto-stili possono sovrapporsi).
| Nome       | Pinyin               | Cantonese              | Traduzione/significato                                                                               |
| ---------- | -------------------- | ---------------------- | --- |
| 甲骨文     | jia3gu3wen2          | gaap3 gwat1 man4       | Versione sulle ossa oracolari ("Oracle Bones Script")                                                |
| 金文       | jin1wen2             | gam1 man4              | Versione sui bronzi ("Bronze Inscriptions")                                                          |
| 战国, 简牍 | Zhan4guo2, jian3du2  | Zin3 gwok3, gaan2 duk6 | Versione degli Stati Combattenti ("Warring States"), Versione sui listelli di bambù ("Bamboo Slips") |
| 大篆, 籀文 | da4zhuan4, zhou4wen2 | daai6 syun6, zau6 man4 | Grande Sigillo ("Great Seal"), Stile Zhòu ("Zhòu Script")                                            |
| 小篆       | xiao3zhuan4          | siu2 syun6             | Piccolo Sigillo ("Small Seal")                                                                       |
| 隶书       | li4shu1              | dai6 syu1              | Stile degli Scrivani ("Clerical Script")                                                             |
| 行书       | xing2shu1            | hang4 syu1             | Scrittura Semi-corsiva ("Semi-cursive Script; Running Script")                                       |
| 楷书, 楷体 | kai3shu1, kai3ti3    | kaai2 syu1, kaai2 tai2 | Stile Regolare ("Regular Script") ["KaTi" è pure il nome del font su Microsoft Word]                 |
| 草书       | cao3shu1             | cou2 syu1              | Grafia a filo d'erba; Stile corsivo ("Grass Script; Cursive Script")                                 |
| 繁体(字)   | jian3ti3(zi4),       | faan4 tai2 (zi6)       | Carattere tradizionale ("Traditional Character")                                                     |
| 简体 (字)  | fan3ti3(zi4)         | gaan2 tai2 (zi6)       | Carattere semplificato ("Simplified Character")                                                      |

### Introduzione alla ricostruzione filologica del sistema dei radicali Shuowen integrale
Si offre qui sotto la trattazione dettagliata della tavola dei radicali Shuowen integrale. Laddove i caratteri sono già stati trattati nei radicali Kangxi, non si aggiungono particolari. Di contro, tutti i caratteri nuovi diffusi come comuni sinogrammi o caratteri rari sono affiancati da una spiegazione. Si possono poi trovare spiegazioni molto più dettagliate sui comuni sinogrammi nella ricostruzione filologica dei sinogrammi più diffusi. Quanto al nome, i radicali Shuowen non hanno un nome, ma quelli che sono radicali Kangxi ne hanno già uno; quanto agli altri, si può coniare osservando l'origine filologica e/o il significato arcaico. In tabella, sono inserite alcune proposte e possibili nomi ai radicali Shuowen che non compaiono tra i radicali Kangxi. La penultima colonna indica se il radicale Shuowen è anche un radicale Kangxi (R.K.) o è originale.
Un solo carattere è problematico perché senza pronuncia: 𪞶, di cui Xu Shen scrive 此亦自字也。省自者，詞言之气，从鼻出，與口相助也。凡𪞶之屬皆从𪞶。Non vi sono state aggiunte glosse con il fanqie, in apparenza. Il Dizionario Kangxi non lo riporta. Un carattere molto simile, 𦣹 (versione arcaica di 自), si pronuncia zi4.
Se il carattere non è né un radicale Kangxi o è un carattere piuttosto raro, viene offerta la ricostruzione filologica, che spiega la sua origine e/o apparenza. Alcuni caratteri sono diffusi e compaiono negli HSK come caratteri veri e propri. I radicali Kangxi non vengono ripetuti. I caratteri sono suddivisi anche in base ai volumi ("rotoli") in cui sono contenuti. Il primo non ne ha siccome è un'introduzione di Xu Shen all'intera opera con annessa la leggenda di Cangjie (ha usato questa leggenda per spiegare la nascita dei caratteri: non conosceva le ossa oracolari, i bronzi e le prime tracce di proto-scrittura nelle caverne e anteriori alle ossa oracolari). La colonna "EMC" (Early Middle Chinese) raccoglie qualche informazione fondamentale che riguarda la pronuncia in Primo Cinese Medio direttamente osservabile dal cantonese (laddove la pronuncia non è reperibile sia in cantonese che negli altri dialetti e nelle lingue sino-xeniche, queste caratteristiche si possono comunque ricavare come ultima strategia sempre pronta all'uso dell'osservazione del fanqie in opere come l'edizione di Xu Xuan dello Shuowen Jiezi, il Guangyun e il Jiyun, tutte reperibili nel Dizionario Kangxi siccome raccoglie i fanqie. La pronuncia di Xu Shen è abbastanza laconica, riflette una tarda varietà di cinese antico e non è in fanqie). Le maggiori caratteristiche evidenziate, tali per cui anche le pronunce sino-xeniche (a partire dal Primo Cinese Medio) sono comprensibili, sono *-p, *-t, *-k, *-m, -n, -ng e appartengono tutte alla coda della sillaba. Le ultime due caratteristiche sono ancora osservabili e sono conservate con alta fedeltà dal Primo Cinese Medio, ragion per cui non hanno l'asterisco, che indica una ricostruzione. Dal cantonese, si possono individuare anche delle palatalizzazioni avvenute durante il Mandarino tardo-imperiale a partire dal mandarino di Nanchino e delle mutazioni di *mj- in Primo Cinese Medio, avvenute durante il Primo Mandarino. Il suono palatale *ny- in cantonese cade, ma in giapponese e vietnamita e in alcune pronunce dialettali è ritenuto (in Tardo Coreano Medio si pronunciava */z/ ed era scritto con una lettera oggi in disuso).
| 卷 | Radicali+evoluzione+varianti (说文解字部首)                    | Pinyin (cifra-tono) 拼音 | Cantonese 广东话 (Jyutping)                   | EMC         | R.K.? | Nome/Significato/Origine 名字/意思/字源 +annotazioni filologiche |
| -- | -------------------------------------------------------------- | ------------------------ | --------------------------------------------- | ----------- | ----- | --- |
| 1  | - - -                                                          | - - -                    | - - -                                         |             | - - - | - - - |
| 2  | 一                                                             | yi1 (+sandhi)            | jat1                                          | *-t         | RK    | Il tratto orizzontale, il numero uno |
| 2  | (𠄞 >) 丄 > 上                                                 | shang4                   | soeng5                                        | -ng         | -     | La parte superiore [In origine era un punto sopra una linea orizzontale per indicare questo concetto, poi si è modificato in una T rovesciata, a cui si è aggiunto un trattino] |
| 2  | (丅 >) ⺬> 示                                                  | shi4                     | si6                                           |             | RK    | L'altare sacrificale [nella versione attuale, le gambe sono diventate tre; in alternativa, sono dei tratti extra per distinguerlo da 下, anticamente 丅] |
| 2  | 三                                                             | san1                     | saam1                                         | *-m         | -     | Il numero tre |
| 2  | 王                                                             | wang2                    | wong4                                         | -ng         | RK    | Il sovrano, la giada rilegata, l'ascia cerimoniale |
| 2  | 玉                                                             | yu4                      | juk6                                          | *-k         | (RK)  | La giada |
| 2  | 玨 (variante 珏, 𤤴; bronzi: 瑴)                               | jue2                     | gok3                                          | *-k         | -     | I due pezzi di giada legati [Xu Shen annota 二玉相合爲一珏. Xu Shen riporta anche la variante, 珏或从㱿. Nella prima versione, si vedono chiaramente due giade rilegate messe insieme. Nel secondo carattere, la chiave di lettura contratta (il radicale della giada è visibile in basso) è 㱿 que4 (𡉉 + 殳), "colpire dall'alto"; vi deriva 殼 que4, ke2, "conchiglia". La chiave di lettura a sinistra è 𡉉 que4, 幬帳之象, cioè una tendina di qualche tipo che può stare sui carri e/o per tenere lontane le mosche: la tenda, simile a 网, è visible in basso; altrimenti, il carattere in basso viene interpretato come la variante del copricapo 冃 siccome è graficamente simile a quest'altro carattere] |
| 2  | 气 (non è 氣)                                                  | qi4                      | hei3 (去旣切 > 去訖切 > 丘旣切)               |             | RK    | L'aria |
| 2  | 士                                                             | tu3                      | si6                                           |             | RK    | Il soldato |
| 2  | 丨                                                             | gun3                     | gwan2                                         | -n          | RK    | Il tratto verticale, il bastone |
| 2  | 屮                                                             | che4                     | cit3                                          | *-t         | RK    | Il germoglio |
| 2  | 艸 > 艹 (> 草)                                                 | cao3                     | cou2                                          |             | RK    | L'erba, i ciuffi d'erba |
| 2  | 蓐 (variante antica 𦸳)                                        | ru4                      | juk6 (而蜀切 > 如欲切)                        | *-k         | -     | L'erba che cresce in continuazione [è il radicale dei ciuffi d'erba con sotto la chiave di lettura della vergogna, che però dal punto di vista solo grafico contiene il coltello di conchiglia con sotto una mano, il che può indicare l'erba tagliata. In una variante riportata da Xu Shen sono presenti due mani sotto, 𦸳. Secondo Xu Shen, indicava l'erba che cresceva in continuazione: 陳艸復生也。从艸辱聲。一曰蔟也. Oggi indica un letto fatto di erba tagliata, 陈草复生，引申为草垫子，草席] |
| 2  | 茻                                                             | mang3                    | mong5                                         | -ng         | -     | L'erba affastellata [Sono quattro ciuffi d'erba, che si possono immaginare graficamente come il raddoppio di 艸. Secondo Xu Shen, 眾艸也。从四屮] |
| 3  | 小                                                             | xiao3                    | siu2                                          |             | RK    | La sabbia |
| 3  | 八 (> 別, 分)                                                  | ba1                      | baat3                                         | *-t         | RK    | La divisione, il numero otto |
| 3  | 釆                                                             | bian4                    | bin6                                          | -n          | RK    | La zampa di animale, l'impronta di animale |
| 3  | 半                                                             | ban4                     | bun3                                          | -n          | -     | La testa di bue a metà [Si nota proprio una testa di bue con il simbolo in cima dell'oggetto tagliato] |
| 3  | 牛                                                             | niu2                     | ngau4 (語求切 > 魚尤切 > 疑尤切)              |             | RK    | Il bue |
| 3  | 犛; 氂 > 牦                                                    | mao2, li2                | lei4, maau4, mou4; lei4, mou4                 |             | -     | Lo yak [è un bovino con il pelo lungo e le zampe corte usato per trasportare le merci o come cibo. Xu Shen riporta il carattere 犛, che indica propriamente lo yak e ha il radicale del bue; il carattere 氂, facilmente confondibile, ha il radicale del pelo e indica la coda dello yak: 犛牛尾也。从犛省，从毛. Lo yak viene descritto da Xu Shen come 西南夷長髦牛也, cioè un bue cresciuto dai barbari sud-occidentali. Se 犛 si pronuncia li2, indica un territorio che oggi corrisponde alla contea di Yongchang (永昌县), nel Gansu. La chiave di lettura in entrambi è 𠩺 xi1, che significa "spaccare". Xu Shen spiega 坼也。从攴从厂。厂之性坼，果孰有味亦坼. Si nota l'albero immaturo, il bastone in mano e un dirupo. Secondo Xu Shen, il dirupo è presente perché è una zona di montagna spaccata. Una glossa di Xu Xuan aggiunge 徐鍇曰：“厂，厓也。”] |
| 3  | 吿 > 告                                                        | gao4                     | gou3                                          |             | -     | Il recinto per buoi e cavalli, il trogolo [Nella versione riportata da Xu Shen, più chiara, si nota la testa del bue con sotto una forma simile a una bocca spalancata, che indica un recinto. Secondo un'altra interpretazione, indica il trogolo per il bestiame, cioè una cassetta di legno che contiene il cibo. Xu Shen nella sua spiegazione sostiene di vedere un'asse in legno sulla testa del bue, ma il tratto orizzontale viene solitamente interpretato come le orecchie del bue: 牛觸人，角箸橫木，所以告人也。从口从牛. Il significato originale viene preservato in 牿 gu4, che indica proprio un recinto per buoi e cavalli: 牿，牛马牢也. L'interpretazione di Xu Shen, cioè di una sbarra di legno orizzontale su un bue, deriva da un passo dell'Yijing: 童牛之牿，元吉. Questo palo di legno si lega sulle corna di un bue per trasportarlo, ma nella raffigurazione originale non compare sopra le corna, il che rende l'interpretazione di Xu Shen problematica. La definizione completa di questo palo è 绑在牛角上使其不能触人的横木] |
| 3  | 口                                                             | kou3                     | hau2 (苦后切 > 去厚切 > 苦厚切)               |             | RK    | la bocca spalancata |
| 3  | 凵 (> 坎)                                                      | kan3, (qian3)            | ham2, ham1, ham3 (口犯切)                     | *-m         | RK    | La buca, la fossa |
| 3  | 吅 (> 喧, 諠)                                                  | xuan1                    | hyun1                                         | -n          | -     | Le bocche spalancate, i nitriti di paura [sono due bocche spalancate l'una accanto all'altra per indicare il frastuono causate dalle voci che si accavallano. In base al secondo carattere, che significa "accusare", si ricava un possibile contesto di accusa e denuncia e dunque di disputa legale. Xu Sen spiega 驚嘑也。从二口, il che lascia intendere che in origine indicava il rumore dei cavalli spaventati: in 驚 si vede un cane allerta ubbidiente accanto al bastone in mano con sotto il radicale del cavallo e in isolamento si riferisce ai cavalli spaventati. Quindi, le bocche possono anche essere non umane] |
| 3  | (𡘜 >) 哭                                                      | ku1                      | huk1 (苦屋切 > 空谷切)                        | *-k         | -     | Il pianto, il cane che piange/guaisce/uggiola/mugola [Si notano due bocche spalancate per indicare il rumore e a livello grafico, in basso, un cane. Secondo Xu Shen, è la contrazione di 獄, che indica i cani che si ringhiano addosso e il carcere, con un riferimento ai cani da guardia. Siccome questo carattere si pronuncia yu4, in apparenza rende piuttosto bene la pronuncia. Ma nella primissima versione si vede una persona con i capelli lunghi e ritti in mezzo per ritrarre in modo espressivo e diretto la disperazione. In una variante arcaizzante si vede proprio una forma umana in mezzo alle bocche] |
| 3  | 走                                                             | zou3                     | zau2                                          |             | RK    | La marcia, la corsa |
| 3  | 止                                                             | zhi3                     | zi2                                           |             | RK    | L'impronta del piede |
| 3  | 𣥠 > 癶                                                        | bo1                      | but6                                          | *-t         | RK    | I piedi in direzione divergente/opposta |
| 3  | 歨 > 步 (variante 歩)                                          | bu4                      | bou6                                          |             | -     | I due passi [La versione nella grafia del Piccolo Sigillo è chiara, pure se leggermente stilizzata: si vede un passo sopra con un passo sotto. Il passo sotto oggi viene stilizzato come i quattro granelli di sabbia ed è irriconoscibile] |
| 3  | 此                                                             | ci3                      | ci2                                           |             | -     | Il deittico spaziale, il posto in cui ci si ferma [in origine era un deittico solo spaziale, cioè riferito ai punti geografici, come indica il componente del piede accanto alla persona stilizzata come un cucchiaio, falso amico. Secondo Xu Shen, in origine il carattere significava 止, "fermarsi" (下基也), quindi era "il posto in cui ci si ferma", forse anche per risiedervi] |
| 3  | 正                                                             | zheng4                   | zing3                                         | -ng         | -     | La rettitudine, la retta via, la giustizia [Xu Shen lo descrive come 是也。从止，一以止. Notoriamente, 昰 > 是 significava "giusto; questo/a"] |
| 3  | 昰 > 是                                                        | shi4                     | si6                                           |             | -     | La rettitudine come deittico [Xu Shen lo descrive come 直也。从日正] |
| 3  | (𣥆 >) 辵 > ⻍ > ⻌                                            | chuo4                    | coek3                                         | *-k         | RK    | Il cammino |
| 3  | 彳                                                             | chi4                     | cik1                                          | *-k         | RK    | L'incrocio a T |
| 3  | 廴                                                             | yin3                     | jan2                                          | -n          | RK    | L'avanzata, la corda spiegazzata |
| 3  | 㢟                                                             | chan1                    | cin2                                          | -n          | -     | Camminare con calma, camminare lentamente [Xu Shen scrive 安步㢟㢟也。从廴从止] |
| 3  | 行                                                             | hang2, xing2             | hang4                                         | -ng         | RK    | L'incrocio stradale |
| 3  | 齒 > 齿                                                        | chi3                     | ci2                                           |             | RK    | I denti |
| 3  | 牙                                                             | ya2                      | ngaa4                                         |             | RK    | Le zanne, i canini |
| 3  | 足                                                             | zu2                      | zuk1                                          | *-k         | RK    | Il piede, la gamba |
| 3  | 疋 (non è 匹)                                                  | shu1                     | so1                                           |             | RK    | Il rotolo di stoffa |
| 3  | 品                                                             | pin3                     | ban2                                          | -n          | -     | L'assembramento [Sono tre bocche spalancate messe insieme per indicare un assembramento di persone (oggi indica i prodotti, ragion per cui alcune interpretazioni, probabilmente facenti parte dell'etimologia folk, lo indicano come tre scodelle inquadrate dall'alto o le bocche dei mercanti che gridano). Questo carattere si trova come chiave di lettura nell'ideogramma che oggi indica il quartiere, 區 > 区, un posto con persone assembrate] |
| 3  | (𠎤 >) 龠                                                      | yue4                     | joek6                                         | *-k         | RK    | Il flauto di Pan |
| 3  | 𠕋 > 冊 > 册                                                   | ce4                      | caak3                                         | *-k         | -     | I listelli rilegati, il rotolo di listelli [La versione riportata da Xu Shen, nella grafia del Piccolo Sigillo, mostra dei listelli di bambù in verticale (senza linea orizzontale in cima) e rilegati da una forma rotonda in mezzo che accoglie in sé tutti i listelli. Dopodiché questa forma è collassata in una semplice linea orizzontale che attraversa tutti i listelli. Nella versione usata nel cinese moderno, l'assetto originale è molto meno immediato] |
| 4  | 㗊                                                             | ji2                      | zaap6~ (阻立切 > 側立切)                      | *-p         | -     | Il rumore, il clamore [Xu Shen scrive 衆口也。从四口。Xu Xuan aggiunge 一曰呶 (nao2, nu3). Una glossa a quello che sostiene Xu Xuan riporta 鍇曰。呶、讙也。鉉本作又讀若呶。集韵五肴不載此字] |
| 4  | 舌                                                             | she2                     | sit3                                          | *-t         | RK    | La lingua |
| 4  | 干 (vi convergono 乾 e 幹) (è anche variante di 岸)            | gan1                     | gon1                                          | -n          | RK    | Il pestello senza trattino |
| 4  | 𧮫                                                             | jue2                     | koek3~ (其虐切 > 極虐切)                      | *-k         | -     | Il palato [口上阿也。从口，上象其理, cioè un rilievo/increspatura nella parte superiore della bocca: il palato. Si usa anche come chiave di lettura in 卻/却 que4. Nel primo carattere, la grafia è fuorviante. Dal Dizionario Kangxi, si estrapola 笑貌，或作𠶸臄. 𠳞, variante 𠳞, deriva direttamente da 𧮫 scambiato con la versione originale della valle, ovvero 𠔌, e indica la risata. 臄 viene ricollegato da Xu Shen a 𧮫. Sempre dal Dizionario Kangxi si estrapola 通俗文云：口上曰臄: quindi questo carattere indica proprio il palato] |
| 4  | 只                                                             | zhi1, zhi3               | zi2                                           |             | -     | La bocca che sbuffa |
| 4  | 㕯 > 訥                                                        | ne4, na4                 | neot6, nat6                                   | *-t         | -     | Il mormorìo [Xu Shen spiega 言之訥也。从口从内] |
| 4  | 句                                                             | ju4                      | geoi3                                         |             | -     | La corda intorno al chiodo |
| 4  | 丩 (> 纠)                                                      | jiu1                     | gau2                                          |             | -     | Le due corde annodate [Lo stesso Xu Shen spiega questo significato: 相糾繚也。一曰瓜瓠結丩起。象形] |
| 4  | 古                                                             | gu3                      | gu2                                           |             | RK    | L'antichità, l'arcaicità, la narrazione di fatti antichi [Forse è composto da uno scudo, oggi stilizzato come il numero dieci (Xu Shen nella suddivisione indica erroneamente il numero dieci), con sotto una bocca spalancata, il tutto per indicare narrazioni di fatti storici come le battaglie] |
| 4  | 十                                                             | shi2                     | sap6                                          | *-p         | RK    | Il numero dieci, l'ago |
| 4  | 卅                                                             | sa4                      | saa1                                          |             | -     | Il numero trenta [Xu Shen spiega che il carattere antico aveva tre 十 l'uno accanto all'altro, poi semplificatisi siccome i tratti orizzontali si sono fusi e il primo tratto verticale a sinistra si è incurvato in basso: 三十并也。古文省. Xu Shen si riferisce alla semplificazione di 𠦃. Il carattere si nota già nelle ossa oracolari ed è quasi identico a 山. Quello della montagna si distingue siccome era formato da tre triangoli l'uno accanto all'altro] |
| 4  | 言                                                             | yan2                     | jin4                                          | -n          | RK    | La parola |
| 4  | 誩                                                             | jing4                    | ging6                                         | -ng         | -     | Il litigio [Secondo Xu Shen, 竸言也。从二言. Ovvero, è un litigio, un duello verbale, richiamato con il radicale della parola raddoppiato] |
| 4  | 音                                                             | yin1                     | jam1                                          | *-m         | RK    | Il suono |
| 4  | 䇂 (forma originale di 辛)                                     | qian1                    | hin1                                          | -n          | -     | Il coltello per marchiare i prigionieri in forma arcaica [Xu Shen spiega 辠也。从干二。二，古文上字. Ovvero, secondo lui è un pestello con sopra due tratti orizzontali, poi stilizzati. Ma la sua apparenza è molto simile a quella del coltello per marchiare i prigionieri, il che rende la sua interpretazione problematica. Nel descrivere il coltello per marchiare i prigionieri, Xu Shen richiama il carattere qian1: 从一从䇂。䇂，辠也. L'apparenza grafica suggerisce che sia la forma arcaica e più vicina all'originale del coltello per marchiare i prigionieri. Questo radicale Kangxi si può osservare nei bronzi: https://en.wiktionary.org/wiki/File:%E8%BE%9B-bronze.svg. Il radicale Kangxi si è sviluppato da un punto aggiunto alla lama, poi assottigliatosi in una linea orizzontale e in originale inserito forse come corruzione: la prova è una variante nei bronzi, https://en.wiktionary.org/wiki/%E8%BE%9B#/media/File:%E8%BE%9B-bronze-spring.svg. Qian1 comunque indica, secondo Xu Shen, il concetto di crimine] |
| 4  | 丵 (variante 𦭱)                                               | zhuo2                    | zok6                                          | *-k         | -     | L'erba che cresce a ciuffi/mazzi fitti/cluster [Xu Shen spiega 叢生艸也。象丵嶽相竝出也. L'erba accorpata sarebbe visibile in alto] |
| 4  | 菐                                                             | pu2                      | buk6                                          | *-k         | -     | L'erba che funge da argine [Secondo Xu Shen, 瀆菐也。从丵从廾，廾亦聲: si vede cioè l'erba che cresce a mazzi spessi/fitti con sotto due mani, che fungono anche da chiave di lettura per la pronuncia (ma l'indicazione della pronuncia è estremamente blanda). Oggi il carattere indica la boscaglia, ma dalla spiegazione di Xu Shen si nota che è l'erba che cresce fitta e che va da argine, 瀆 du2. Questo carattere indica una cunetta in cui si depositava l'acqua. Forse si riferisce al ruscelletto che si poteva trovare nei campi avente più utilizzi postulabili, il 巜 > 浍. Xu Shen a proposito di du2 dice 溝也。从水賣聲。一曰邑中溝] |
| 4  | 𠬞 (variante di 廾 > 拱)                                       | gong3                    | gung2                                         | -ng         | (RK)  | La variante delle mani giunte [Xu Shen scrive 竦手也。从𠂇从又] |
| 4  | 𠬜 (variante di 𢸅 > 攀; variante 𢌬, 𡴂)                      | pan1                     | paan1                                         | -n          | -     | Le mani giunte rovesciate [Xu Shen scrive 引也。从反廾, cioè è il carattere 𠬞 scritto al rovescio. Il carattere 攀 pan1, che Xu Shen riporta con la sua forma originale 𢸅, significa "arrampicarsi" ed è composto dal radicale della mano con accanto la chiave di lettura 樊 fan2, poi spostata in cima. Dalla pronuncia dell'intero carattere, si ricostruisce un suono bilabiale nella chiave di lettura in Primo Cinese Medio. La chiave contiene 棥 fan2 indica un recinto in bambù per gli animali, con sotto due mani stilizzate come 大: le mani si riconoscono nella variante 𤕩; dalla definizione di Xu Shen, si ricava che questo recinto anticamente veniva chiamato 藩 fan1/fan2. Tutto questo carattere, secondo Xu Shen, indica un cavallo talmente carico da non potersi muovere: 騺不行也] |
| 4  | 𠔏 > 共 (variante 𦱹)                                          | gong4                    | gung6                                         | -ng         | -     | La scatola tra le mani [Indica due mani in basso che reggono un oggetto quadrato, ben visibile nella variante arcaizzante. Nella variante riportata da Xu Shen si notano due coppie di mani stilizzate come se fossero ciuffi d'erba; le loro braccia sono tutte fuse tra loro fino a formare una croce, poi separatasi. Il componente in alto nella versione arcaica assomiglia a 廿 nian4, che indica il numero venti. La spiegazione di Xu Shen è confusa: 二十并也。古文省. Indica, anche a giudicare dalle versioni sulle ossa oracolari, che sono due 十 incollati. Il disegno originale assomigliava a una V, siccome il dieci in origine era un bastoncino con un pallino in mezzo o forse il pittogramma di un ago; poi il tutto si è modificato in una sorta di 凵. Quando i pallini si sono assottigliati in due linee orizzontali, le due linee si sono fuse. 廿 non si può confondere con la bocca spalancata sorridente, com'era anticamente: è infatti 口. Ma i due caratteri nello Shuowen Jiezi si assomigliano molto. La variante di "venti" 卄 è reperibile sulle scritture nei listelli e sete degli Stati Combattenti] |
| 4  | 𠔱 > 異 > 异                                                   | yi4                      | ji6                                           |             | -     | La maschera sulla faccia [Nella versione riportata da Xu Shen si vede benissimo una maschera mostruosa tenuta sulla faccia dalle mani di un uomo inquadrato frontalmente. Nella versione tradizionale, i due componenti sono molto meno riconoscibili. Nella versione semplificata, il componente in alto è totalmente irriconoscibile] |
| 4  | 舁 (variante 𦥠)                                               | yu2                      | jyu4                                          |             | -     | Le quattro mani che sollevano [Xu Shen scrive 共舉也. Assomiglia molto anche come pronuncia a 與. In cima a tutto il carattere si nota un'altra coppia di mani 𦥑, oggi fuse e tale per cui sembra un mortaio. Si notano bene nella chiave di lettura di 𢱲] |
| 4  | 𦥑 (non è 臼)                                                  | ju2, ju3                 | - (居玉切 > 拘玉切) (*-k)                     | *-k         | -     | Le mani giunte per rispetto [Xu Shen spiega 叉手也. Questo gesto indica sia l'atto di tenere qualcosa, sia un gesto di rispetto, tale per cui le mani si uniscono e si tengono davanti al proprio petto. Quanto alla composizione, Xu Shen spiega che sono due 彐 l'uno contro l'altro. Questa ricostruzione è anche un'ulteriore dimostrazione che il radicale Kangxi noto come "il grugno del maiale" è, dentro ai caratteri, una stilizzazione di una mano intenta ad afferrare qualcosa, una mano stilizzata a grugno] |
| 4  | 䢅 (variante di 晨)                                            | chen2                    | san4                                          | -n          | -     | L'alba, il mattino presto [Si usa come variante di 晨: è il sole con in basso la chiave di lettura del coltello di conchiglia, che come prestito fonetico indicava l'alba tramite il concetto intermedio di "scuotere", siccome all'alba la vita si rimette in moto. Nella variante, si vedono due mani 𦥑 stilizzate come un mortaio. Quindi, il carattere se non è una stilizzazione o corruzione, indica un momento della giornata per eccellenza durante il quale ci si riattiva] |
| 4  | 爨                                                             | cuan4                    | cyun3                                         | -n          | -     | La cottura sul forno a legna [In cima si vedono due mani che reggono un oggetto, in origine un piatto; in basso si vede la bocca del forno appena accennata con due pezzi di legno e sotto due mani e un fuoco. Secondo Xu Shen, tutto il carattere indica un forno a legna o simili per cucinare. Per la precisione, Xu Shen spiega che il componente in alto non sarebbe il paio di mani con il piatto in mezzo, ma sono due mani che posizionano lo 甑 < 會 sopra il fuoco (lo zeng era un sostegno che serviva a cucinare al vapore). Se l'interpretazione sua è corretta, l'attrezzo per cucinare al vapore è estremamente stilizzato. Di questo carattere esistono molte varianti nate perlopiù da amputazioni] |
| 4  | 革 (variante 𠦶)                                               | ge2                      | gaak3                                         | *-k         | RK    | Il cuoio non conciato, il cuoio grezzo, il pellame |
| 4  | 鬲                                                             | li4, (ge2)               | lik6                                          | *-k         | RK    | Il calderone, la marmitta |
| 4  | 䰜 (antica variante di 鬲)                                     | li4                      | lik6                                          | *-k         | (RK)  | I vapori del calderone [Si notano due sinuose e oggi squadrate e stilizzate come due archi con in mezzo il calderone per indicare il vapore che esala dal calderone mentre si bolle del cibo (comunque, nella Cina antica una persona poteva essere condannata a morte con la bollitura da vivo)] |
| 4  | 爪                                                             | zhua3                    | zaau2                                         |             | RK    | L'artiglio, la mano stilizzata ad artiglio |
| 4  | 丮                                                             | ji1, ji2                 | gik1                                          | *-k         | -     | L'abbraccio [nella primissima versione sulle ossa oracolari si notano due braccia protese in avanti di un uomo inginocchiato e ritratto di lato. Oggi queste forme sono stilizzate] |
| 4  | 鬥 (鬭) > 鬦 > 斗                                              | dou4                     | dau3                                          |             | RK    | Il combattimento, la lotta |
| 4  | 又                                                             | you4                     | jau6                                          |             | RK    | La mano destra |
| 4  | 𠂇                                                             | zuo3                     | zo2                                           |             | -     | La mano sinistra |
| 4  | 㕜 > 史                                                        | shi3                     | si2                                           |             | -     | L'arco in mano, l'arma in mano, il pennello in mano [In base alle interpretazioni, nella mano in basso si trova un arco o un pennello o il bastone per la caccia o la guerra a Y con due pietre montate in cima 單 > 单] |
| 4  | (𠦙) > 支                                                      | zhi1                     | zi1                                           |             | RK    | Il bambù in mano, il ramo [Oggi indica in generale il ramo e la parte in basso è sparita] |
| 4  | 𦘒 (quasi identico a 聿)                                       | nie4                     | nip6                                          | *-p         | (RK)  | L'abilità col pennello, il pennello stilizzato [Xu Shen scrive 手之疌巧也。从又持巾. A giudicare dall'aspetto, il concetto di essere abile con la mano si riferisce alla scrittura con il pennello. Si può riferire anche alla calligrafia, siccome nel periodo Han aveva iniziato la sua ascesa. Secondo il Dizionario Kangxi, indica il pennello di bambù: 【佩觿集】竹𦘒也, quindi è una variante del radicale Kangxi siccome presenta due setole in meno] |
| 4  | 聿                                                             | yu4                      | jyut6 (< leot6)                               | *-t         | RK    | Il pennello di bambù [Si ricorda solo che la posizione del pennello in mano non è necessariamente solo una stilizzazione: il pennello in calligrafia si tiene in verticale. Ma non si sa se questa posizione era già usata al tempo delle ossa oracolari del periodo Shang, in cui questo pittogramma è attestato. In più, questo pittogramma attesta l'esistenza di un pennello già in questo periodo, di cui però restano solo le incisioni sulle piastre delle tartarughe e le scapole di bue] |
| 4  | 畫 > 画                                                        | hua4                     | waak6 (胡麥切)                                | *-k         | -     | La pianificazione, il disegno, la mappatura [Indica una mano stilizzata a grugno che regge in verticale il pennello di bambù con i peli. In basso, si vede un disegno, poi mutato nel disegno di un campo coltivato inquadrato dall'alto: indica o il semplice atto di disegnare, o la mappatura/divisione messa nero su bianco di un territorio coltivato] |
| 4  | 隶                                                             | dai4, (li4)              | dai6                                          |             | RK    | La cattura, afferrare/catturare, la sottomissione |
| 4  | 臤 > 賢 > 贤                                                   | qian1                    | haan1 (苦閑切)                                | -n          | -     | La solidità, la stabilità, la durezza, la fermezza [Xu Shen indica questo significato: 堅也。从又臣聲. Si nota un occhio chino per indicare l'obbedienza o la visione attenta con accanto una mano, tale per cui il carattere alla lontana ricorda 看: la distribuzione dei componenti e la posizione dell'occhio è diversa. Quindi è un servitore abile manualmente e ubbidiente, a meno che si riferisce a qualcosa di simile. Xu Shen poi spiega che è la forma arcaica e originale di 贤 (saggio, buono, virtuoso): 古文以爲賢字. In questo carattere, la stabilità è riferita alla moralità] |
| 4  | 臣                                                             | chen2                    | san4                                          | -n          | RK    | L'occhio chino |
| 4  | 殳                                                             | shu1                     | syu4                                          |             | RK    | L'alabarda di bambù |
| 4  | 殺 > 杀                                                        | sha1                     | saat3                                         | *-t         | -     | L'animale ucciso [in origine l'alabarda di bambù non era presente. Si notava la carcassa di una bestia selvatica, cioè un tratto che disegna un corpo da cui pende una coda, con un tratto in cima per indicare forse un taglio o un oggetto affilato/appuntito che trafigge la gola o simili, dunque l'animale ucciso. Oggi il corpo con il taglio è separato dalla coda, stilizzata in basso. Accanto a questo ideogramma si è aggiunta l'alabarda di bambù a partire dalla grafia del Piccolo Sigillo] |
| 4  | 𠘧 (non è 几)                                                  | shu1                     | - (市朱切 > 慵朱切)                           |             | -     | L'alabarda di bambù senza proprietario, il rumore dello svolazzo [Xu Shen spiega 鳥之短羽飛𠘧𠘧也。象形, cioè si riferisce alle piccole ali di un uccello mentre svolazzano stando a quanto lui sostiene. A giudicare dalle due sillabe di fila, sembra essere un'onomatopea o un qualcosa che rappresenta in modo vivido lo sbattere delle ali. Xu Shen non spiega cosa rappresenta il pittogramma, nel Dizionario Kangxi si vede 鳥短羽也: indicherebbe dunque le piume di un uccello, ma il carattere originale è molto sinuoso e snodato, il che pone in dubbio la spiegazione di Xu Shen o perlomeno lascia intendere che il significato originale è un altro. Alcune definizioni lo collegano alla parte in alto del radicale 殳, che ha la stessa pronuncia ed è altrettanto sinuoso nella stilizzazione del Piccolo Sigillo, ma la conferma del legame deve legarsi all'origine paleografica del pittogramma dell'alabarda di bambù: la versione sulle ossa oracolari è totalmente diversa, il che lascia ipotizzare che questo collegamento risale a prima della scoperta delle ossa oracolari. Si trova una traccia nel Dizionario Kangxi: 【精薀】擊兵也。象建于兵車而不用，故其首有垂斿形。執之前驅赴敵，則加又爲殳。Ossia, si credeva che fosse l'alabarda non tenuta in mano (si spiega che è ricurva, ma nella versione sulle ossa oracolari è diritta), ma questa interpretazione cozza con quella di Xu Shen, a meno che sia Xu Shen a sbagliarsi siccome il disegno originale è troppo sinuoso per essere le piume dell'uccello e in più ha la stessa pronuncia dell'alabarda di bambù. Sull'alabarda di bambù, Xu Shen scrive 以杸殊人也。《禮》：“殳以積竹，八觚，長丈二尺，建於兵車，車旅賁以先驅。”从又𠘧聲. Quindi, se l'interpretazione è corretta, forse il rumore dello svolazzo deriva da un prestito fonetico, altrimenti resta inspiegato.] |
| 4  | 寸                                                             | cun4                     | cyun3                                         | -n          | RK    | Il pollice cinese, lo cùn |
| 4  | 𡰻 > 皮                                                        | pi2                      | pei4                                          |             | RK    | La pelle |
| 4  | 㼱 (varianti 𠬫, 𡰺)                                           | jun4, ruan3              | zeon3, zyun5 (而兖切 > 子峻切 > 祖峻切)       | -n          | -     | Il cuoio ammorbidito [Xu Shen indica questo significato, ma la divisione del carattere è problematica. A un primo sguardo, sembra le due persone schiena contro schiena 北 bei3 con sotto un carattere che sembra 𦉪 (wang3, una stilizzazione della rete 网, che già indica parte della pronuncia) e la tegola di terracotta 瓦 che in realtà è la stilizzazione del carattere 𡰻 > 皮. La parte in alto, secondo Xu Shen, è la contrazione del carattere 敻 xuan4/xiong4, di cui resta la parte in alto. Questo carattere indica il lavoro, 營求也, ed è composto da una forma sinuosa che è una persona china (non è un coltello, che è meno sinuoso) con sotto una rete (secondo Xu Shen e Xu Xuan è una caverna). Più in basso, si vede un occhio con un bastone in mano, saltati via per la contrazione; 𡕥 xue4 indicava l'atto di dare un ordine sollevando lo sguardo: 舉目使人也. In delle varianti, si vedono due uomini/due coltelli, che poi sarebbero stati stilizzati per corruzione in bei3. In basso, la carcassa scuoiata dalla mano indica la pelle, che dunque viene lavorata per essere trasformata in cuoio morbido. Nelle varianti arcaiche di Xu Shen, si vede molto bene il carattere 𡰻 > 皮 lievemente modificato: 𠬫, 𡰺. Nella variante 𤭀 si vede un coltello in alto. In 𩏈 si vede il radicale della sorveglianza, forse inserito per l'influsso del nome proprio, che indica il cuoio ma che è scollegato dall'origine filologica del carattere.] |
| 4  | 攴                                                             | pu1                      | pok3, bok1                                    | *-k         | RK    | Il bastone in mano, l'autorità, il battente |
| 4  | 敎, 𤕝, 斅 > 教                                                | jiao4                    | gaau3, gaau1                                  |             | -     | L'insegnamento [爻 yao2 in cima indica la sola pronuncia. Oggi si trova come chiave di lettura 孝, che indica l'obbedienza e la pietà filiale nella filosofia confuciana, cioè l'obbedienza dei bambini agli anziani e il potere degli anziani sui più giovani. In una variante nei bronzi, manca il bambino in fasce in basso. In una terza variante 斅, si nota la derivazione etimologica dalla parola "studiare" riflettuta nella scrittura] |
| 4  | ⺊>卜                                                          | bu3                      | buk1                                          | *-k         | RK    | La divinazione, la profezia, la piromanzia, la plastromanzia, la scapulomanzia |
| 4  | 𤰆 > 用 (> 桶)                                                 | yong4                    | jung6                                         | -ng         | RK    | Il secchio come misurino, l'utilizzo [Sarebbe il pittogramma di un secchio. Xu Shen lo suddivide in modo errato, 可施行也。从卜从中。衞宏說. Nel carattere che vi deriva direttamente, che indica proprio un secchio forse in legno e che funge da misurino, si nota una modifica in alto, da cui si ottiene però un diverso carattere, 甬 yong3, che raffigura una grossa campana in metallo con manico e/o la parte tramite la quale si appende in alto: una glossa infatti riporta una citazione dal Libro dei Riti, 周禮：鐘柄爲甬 (se è un punto che permette di attaccarla e sospenderla, in tal caso sarebbe 鐘懸). La confusione con il secchio, a parte l'apparenza grafica fuorviante, deriva dalla definizione nello Yupian: 《玉篇·丂部》：「甬，斛也。」] |
| 4  | 爻                                                             | yao2                     | ngaau4 (胡茅切 > 何交切) [!!!]                |             | RK    | L'achilleomanzia, i rami d'achillea |
| 4  | 㸚                                                             | li3                      | lei5                                          |             | -     | Lo sparpagliamento, la dispersione [Xu Shen lo descrive come 二爻也. Non ha legami con 爾 > 檷 ni3, siccome nella primissima versione nelle ossa oracolari si notano dei fili sul telaio ma non degli incroci e intrecci. Pertanto, possono essere dei rami di achillea incrociati per le achilleomanzie sparpagliati su una superficie] |
| 5  | 𡕥                                                             | xue4                     | - (火劣切) (*-t)                              | *-t         | -     | L'ordine con lo sguardo [come appena accennato, è un occhio sopra il bastone in mano e indica un ordine dato con l'atto di sollevare lo sguardo] |
| 5  | (罒 >) 目                                                      | mu4                      | muk6                                          | *-k         | RK    | L'occhio [si ricorda che in origine l'occhio era disegnato orizzontalmente; in qualche carattere e/o font si può notare ancora in orizzontale. Questa sua versione arcaica lo rende talvolta confondibile con una delle varianti del radicale della rete] |
| 5  | 䀠                                                             | ju4                      | keoi4                                         |             | -     | Gli occhi che si guardano intorno [Sono due occhi affiancati che si guardano a sinistra e a destra. In alcune traduzioni vengono indicati come occhi di uccello, forse perché compaiono in cima a 瞿. Xu Shen in più lo indica come lo sguardo attento di un soldato/guardia. La sua definizione è 左右視也。从二目。<...> 又若良士瞿瞿] |
| 5  | 眉                                                             | mei2                     | mei4                                          |             | -     | Le sopracciglia [Il carattere è composto da un occhio con sopra un ciuffo di peli oggi stilizzato. Il tratto lungo verso sinistra delle sopracciglia, 𠃜, è un'aggiunta posteriore ed è attestata nella grafia del Piccolo Sigillo. Una variante semi-arcaica simile alla grafia nello stile del Piccolo Sigillo è 𥇮. Xu Shen spiega 目上毛也。从目，象眉之形，上象頟理也] |
| 5  | 盾                                                             | zhi4                     | teon5                                         | -n          | -     | Lo scudo [oggi è poco riconoscibile. Il carattere originale, simile graficamente a 中 ma con due rettangoli concentrici, oggi è poco riconoscibile. Oggi il carattere indica il concetto di qualità] |
| 5  | 𦣹 > 自                                                        | zi4                      | zi6                                           |             | RK    | Il naso in forma arcaica |
| 5  | 𪞶 (~自)                                                       | (zi4~)                   | zi6~ (no fanqie)                              |             | -     | Il naso in forma arcaica stilizzato [Xu Shen non indica la pronuncia di questo carattere e si limita a spiegare 此亦自字也。省自者，詞言之气，从鼻出，與口相助也。凡𪞶之屬皆从𪞶。Ma, siccome assomiglia molto al naso e lo stesso Xu Shen spiega che è una contrazione del carattere che indica il naso, la pronuncia può assomigliare a zi4. Non sono reperibili glosse che hanno commentato questo carattere anche solo mettendogli la pronuncia in fanqie] |
| 5  | 鼻                                                             | bi2                      | bei6                                          |             | RK    | Il naso |
| 5  | 皕                                                             | bi4                      | bik1                                          | *-k         | -     | Il numero duecento [Xu Shen spiega 二百也] |
| 5  | 習 > 习                                                        | xi2                      | zaap6                                         | *-p         | -     | Imparare a volare [Oggi indica il concetto generico di studiare ma in origine, da come si vede nel carattere tradizionale, si riferiva agli uccelli che imparano a volare e che sbattevano ripetutamente le ali: 數飛也。从羽从白。In basso in origine era presente il sole per rimandare al cielo, poi mutato nel radicale della fiammella] |
| 5  | 𦏲 > 羽                                                        | yu3                      | jyu5                                          |             | RK    | Le piume [Nella stilizzazione attuale, le linee che ritraggono i peli della piuma si sono scollate parzialmente (o totalmente se in stile KaiTi)] |
| 5  | 隹                                                             | zhi1                     | zeoi1                                         |             | RK    | L'uccello con la coda corta |
| 5  | 奞                                                             | xun4                     | seon6                                         | -n          | -     | L'uccello che spalanca le ali [Secondo Xu Shen indica un uccello che spalanca le ali perché in procinto di spiccare il volo. Si nota in cima l'uomo con le braccia distese per mimare il gesto e in basso l'uccello con la coda corta ritratto di lato. Xu Shen scrive 鳥張毛羽自奮也。从大从隹。] |
| 5  | 雈                                                             | huan2                    | wun4 (胡官切)                                 | -n          | -     | Il gufo in versione contratta [Indica un tipo di gufo ed è lo stesso uccello con le sopracciglia arcuate, enormi e con la coda corta in 舊 > 旧 jiu4, il gufo, che oggi indica il concetto di "vecchio" riferito a oggetti e non a persone. La parte in alto si modifica leggermente, diventando 萑. La semplificazione era presente come carattere a sé ed era una stilizzazione irriconoscibile di 臼, il mortaio. Il gufo non va confuso con la cicogna o airone, 雚 guan4: in mezzo in più si vedono gli occhi. I due caratteri sono facilmente confondibili e hanno la pronuncia simile] |
| 5  | 𠁥 > 𦫳                                                        | guai3                    | - (工瓦切 > 乖買切)                           |             | -     | Le corna della capra [Xu Shen spiega 羊角也。象形 e si notano due corna ricurve l'una attaccata all'altra, simili a quelle di un ariete. Nella versione successiva allo Shuowen Jiezi, le corna si appiattiscono e diventano meno riconoscibili] |
| 5  | 𥄕 (variante 𦭝)                                               | mo4                      | - (徒結切 > 莫撥切) (*-t)                     | *-t         | -     | L'occhio strabico [Sono un paio di corna ricurve, oggi squadrate, sopra un occhio per indicare come l'occhio sia storto. Xu Shen spiega 目不正也. La variante possiede l'occhio ritratto all'antica, in orizzontale] |
| 5  | 羊                                                             | yang2                    | joeng4                                        | -ng         | RK    | la capra, la pecora, il montone, l'ariete |
| 5  | 羴 (variante 羶, 䍹)                                           | shan1                    | sin1 (< saan1)                                | -n          | -     | La puzza di capra [Xu Shen indica questo significato e spiega che si vedono tre capre messe insieme, quasi a formare un mini-gregge: 羊臭也。从三羊. Una glossa spiega che 羊多則气羴: "se le capre sono molte, allora l'aria sa di tante capre". La variante 䍹, "capra + puzza di cane", rende molto bene l'idea. In un'altra variante si nota la chiave di lettura 亶 dan3 indicava il grano abbondante, con un qualche riferimento a un granaio pieno: è un granaio con la chiave di lettura del sole che sorge forse per la sola pronuncia: Xu Shen scrive 多穀也。从㐭旦聲. Lin3 㐭 è la versione originale di 廩 > 廪, "granaio" e possiede un tetto in origine spiovente con un ingresso; nel carattere del granaio, si nota il riparo con sotto l'ingresso del granaio e una pianta di cereale, poi stilizzate come un altare sacrificale fuorviante] |
| 5  | 瞿                                                             | ju4, (qu2, qu1)          | geoi3, geoi6                                  |             | -     | Lo sguardo del falco [Secondo Xu Shen, 鷹隼之視也。从隹从䀠，䀠亦聲. Indica cioè uno sguardo d'uccello 鷹 ying1, ovvero un falco o aquila o sparviero, che si guarda intorno con attenzione e acume. Nel Dizionario Kangxi è attestato un simile significato: 視容瞿瞿] |
| 5  | 雥 > 雜, 襍 > 杂                                               | za2                      | zaap6                                         | *-p         | -     | L'accumulo [La versione originale, presente nello Shuowen Jiezi, mostra un assembramento di uccelli. Poi il carattere si è modificato in 雜, la cui distribuzione dei componenti è fuorviante siccome in realtà è 襍: è il vestito con accanto un uccello su un albero per indicare come gli uccelli si accumulino sugli alberi; il vestito invece è un riferimento alle merci assortite o ai vestiti dall'aspetto estroso. Oggi il carattere indica il concetto di "complesso; assortito; difficile/complicato"] |
| 5  | 鳥 > 鸟                                                        | niao3                    | niu5                                          |             | RK    | L'uccello con la coda lunga |
| 5  | 烏 (non ha l'occhio) > 乌                                      | wu1                      | wu1                                           |             | -     | Il corvo [Si nota un uccello; l'occhio che manca è un riferimento agli occhi chiusi, tale per cui non si vede l'oscurità e il nero, ovvero il colore delle piume del corvo. Una glossa parla di questa interpretazione: 鳥字點睛。烏則不。以純黑故不見其睛也] |
| 5  | 𠦒 (variante 𠦆)                                               | ban1, (bi2)              | - (北潘切 > 畢吉切 > 壁吉切)                  | -n, (*-t)   | -     | Il cestino di bambù [Xu Shen lo descrive come 箕屬。所以推棄之器也。象形. Ne appare uno simile in 棄 > 弃 qi4. Questo cestino aveva i manici, secondo una glossa: 此物有柄。中直象柄. Il manico sarebbe stilizzato in basso, come in 卓] |
| 5  | 冓 (> 遘)                                                      | gou4                     | gau3                                          |             | -     | I due pesci, l'incontro di pesci [Secondo una diffusa etimologia, sono pezzi di legno intrecciati e incrociati perché accatastato o per formare un frame, una struttura. Questo carattere era la versione originale di 構 > 构 gou4, che indica proprio il concetto di struttura e ha il radicale del legno. Lo stesso Xu Shen dà questa interpretazione: 冓，交积材也。象对交之形; la sua interpretazione però è errata. Questo carattere compare come chiave di lettura in 篝 gou1, che indica una gabbia fatta in bambù, quindi avente un preciso frame/struttura portante. Secondo Xu Shen, questa gabbia si poteva usare per 熏衣, che forse intende dire "riscaldare i vestiti" (xun1 indica anche l'atto di affumicare), che presumibilmente si mettevano in questa gabbia posta vicino a un fuoco. Una glossa riporta 當云笿可熏衣者。廣韵曰。熏籠. Questo carattere rinforza l'etimologia errata, che un lavoro paleografico serio può smentire. L'apparenza nelle ossa oracolari di questo radicale Shuowen mette in difficoltà l'interpretazione comune, siccome sembra di vedere due pesci in verticale e muso contro muso/faccia a faccia: https://www.zdic.net/zd/zx/jg/%E5%86%93. La versione sui bronzi è ancora più chiara: https://www.zdic.net/zd/zx/jw/%E5%86%93. Peraltro, hanno una somiglianza molto forte con 再 e 丙, entrambi collegati ai pesci. 遘 gou4, che contiene questa chiave di lettura, indica il concetto di "incontrare"] |
| 5  | 幺                                                             | yao1                     | jiu1                                          |             | RK    | Piccolo |
| 5  | 𢆶 (non è 兹/玆 e 丝)                                          | you1                     | - (於虯切)                                    |             | -     | I fili di seta senza sfilacciamenti [Secondo Xu Shen indica il concetto di fine e sottile, 微也。从二幺. Dal punto di vista grafico e di origine del carattere, si può indicare per non confondersi come 丝 ma senza gli sfilacciamenti o parti pendenti in basso] |
| 5  | 叀                                                             | zhuan3, hui4             | zyun1                                         | -n          | -     | Il fuso per cucire [Il carattere deriva dal pittogramma di un fuso con il filo arrotolato intorno; la mano in basso e intenta ad avvolgerlo è assente, altrimenti diventa 專 e indica il concetto di ruotare] |
| 5  | 玄                                                             | xuan2                    | jyun4 (胡涓切 > 戸畎切)                       | -n          | RK    | La corda dell'arco, il nero-rossiccio |
| 5  | 放                                                             | fang4                    | fong3                                         | -ng         | -     | L'esilio [Indica un'azione generica attraverso il bastone in mano visibile a destra. La parte a sinistra, cioè la punta di una lama di coltello, è riferita al concetto di luogo o direttamente al significato arcaico di punta di coltello. In origine significava "esiliare", oggi significa "mettee/spostare/porre; rilasciare"] |
| 5  | 𠬪 (assomiglia a 受)                                           | biao4, piao3             | - (平小切 > 平表切 > 婢小切)                  |             | -     | La mano in alto e in basso [Indica il concetto di dare, manca solo l'oggetto dato se si pensa a caratteri come 予 e 受 (nel secondo si nota un piatto vuoto, oggi appena accennato; varianti 𡬳 e 𠭧). Xu Shen scrive 物落；上下相付也。从爪从又] |
| 5  | 𣦻 > 𣦼                                                        | can2                     | - (昨干切)                                    | -n          | -     | Le ossa con la mano destra [Secondo Xu Shen indica il concetto di danneggiare e penetrare, con un qualche riferimento a denti e zanne nella carne o a qualcosa di fatto completamente a pezzi. Si nota il pittogramma dei resti umani per indicare delle ossa e accanto una mano destra intenta forse a poggiarle o a prendere qualcosa di fatto a pezzi. Assume un connotato riferito prettamente al pasto in cima al carattere 餐 can1, variante 䬸] |
| 5  | 歺 > 歹                                                        | e4; dai3                 | ngaat6, aat3; daai2                           | *-t         | RK    | I resti umani |
| 5  | 死                                                             | si3                      | sei2                                          |             | -     | La morte |
| 5  | 冎 > 咼 > 剮 > 剐                                              | gua3                     | gwaa2                                         |             | -     | Il teschio [Sono dei resti umani, una proto-forma da cui derivano 骨 e 咼 kuai1 > 剮 > 剐] |
| 5  | 骨                                                             | gu3                      | gwat1                                         | *-t         | RK    | Lo scheletro, le ossa |
| 5  | 肉                                                             | rou4                     | juk6 (如六切 > 而六切)                        | *-k         | RK    | La carne |
| 5  | 筋                                                             | jin1                     | gan1                                          | -n          | -     | Il tendine, il rinforzo di bambù [Xu Shen spiega che è un tendine e, per spiegarlo, usa la sua personale interpretazione del radicale della forza 力, che interpreta come un tendine, ma l'interpretazione di Xu Shen è problematica: sarebbe invece un aratro in legno o un muscolo contratto. La sua definizione è 肉之力也。从力从肉从竹。竹，物之多筋者. Aggiunge dunque che il radicale del bambù deriva dal fatto che il bambù viene usato per legare o rinforzare molti oggetti, come se fosse un tendine. In basso si vede la carne con accanto la potenza. In isolamento, la chiave di lettura è 肋 lei4/le4 e indica la costola] |
| 5  | 刀                                                             | dao1                     | dou1                                          |             | RK    | Il coltello |
| 5  | 刄 > 刃                                                        | ren4                     | jan6 (而振切)                                 | -n          | -     | Il taglio del coltello [Indica un taglio, ovvero un trattino, con un coltello sotto. Poi il taglio si è spostato sotto e si è fuso o intersecato con il tratto ricurvo a sinistra (nella variante indicata, simile a quella riportata da Xu Shen, ha il tratto che interseca tutto il coltello)] |
| 5  | 㓞                                                             | qia4                     | kaai3 (恪入切 > 恪八切 > 丘八切) (*-p > *-t)  | *-t (< *-p) | -     | Le incisioni con il coltello [Sono tre o quattro incisioni con accanto un coltello] |
| 5  | 丯                                                             | jie4                     | gaai3                                         |             | -     | Le incisioni senza coltello [Sono le incisioni in versione originale e senza coltello. Non vanno confuse con 丰, che esisteva già come carattere a sé] |
| 5  | 耒                                                             | lei3                     | leoi6, loi6                                   |             | RK    | L'erpice |
| 5  | 𧢲 > 角                                                        | jue2, jiao3              | gok3                                          | *-k         | RK    | Il corno [Nella versione del Piccolo Sigillo riportata da Xu Shen, si notano molto bene le striature sul corno in passato leggermente ricurvo e oggi squadrato (è messo in verticale e inquadrato frontalmente); la punta in cima è oggi stilizzata e irriconoscibile] |
| 6  | 竹                                                             | zhu2                     | zuk1                                          | *-k         | RK    | Il bambù, le canne di bambù |
| 6  | 箕 (Zhòuwen 𠥩)                                                | ji1                      | gei1                                          |             | -     | Il setaccio in forma moderna [Il carattere contiene il radicale del bambù per indicare i vimini di bambù intrecciati e sotto contiene il radicale del setaccio di bambù, poi diventato un deittico prossimale come prestito fonetico. I due trattini in basso sono le gambe del tavolino su cui è poggiato, aggiunto successivamente. In cima si vedono due manici verticali] |
| 6  | 丌 (assomiglia a 几)                                           | ji1                      | - (居之切)                                    |             | -     | Il punto spaziale sopra l'uomo, torreggiare |
| 6  | 左 (< 𠂇)                                                      | zuo3                     | zo2                                           |             | -     | L'aiuto [Indicava il concetto di aiutare/supportare e deriva direttamente dalla mano sinistra, che rende anche la pronuncia, a cui si aggiunge un attrezzo, forse una squadra da carpentiere o un utensile per tracciare solchi sul terreno. Il concetto di supportare resta nel carattere 佐, ma pure nel carattere 佑] |
| 6  | 工                                                             | gong1                    | gung1                                         | -ng         | RK    | Il lavoro |
| 6  | 㠭 (variante 㞡, da 展)                                        | zhan3                    | - (知衍切)                                    | -n          | -     | L'osservazione attenta [Il carattere, in base alle varianti, si riferisce alla cottura dei vasi di terracotta nei forni per vasi e quindi allo svolgersi della loro procedura di produzione. Quindi, si riferisce all'osservazione attenta durante una produzione di utensili. Sembra di notare dei vasi nel forno, stilizzato in cima. In delle varianti del carattere riportato nello Shuowen Jiezi e risalenti alle ossa oracolari, si vedono due 工 in cima, fuorvianti perché comunque sono vasi, con sotto una bocca spalancata per indicare la bocca della fornace; oppure si vede una forma con un tetto spiovente, due vasi e due mani in basso che li manipolano. Xu Shen scrive 極巧視之也。从四工] |
| 6  | 巫 (varianti 𢍦 e 𠮎)                                          | wu1                      | mou4                                          |             | -     | La croce di giada, la giada sciamanica, l'amuleto sciamanico, la croce di bambù [Sono due pezzi di giada messi a forma di croce greca "+". In alternativa, sono due pali di bambù disposti in modo da formare una croce. Per la precisione, nelle ossa oracolari si notano due 工 incrociati nel modo appena accennato. La giada messa in orizzontale si è poi stilizzata come 从, tale per cui l'amuleto sciamanico è irriconoscibile. Oggi il carattere indica lo stregone e lo sciamano. In origine indicava queste figure di entrambi i sessi, poi è passato a indicare di preciso la sciamana. Xu Shen, a proposito della sciamana (la indica già come donna), scrive 祝也。女能事無形，以舞降神者也, ovvero 巫，向神祝祷的人。女人能事奉无形奥秘的事物，能够用魅力歌舞使神灵降临现场: fa discendere le divinità con il canto magico e la danza rituale] |
| 6  | 𤮺 > 甘                                                        | gan1                     | gam1                                          | *-m         | RK    | Il sapore dolce, la dolcezza, la gradevolezza |
| 6  | 曰                                                             | yue1                     | joek6                                         | *-k         | RK    | Dire, parlare, chiamare |
| 6  | (𠄎 >) 𢎧, 𢎗, 𠄎, 𠄕 > 乃                                     | nai3                     | naai5                                         |             | RK    | La corda spiegazzata [Nella versione riportata da Xu Shen, si nota bene come sia spiegazzata, pure se gli spiegazzamenti sinuosi si sono squadrati] |
| 6  | 丂                                                             | kao3, qiao3              | haau2 (苦浩切)                                |             | -     | Lo sbuffo d'aria [Si vede una bocca accennata con un tratto orizzontale dalla quale esce uno sbuffo d'aria. Una delle interpretazioni di 也, spiegato più avanti, vuole che sia grossomodo lo stesso carattere ma con la bocca aperta] |
| 6  | 可                                                             | ke3                      | ho2 (肯我切 > 口我切)                         |             | -     | Il manico dell'ascia, la carne sulle ossa [Il carattere è composto da un'ascia messa in verticale e una bocca spalancata. Indicava il manico in legno dell'ascia e, in origine, secondo Xu Shen, significava 肎 > 肯 ken3, la carne sulle ossa, forse con un qualche riferimento al fatto che viene separata con una lama o come prestito fonetico. Si pensi a caratteri come 另 ling4 > 别 bie2] |
| 6  | 兮 (variante 𠔃)                                               | xi1                      | hai4                                          |             | -     | Il rumore dell'ascia [Il carattere è composto da due trattini verticali, poi diventati la divisione, con sotto un'ascia in piedi (oggi stilizzata con un fuorviante 丂). Indica dunque il rumore emesso da un'ascia. In poesia, si usava per marcare di solito un sospiro. Si trova usato pure nel Daodejing] |
| 6  | 号                                                             | hao4                     | hou6                                          |             | -     | La bocca spalancata con il singolo sbuffo d'aria, la bocca che chiama [Il carattere, molto simile a 只 ma con un solo sbuffo/senza il radicale della divisione, è una bocca d'aria con uno sbuffo per indicare il concetto di chiamare. Da questo ideogramma deriva il carattere 號 hao4 (accanto si trova una tigre e indicava il concetto di chiamare ad alta voce, con la bocca ben spalancata e facendo molto frastuono), che nella semplificazione riconverge nel radicale Shuowen appena trattato. Quest'ultimo, secondo Xu Shen, indicava precisamente i gemiti e urla di dolore, 痛聲也。从口在丂上] |
| 6  | 亏 (>虧; variante di 于/亐)                                    | kui1                     | kwai1                                         |             | -     | La carenza d'aria [Assomiglia molto a 丂, è solo leggermente più rielaborato con l'aggiunta di un tratto orizzontale in cima. È nato come variante di 于/亐 yu2, a loro volta legati come somiglianza a 乎, 兮, 号, 丂, 只 e forse anche 也. Il suo significato di "carenza", con cui è facilmente distinguibile, deriva dalla semplificazione del carattere 虧 kui1, in cui a sinistra si nota 雐 hu1, che indicava il nome di un uccello ed è formato dalla chiave di lettura della tigre con sotto l'uccello dalla coda corta. Il carattere richiama la mancanza di fiato. Il componente a sinistra, se non serve a indicare la pronuncia, indica tramite un carattere già esistente un uccello che deve volare ma non riesce o che è stanco per il volo concluso (l'ipotesi tale per cui sia minacciato da una tigre presuppone una frattura totale del componente a sinistra che va dimostrata)] |
| 6  | 𠤔 > 旨                                                        | zhi3                     | zi2                                           |             | -     | Il cibo delizioso, il cibo assaggiato [Indica un uomo piegato (oggi stilizzato come un cucchiaio in parte fuorviante, anche se comunque nelle ossa oracolari era visibile un cucchiaio) sopra il radicale del sapore dolce, ben visibile nella grafia riportata da Xu Shen, tale per cui si indica il cibo dolce e il cibo provato/assaggiato. Quest'ultima sfumatura si nota nel carattere 嘗 > 尝 chang2, "provare, assaggiare"] |
| 6  | 喜                                                             | xi3                      | hei2                                          |             | -     | Il divertimento, la suonata divertente [Il carattere è composto da un tamburo, spiegato sotto, con sotto la bocca sorridente spalancata di una persona che si diverte] |
| 6  | 𧯛 > 壴                                                        | zhu4                     | syu6                                          |             | -     | Il tamburo decorato [Si nota un tamburo con la pelle messa in verticale, un sostegno in basso e una decorazione a tridente in cima, piuttosto visibile nella grafia del Piccolo Sigillo. Xu Shen scrive 陳樂立而上見也。从屮从豆.] |
| 6  | 鼓                                                             | gu3                      | gu2                                           |             | RK    | Il tamburo battuto |
| 6  | 豈 > 岂                                                        | qi3                      | hei2 (墟喜切 > 袪俙切 > 去幾切)               |             | -     | Il tamburo di guerra [Si tratta di una diversa stilizzazione del tamburo: 還師振旅樂也。一曰欲也，登也。从豆，微省聲 ovvero 迎接军队得胜归来和欢送军队出征时演奏的鼓乐，用以振奋士气。一种说法认为，“豈”是期望，“豈”是登高. La suddivisione di Xu Shen, che non parla di decorazioni in cima, è quasi sicuramente errata] |
| 6  | 豆                                                             | dou4                     | dau6                                          |             | RK    | La coppa sacrificale |
| 6  | 豊 > 禮 > 礼 (non è > 丰)                                      | li3                      | lai5                                          |             | -     | Il vaso sacrificale con la giada [È la versione originale del carattere che indica il regalo, inteso in origine come un'offerta sacrificale agli spiriti degli antenati su un altare apposito, ed è composto da dei pezzi di giada rilegati (si vede 王 in modo inequivocabile) dentro un vaso sacrificale con sostegno (sembra un tamburo messo in verticale) di cui si vede l'interno. La parte superiore del contenitore, si è completamente fusa con i pezzi di giada e scollata dal resto del tamburo (nelle versioni antiche, il tutto è più possibile). Questa stilizzazione ha portato Xu Shen a dividere erroneamente il carattere: scrive infatti 行禮之器也。从豆，象形, ma non c'è nessuna coppa sacrificale in legno nella parte inferiore del carattere. Non va confuso con 豐, un contenitore (anch'esso simile a un tamburo) con forse due spighe dentro] |
| 6  | 豐 (converge in 𡴀 > 丰; variante 𧯮)                          | feng1                    | fung1                                         | -ng         | -     | Il vaso sacrificale con le spighe [Si notano due spighe (丰 feng1, esistente già come pittogramma a sé) dentro un'anfora sacrificale inquadrata frontalmente. Nel disegno, è come se si potesse vedere attraverso il contenitore. In talune interpretazioni, si sostiene che ci sono due pendagli di giada rilegata, tale per cui si vede 王 invece di 丰, ma queste interpretazioni sono problematiche: in realtà sono spighe. Nella grafia del Piccolo Sigillo è già stilizzata come 𡴀, ma nelle ossa oracolari si vedono già due forme simili a 林, quindi non c'è traccia di giada, come vuole l'etimologia folk o come vogliono coloro che confondono il carattere feng1 con 豊 li3. Oggi il carattere è semplificato come 丰 e indica la ricchezza, riferendosi al grande carico di chicchi della spiga piena di foglie, quella che sembra la radice lunga e profonda (in realtà è un cumulo ovale di terra assottigliatosi) e dall'aspetto lussureggiante. Secondo Xu Shen e la glossa di Xu Xuan alla sua definizione, non si indica che è una spiga, ma che è una generica pianta: 从生，上下達也。【徐曰】艸之生，上盛者，其下必深根也。毛氏曰：凡邦夆峰豐等字从此]. Xu Shen nel carattere feng1 si limita a dire che indica l'abbondanza siccome il contenitore è pieno, ma non accenna al suo contenuto: 豆之豐滿者也。从豆，象形。一曰《鄉飲酒》有豐侯者. Tutto il contenitore assomiglia a 豈, ma quest'ultimo rappresenta un tamburo da guerra, quindi l'aspetto grafico rischia di essere fuorviante. |
| 6  | 䖒                                                             | xi1                      | - (許羈切 > 虛宜切)                           |             | -     | Il vaso di terracotta [Secondo Xu Shen, è un antico vaso di terracotta: 古陶器也。从豆虍聲. In basso si riconosce la coppa sacrificale in legno, che Xu Shen descrive senza però nessun riferimento ai sacrifici (ma non possedeva molte moderne conoscenze), con sopra la chiave di lettura della tigre per la sola pronuncia] |
| 6  | 虍                                                             | hu1                      | fu1, fu2 (荒烏切)                             |             | RK    | la tigre |
| 6  | 虎                                                             | hu3                      | fu2 (呼古切 > 火古切 > 火五切)                |             | -     | La tigre rielaborata [Nella versione attuale, si nota un tavolino in basso, che in realtà ritrae le gambe] |
| 6  | 虤                                                             | yan2                     | - (五閑切 > 牛閑切)                           | -n          | -     | La rabbia della tigre [Xu Shen indica questo significato: 虎怒也。从二虎. Il carattere è composto da due tigri in forma moderna affiancate] |
| 6  | 皿                                                             | ming3, min3              | ming5                                         | -ng > -n    | RK    | Il vaso sacrificale, l'anfora sacrificale, la coppa sacrificale, il recipiente |
| 6  | 𠙴 > 𥬔                                                        | qu1                      | - (去魚切 > 丘魚切)                           |             | -     | Il contenitore in legno di salice [Xu Shen spiega che è un contenitore per cibi fatto in legno di salice: 𠙴盧，飯器，以柳爲之。象形. Si nota molto bene un contenitore che va restringendosi verso la bocca/orlo. Oggi viene accennato con il radicale delle canne di bambù con sotto la chiave di lettura qu4, che indica un uomo che esce da una caverna la cui forma richiama 𠙴 (ma in origine era uguale a una bocca, intesa in senso astratto e metaforico)] |
| 6  | 去                                                             | qu4                      | heoi3 (丘據切 > 口舉切 > 丘舉切)              |             | -     | L'uomo che esce dalla caverna [Come spiegato sopra, è un uomo oggi irriconoscibile in cima mentre esce da una forma concava e in origine identica a una bocca spalancata, la bocca di una caverna. Secondo un'interpretazione alternativa di Alex Schuessler (2010), indica gli orifizi del corpo umano per rimandare al concetto di espellere/evacuare: in cima si nota l'uomo e in basso un riferimento a un orifizio. Il carattere significa "andare" e raramente "espellere, eliminare". Due varianti arcaizzanti piuttosto chiare sono 㚎 e 厺] |
| 6  | 血                                                             | xue2, xie3               | hyut3                                         | *-t         | RK    | La goccia di sangue |
| 6  | 丶> 主                                                         | zhu4, (dian3)            | zyu2                                          |             | RK    | Il punto; la fiammella |
| 6  | 𠂁 > 丹                                                        | dan1                     | daan1                                         | -n          | -     | Il cinabro nella miniera, il rosso cinabro [Indica l'ingresso di una miniera con dentro un minerale, il cinabro, da cui si può ottenere una particolare tinta di rosso, il rosso cinabro, da non confondere con il rosso scarlatto/rosso fuoco] |
| 6  | 靑 > 青                                                        | qing1                    | cing1                                         | -ng         | RK    | Il verde germoglio, il colore dell'Oriente, l'Oriente celeste |
| 6  | 丼 > 井                                                        | jing3                    | zeng2                                         | -ng         | -     | Il pozzo quadrato [Indica un pozzo quadrato e inquadrato dall'alto. La versione riportata da Xu Shen contiene un puntino all'interno e non va confusa con il cinabro nella miniera. Il punto indica l'acqua nel pozzo e/o enfatizza l'interno del pozzo. Nella variante 宑 si nota un riferimento a un tettuccio in cima al pozzo, anche se quest'ultimo non può terminare a punta: in mezzo deve avere un foro per permettere all'acqua piovana di accumularsi. Può terminare a punta se un piccolo pozzo è stato scavato e costruito per esempio per bruciare la legna] |
| 6  | 皀                                                             | ji2, bi1                 | bik1                                          | *-k         | -     | Il cibo pronto [Si vede un contenitore chiuso con il cibo pronto all'interno con un coperchio in cima (può essere scambiato per il carattere che indica oggi il colore bianco). In basso si nota un cucchiaio o mestolo. Il carattere non va confuso con il cibo assaggiato: 𠤔 > 旨] |
| 6  | 鬯                                                             | chang4                   | coeng3                                        | -ng         | -     | Il vino di miglio sacrificale |
| 6  | 食 (< 𠊊, 𩚁, 𩚃)                                              | shi2                     | sik6                                          | *-k         | RK    | Il cibo |
| 6  | 亼 (variante 亽; assomiglia a 口)                              | ji2                      | zaap6                                         | *-p         | -     | La bocca a triangolo, il coperchio spiovente, il tetto triangolare [Il carattere indica una bocca spalancata, ma la sua forma è vagamente triangolare. In altri caratteri raffigura un coperchio o un tetto e la sua interpretazione dipende da caso a caso. Xu Shen lo definisce "raggrupparsi, radunare" > 集, il che spiega la sua pronuncia siccome è considerato variante di , ma non parla di bocca e in più sbaglia completamente la sua suddivisione: 三合也。从入一，象三合之形] |
| 6  | 會 > 会 (> 脍)                                                 | hui4, kuai4              | wui2 (黃外切)                                 |             | -     | La carne tagliata finemente [Indica un contenitore con dentro della carne tagliata molto fine, siccome da questo carattere deriva 脍 kuai4, che indica la carne tagliata finemente. Non va confuso con lo zeng1 甑 (< 曾), un attrezzo messo sopra il fuoco in cui si poggia il cibo che viene cotto con il vapore. Oggi hui4 indica il concetto di potere/saper fare e la parte inferiore si semplifica completamente in una forma che ricorda la nuvola e che è piuttosto fuorviante. Se pronunciato kuai4, indica la contabilità. 曾 ha il vapore in cima, 會 ha un coperchio] |
| 6  | 倉 > 仓                                                        | cang1                    | cong1                                         | -ng         | -     | La facciata del granaio [Indica la facciata di un granaio, abbastanza riconoscibile nelle ossa oracolari: in cima si vede il tetto spiovente, in mezzo si vede l'edificio e in basso si vede una forma che ricorda una bocca e che indica una base in pietra o un gradino] |
| 6  | 入                                                             | ru4                      | jap6 (人汁切 > 人執切 > 日汁切 > 日執切)      | *-p         | RK    | La punta della freccia, la punta dell'attrezzo |
| 6  | 缶                                                             | fou3                     | fau2                                          |             | RK    | La giara di terracotta |
| 6  | 矢                                                             | shi3                     | ci2                                           |             | RK    | La freccia |
| 6  | 高 (< 髙)                                                      | gao1                     | gou1                                          |             | RK    | La torre [Si ricorda che il tetto in origine era spiovente, idem in 京] |
| 6  | 冂                                                             | jiong1                   | gwing1                                        | -ng         | RK    | La campagna, la natura più selvaggia |
| 6  | 𩫖                                                             | guo1                     | - (古博切 > 光鑊切) (*-k)                     | *-k         | -     | Le mura della città, le mura con le torri [Il carattere è composto da una zona delimitata da mura e simile a un recinto 囗, con in cima 髙 e in basso (oggi 高). Per problemi prospettici, siccome le mura sono inquadrate dall'alto, le torri sono incollate sul muro in alto e in basso; la prima ha il tetto in origine spiovente che punta verso l'alto, quella in basso punta verso il basso. La torre in cima oggi è semplificata nella sua forma standard, mentre quella in basso assomiglia a 子 (da questo derivano le corruzioni 𩫏 e 𩫃). Questo carattere viene collegato da Xu Shen a 墉, mentre una glossa di Xu Xuan lo collega pure a un carattere arcaico, 𩫱; un carattere non attestato nello Shuowen Jiezi ma attestato nel Dizionario Kangxi collega questo radicale Shuowen a 牅 (庸 yong1 invece è il bastone per sgranare il grano tenuto da due mani, oggi una: è una diversa stilizzazione siccome in basso si nota un secchio o una rete; Xu Shen accenna a tutte queste informazioni: 用也。从用从庚。庚，更事也。《易》曰：“先庚三日。”) |
| 6  | 京 (< 亰, 𢂋)                                                  | jing1                    | ging1                                         | -ng         | -     | La torre stilizzata, la capitale |
| 6  | 亯 (variante di 享 e 亨)                                       | xiang3                   | hoeng2~ (許兩切, 暜庚切 e 許庚切)             | -ng         | -     | Il tempietto ancestrale [Si tratta di un tempietto ancestrale con il tettuccio spiovente (oggi orizzontale), la torretta come corpo e una base per fare offerte e sacrifici agli antenati per ingraziarseli e godere della loro benevolenza. La parte in basso è stata stilizzata in modo fuorviante] |
| 6  | 𣆪 (variante di 㫗 e 厚)                                       | hou4                     | hau5                                          |             | -     | Lo spessore, l'anfora di pietra spessa, l'anfora con la bocca enorme [Indica il concetto di "spesso"; si nota un'anfora di pietra spessa e pesante, con la bocca enorme e la pancia stretta, poi modificata con l'aggiunta di un dirupo in cima. In basso, l'anfora si è stilizzata, diventando irriconoscibile: la bocca è diventata un sole scollato dalla pancia, diventata un bambino in fasce. Ma è lo stesso Xu Shen a segnalare la presenza di tutt'altro, anche se sbaglia in parte: 厚也。从反亯. A questo si aggiunge una glossa di Xu Xuan, 徐鍇曰：“亯者，進土也。以進上之具，反之於下則厚也。” Xu Shen segnala dunque qualcosa ma, non avendo consultato le ossa oracolari, non nota l'anfora di pietra spessa, ma 亯 xiang3, una variante arcaizzante del tempietto ancestrale (> 享) |
| 6  | 畗 (variante di 荅 > 答 e 滿)                                  | fu2, da2; man3           | buk6, fuk6, daap3                             | *-k         | -     | Il contenitore aperto [Questo preciso carattere secondo Xu Shen è una contrazione di 厚 hou4, spiegato più avanti, che raffigura (oggi è poco riconoscibile) un'anfora in pietra spessa, con la pancia sottile e la bocca enorme. In cima si nota una forma che in passato doveva essere spiovente e che è il coperchio. Sarebbe un coperchio siccome la chiave di lettura di 荅 > 答 da2 è un contenitore aperto (tutto il carattere oggi significa "rispondere" e in origine indicava i fagioli piccoli). Lo Shuowen Jiezi spiega che come pronuncia 讀若伏, si legge come fu2] |
| 6  | 㐭 > 稟 e 廩 > 禀 e 廪                                         | lin3                     | - (力甚切) (*-m)                              | *-m         | -     | Il granaio con la porta a due battenti, il granaio circolare [Si nota il profilo lievemente spiovente di un granaio circolare (non quadrato) con sotto l'ingresso, cioè una porta a due battenti stilizzata all'estremo e irriconoscibile. Il tutto è più riconoscibile se si osserva la versione nei bronzi: https://www.zdic.net/zd/zx/jw/%E5%BB%A9. Nelle ossa oracolari, sul tetto (non c'era la porta a due battenti ma solo il profilo dell'edificio) si nota un piccolo impiastro, forse una luna poco riconoscibile: https://en.wiktionary.org/wiki/%E3%90%AD#/media/File:%E3%90%AD-oracle.svg. Meno probabilmente, è una decorazione sul tetto. Una terza interpretazione, la più probabile in assoluto, è che sia la stilizzazione di una piantina di grano per indicare cosa contenga quest'edificio, che rischia di essere poco riconoscibile (le versioni antiche in 稟 mostrano quella che sembra una piantina in cima, oltre che un cereale in basso poi corrotto in un altare sacrificale): nei bronzi si nota https://www.zdic.net/zd/zx/jw/%E7%A8%9F. Questo impiastro si è stilizzato in un coperchio, che non solo può essere scambiato molto facilmente per il tetto del granaio, ma che a prescindere è parecchio fuorviante. Infine, una glossa riportata nel Dizionario Kangxi dà un'informazione interessantissima sulla forma del granaio e dà un'ipotesi su cosa ci sia in cima: 方曰倉，圜曰㐭。上象其蓋] |
| 6  | (𠾂 >) 嗇 > 啬 (e 穡 > 穑)                                     | se4                      | sik1                                          | *-k         | -     | Il granaio con la piantina in cima [Si nota di nuovo il granaio, ma la piantina di grano in cima appare più tratteggiata, pure se stilizzata] |
| 6  | 來 > 来                                                        | lai2                     | loi4                                          |             | -     | Il grano [Indica una piantina di grano, con i chicchi e la punta in origine piegata con il peso dei chicchi. In basso si vedono le radici. Il carattere è poi passato a indicare il concetto di "venire, arrivare" come prestito fonetico o tramite una transizione di significato, siccome lo stesso Xu Shen riporta che il grano è stato importato in Cina dalla Mezzaluna Fertile (Xu Shen, in modo criptico, si limita a dire che "il grano viene dal Cielo"): è "arrivato" in Cina. Tutta la definizione di Xu Shen è 周所受瑞麥來麰。一來二縫，象芒朿之形。天所來也，故爲行來之來。《詩》曰：“詒我來麰。”] |
| 6  | 麥 > 麦                                                        | mai4                     | mak6                                          | *-k         | RK    | Il frumento |
| 6  | 夊                                                             | sui1                     | seoi1                                         |             | RK    | Il piede in basso |
| 6  | 舛                                                             | chuan3                   | cyun2                                         | -n          | RK    | I piedi in direzione convergente |
| 6  | 䑞 > 舜                                                        | shun4                    | seon3                                         | -n          | -     | L'ibisco cinese [Noto anche come "la rosa coreana" (è uno dei simboli della Corea del Sud e pure il nome di un imperatore, Shun), è un fiore blu rappresentato con due fiamme in cima e due piedi in direzione convergente in basso. Questi ultimi indicano i rami che si intrecciano per la crescita lussureggiante. Xu Shen, nella descrizione, mette alcuni nomi alternativi della pianta: 艸也。楚謂之葍，秦謂之藑。蔓地連華。象形。从舛，舛亦聲 ovvero 一种草。楚国人叫它“葍”，秦国人叫它“藑”。这种草蔓延满地，花开连片。象形。字形采用“舛”作边旁，“舛”同时也是 声旁. In base alla glossa di Duan Yucai, i due fuochi in alto in realtà sarebbero una stilizzazione del carattere 𦾓 (o forse la sua chiave di lettura, ovvero 𠌶) per indicare le foglie (象葉蔓𦾓連之形也): apparentemente è stata la presa la parte superiore, che ha due file di 仌. Oggi sono stilizzate come un artiglio fuorviante. 𦾓 hua1 sarebbe una variante di 華 hua2 non attestata nello Shuowen Jiezi e nel Dizionario Kangxi (ma Duan Yucai l'ha usato ed è vissuto nella seconda metà del Settecento). 𠌶 hua1 è attestato in entrambi e collegato sempre a hua2 siccome è la sua versione arcaica] |
| 6  | 韋 > 韦                                                        | wei2                     | wai4, wai5                                    |             | RK    | La zona sorvegliata, la sorveglianza, la guardia, la zona circondata |
| 6  | 弟                                                             | di4                      | dai6                                          |             | -     | Il ceppo con la corda [È un ceppo con una corda intorno, ancora riconoscibile nella stilizzazione. Assomiglia vagamente a 弋 e 弗. Indicava il concetto di ordine, oggi indica il fratello minore. Una variante è 𠂖. Il significato originale resta in parte in 第, che si usa come prefisso per gli ordinali: era riferito all'assemblaggio dei listelli di bambù usati come scrittura] |
| 6  | 夂                                                             | zhi3                     | zi2                                           |             | RK    | Seguire |
| 6  | 久 (> 灸)                                                      | jiu3                     | gau2                                          |             | -     | La moxibustione, la cura di artemisia [Si nota una persona seduta e ritratta di lato con un lungo sigaro di moxa acceso e poggiato sulla schiena. La pratica fa parte della medicina tradizionale cinese e si chiama moxibustione. La moxa si ottiene dall'artemisia, una pianta medicinale. Oggi il carattere indica un lungo intervallo di tempo e il significato originale resta in 灸 jiu4, con il fuoco in basso] |
| 6  | 桀                                                             | jie2                     | git6                                          | *-t         | -     | I piedi sull'albero, lo smembramento, la punizione del regicida [Il carattere raffigura due piedi in direzione convergente sopra su albero. Il significato originale secondo Xu Shen è 磔 zhe2, che oggi si scrive 捺 na4, che indica l'atto di premere verso il basso (ma "na4" si riferisce nello specifico a un tratto calligrafico ottenuto esercitando pressione con la mano sul pennello, in modo tale che il tratto diventa sempre più spesso). Ma nel significato originale, zhe2 indica l'atto di smembrare il corpo di una bestia durante un sacrificio: 古代祭祀时分裂牲畜肢体. Nello Erya si trova un riferimento ai sacrifici: 爾雅。祭風曰磔. Indicava ancora più anticamente l'atto di smembrare un corpo, cioè togliere gli arti dal tronco come punizione. Xu Shen in jie2 scrive 磔也。从舛在木上也. In 磔 scrive 辜也。从桀石聲, pertanto richiama direttamente la punizione. In una glossa, si spiega 辛部曰。辜、辠也。掌戮。殺王之親者辜之。Lo smembramento si applicava cioè ai regicidi, coloro che uccidevano i sovrani, e ai loro parenti. Il carattere jie2 era il nome dell'ultimo imperatore della Dinastia Xia, che era proverbiale siccome era un folle sanguinario e depravato su cui girano numerosi aneddoti (più o meno come Qin Shi Huangdi). Secondo uno di questi, fece costruire un lago di vino con in mezzo un'isola piena di alberi con dei pezzi di carne cotta pendenti dai rami. Jie amava navigare in questo lago, bere vino e mangiare la carne con le sue concubine. Un giorno chiese a tremila servi di bere tutto il vino nel lago fino a prosciugarlo. Ridendo, li vide cadere ubriachi nel lago e morire affogati. Quando Jie si ubriacava, amava farsi portare a cavalluccio dai suoi servi. Quando una di questi cadde a terra stremato, lo fece uccidere. Jie venne deposto dalla Dinastia Shang. Una glossa allo Shuowen Jiezi riporta 賊人多殺曰桀: una persona che uccide tanto è un Jie. Infine, jie2 tra i suoi significati più rari indica il gallo: in questo caso, le gambe sull'albero erano state forse interpretate come le zampe di un uccello su un albero; si pensi a caratteri come 集] |
| 7  | 木                                                             | mu4                      | muk6                                          | *-k         | RK    | L'albero, il legno |
| 7  | 東 > 东                                                        | dong1                    | dung1                                         | -ng         | -     | Il sacco rilegato [Indica un sacco rilegato in alto e in basso (la rilegatura in basso è particolarmente riconoscibile) e circondato da una corda in origine disposta a X intorno al sacco. Questo stesso sacco si ritrova in 重 zhong4 sulle spalle di una persona per indicare la pesantezza. Un'etimologia folk del periodo Qing e basata sull'osservazione superficiale della sua scrittura e del significato moderno vuole che indichi l'Oriente tramite il sole nascente che sorge da dietro un albero. Nella stilizzazione, la forma del sacco è aperta e il carattere originale è quasi irriconoscibile] |
| 7  | 林                                                             | lin2                     | lam4                                          | *-m         | -     | La foresta [la foresta viene richiamata da due alberi messi l'uno accanto all'altro: è un insieme di alberi] |
| 7  | 才                                                             | cai2                     | coi4                                          |             | -     | Le due radici nel terreno [Indica due radici che crescono nel terreno e che partono da un seme, oggi scomparso. Assomiglia a 不, ma quest'ultimo è passato a indicare la negazione, mentre cai2 come prestito è passato a indicare il talento e il materiale per costruire (oggi scritto 材, con un palese riferimento al legname: l'albero stesso è peraltro utilizzato spesso per rimandare in modo indiretto al legno per costruire). In bu4 le radici sono poi tre, in cai2 se ne vedono due, di cui una uncinata nella stilizzazione. In base a queste differenze grafiche e di evoluzione di significato, i due caratteri a livello filologico sono molto difficili da confondere. Cai2 si trova completamente dislocato in caratteri come 存 cun2 e 在 zai4: se si riordina il carattere in soqquadro, si riottiene proprio 才, che in zai4 peraltro rende molto bene la pronuncia. Questa dislocazione lo fa apparire simile alla mano sinistra, che non c'entra assolutamente nulla, pertanto è fuorviante] |
| 7  | 叒 (variante di 若)                                            | ruo4                     | joek6 (而灼切)                                | *-k         | -     | Le tre mani destre [Il carattere veniva usato come variante della persona in ginocchio e inquadrata frontalmente che si pettina (oggi è irriconoscibile). La spiegazione di Xu Shen relativa a 叒 è abbastanza criptica: 日初出東方湯谷，所登榑桑 [fu2sang1]，叒木也。象形. Sembra che colleghi il carattere a 桑 sang1, che però in apparenza non ha legami siccome è un albero con tre frutti sopra, il gelso, di cui si nutrono i bachi da seta (nel gelso, scrive 蠶所食葉木。从叒木). Cita per la precisione un grosso tipo di gelso venuto dall'estero, oggi detto 扶桑. Xu Shen, nella sua frase criptica, riporta un aneddoto, tale per cui il sole sorge dagli alberi di gelso: una definizione moderna riporta 太阳从这里升起（古代神话传说). La glossa di Xu Xuan, estratta dal Dizionario Kangxi, riporta【徐曰】叒亦木名。東方自然之神木. Anche in 榑 riporta questo curioso aneddoto: 榑桑，神木，日所出也. Una glossa a questa voce riporta l'etimologia folk del carattere che indica l'Oriente, nata durante il periodo Qing: 東下曰。從日在木中: non è il sole che sorge da dietro un albero (a questo punto, un gelso). Il legame con il gelso deriva forse dalla stilizzazione dei frutti, ma di fatto non sono tre mani] |
| 7  | 𡳿 > 之                                                        | zhi1                     | zi1                                           |             | RK    | Il germoglio come deittico [Indica un germoglio quasi identico a 屮 che spunta dal terreno. Il carattere è poi passato a essere usato come deittico o come preposizione "di" per indicare il complemento di specificazione. La stilizzazione lo ha reso irriconoscibile] |
| 7  | 帀 (variante di 匝)                                            | za1                      | zaap3                                         | *-p         | -     | Il germoglio ribaltato [Secondo Xu Shen è il germoglio 𡳿 > 之 ribaltato e senza più i componenti dislocati. Xu Shen scrive 周也。从反之而帀也. Indicava il concetto di circolare e di circondare, che si nota in 匝, non attestato nello Shuowen Jiezi ma attestato nel Dizionario Kangxi, che spiega che è una variante popolare di za1: 帀俗作匝] |
| 7  | (岀 >) 出                                                      | chu1                     | ceot1                                         | *-t         | -     | Il piede che esce dalla caverna [Si nota l'impronta di un piede sopra l'ingresso di una caverna, disegnato come una U che poi si è squadrata. Già nella grafia del Piccolo Sigillo il disegno originale è irriconoscibile e mostra i due componenti fusi tra loro. Nella variante 岀 si vedono separati e si intuisce la presenza di due componenti, ma sembra di vedere due montagne l'una sull'altra. La parte superiore dell'intero carattere nella grafia odierna è spesso scambiata per 屮 nelle etimologie folk. Tutto il carattere ricorda vagamente 去] |
| 7  | 𣎵                                                             | po1, pai4                | - (普活切) (*-t)                              | *-t         | -     | La flora che cresce copiosa [Xu Shen indica questo significato e spiega che è il germoglio 屮 circondato dalla divisione 八. I due tratti si sono oggi incollati in basso e possono essere scambiati per due radici (ma nella grafia del Piccolo Sigillo sono ancora separati). Il significato di questo carattere indicava già il concetto di "copioso, lussureggiante" riferito alla flora (erba e alberi) che cresce in questo modo. Una glossa specifica il significato 淠淠、衆皃. Una stilizzazione derivata da una corruzione è 汖] |
| 7  | 𤯓 > 生                                                        | sheng1                   | saang1                                        | -ng         | RK    | Il virgulto |
| 7  | 乇 (> 托, 託)                                                  | zhe2; (tuo1)             | zaak6                                         | *-k         | -     | Il filo d'erba [In origine era un tratto verticale con un piccolo trattino orizzontale in mezzo, poi la parte in basso e in alto si è incurvata e il trattino orizzontale si è allungato. Xu Shen, che non ha potuto consultare le ossa oracolari, dice di vedere una piantina con una foglia e la radice in basso, 艸葉也。从垂穗，上貫一，下有根。象形] |
| 7  | 𠂹 > 垂                                                        | chui2                    | seoi4                                         |             | -     | La pianta curvata dal peso [È il disegno di una pianta curvata dal peso dei rami, fiori e foglie (non è l'unico caso: molte piantine di graminacee nei caratteri sono piegate dal peso dei chicchi). La versione nel Piccolo Sigillo mostra chiaramente il gambo o simili, una parte piegata (e graficamente dislocata) in cima e le foglie. Oggi, tutta questa forma è squadrata] |
| 7  | 𠌶 > 華 > 花                                                   | hua1                     | waa4 (戶瓜切 > 胡瓜切)                        |             | -     | Lussureggiante in forma arcaica [È la pianta curvata dal peso con, in basso, l'aggiunta di quello che sembra uno sbuffo d'aria 亏, forse per enfatizzare il carico di rami, fiori e foglie. Dopodiché, tutto il carattere si è stilizzato (lo sbuffo in basso sembra 十, fuorviante) e si è aggiunto il radicale dell'erba in alto. Con queste due aggiunte, si è coniato questo carattere (un carattere che vi assomiglia molto è 䔢), che infine è stato semplificato (la parte in basso, che rimanda al concetto di mutazione, preserva la pronuncia e rimanda al ciclo di creazione continua della natura)] |
| 7  | 華 > 花 (errore di Xu Shen)                                    | hua1                     | faa1 (呼跨切 > 呼瓜切)                        |             | -     | Lussureggiante in forma tradizionale [Xu Shen per errore ha ripetuto una variante del carattere "lussureggiante" (diventata poi la versione tradizionale) tra i radicali. In 𠌶 scrive 艸木華也, mentre in quest'altro radicale scrive 榮也. Non mette nessun accenno a un collegamento tra loro, ragion per cui forse non ha riconosciuto la sua evoluzione e/o al suo tempo in generale non si conosceva (lui stesso non l'ha individuata)] |
| 7  | 𥝌                                                             | ji1                      | - (古兮切 > 古奚切 > 堅奚切)                  |             | -     | L'albero cresciuto storto [Xu Shen lo descrive come un albero con la punta storta che non riesce più a crescere: 木之曲頭止不能上也. Si nota un albero con la cima piegata verso destra. Una glossa spiega che questo carattere era molto raro: 此字古少用者] |
| 7  | 𥠻 > 稽                                                        | ji1                      | kai1, kai2                                    |             | -     | L'indagine, il controllo [Nella prima versione nei bronzi, si vede l'uomo chino sopra il radicale del sapore dolce (per indicare l'assaggio/il cibo provato) e accanto un carattere molto simile a 见: in più, ha solo il sopracciglio stilizzato come dei peluzzi sopra l'occhio. Due varianti vicine al disegno originale sono 䭫 e 䭬. Oggi il carattere è quasi completamente cambiato: a sinistra si nota l'albero cresciuto storto (𥝌, oggi mutato in un cereale), in alto si nota la mano con un tratto su un dito per indicare il divieto e in basso si nota ancora l'uomo che assaggia qualcosa] |
| 7  | 巢                                                             | chao2                    | caau4                                         |             | -     | L'uccello nel nido sull'albero [Si nota in cima un uccello stilizzato e totalmente irriconoscibile con sotto un nido (può essere scambiato per dei frutti) sopra un albero. Il carattere, per la stilizzazione molto forte, è poco riconoscibile come composizione. Una sua variante è 𤔥] |
| 7  | 桼 > 漆, 柒                                                    | qi1                      | cat1                                          | *-t         | -     | La resina d'albero [È un albero con sotto il radicale del liquido per indicare uno dei fluidi per eccellenza prodotti dagli alberi: la resina, che si usava per produrre la vernice (infatti si trova in quel carattere, affiancato dal radicale del liquido compresso a lato). Si usava pure per produrre i mattoncini di inchiostro e per ottenere profumi. Era anche un buon collante naturale, una volta seccata, ed è una sostanza altamente infiammabile. Per esempio, intingendo una pigna dalla forma allungata nella resina fusa, si crea la punta di una torcia che dura molto a lungo. Xu Shen descrive il carattere come 木汁。可㠯䰍物。象形。桼如水滴而下] |
| 7  | 束                                                             | shu4                     | cuk1                                          | *-k         | -     | Il sacco rilegato in forma stilizzata [È un sacco rilegato da entrambe le estremità simile a 東 ma con meno tratti. Un'etimologia folk dice di vedere una pianta in una forma circolare oggi squadrata, cioè un legaccio. Un'altra interpretazione diffusa vuole che siano tre ceppi o incrociati e legati con un legaccio: la forma rotonda quindi non sarebbe un sacco ma un grosso legaccio. Questa interpretazione deriva molto probabilmente dall'osservazione della versione nei bronzi, tra le più antiche, e l'interpretazione si lega abbastanza bene: https://en.wiktionary.org/wiki/File:%E6%9D%9F-bronze.svg. Ma la forma esterna è molto allungata nelle ossa oracolari, il che rende più l'idea di un lungo sacco poi progressivamente schiacciato fino a farlo assomigliare a un legaccio intorno a una pianta o dei ceppi. A volte si notano pure delle croci in mezzo, per indicare la rilegatura: https://www.zdic.net/zd/zx/jw/%E6%9D%9F. In più, si ribadisce la somiglianza con 東, i cui estremi sono stati scambiati dai commentatori Qing per un albero (la confusione è la stessa)] |
| 7  | 𣠔 > 㯻                                                        | gun3                     | gwan2                                         | -n          | -     | Il sacco rilegato scollato in due [Xu Shen lo descrive come 橐也。从束圂[hun4]聲. A livello grafico si vede 束 aperto in due (lo stesso fenomeno accade a volte con 衣) per ospitare in mezzo la chiave di lettura hun4, ovvero un maiale nel recinto (oggi appena accennato sopra il maiale) per ribadire il significato di "legare, legame" (a uno sguardo superficiale, si vede un maialino nel sacco rilegato. In realtà, è in un recinto)] |
| 7  | 囗                                                             | wei2                     | wai4                                          |             | RK    | Il recinto, la recinzione, il confine, circondare |
| 7  | (𪔅 >) 員 > 员                                                 | yuan2                    | jyun4                                         | -n          | -     | La forma rotonda [Oggi indica un lavoratore o inserviente, ma in origine indicava il concetto di rotondo (oggi 圆, con il radicale del recinto) e si capisce se si osservano le versioni sulle ossa oracolari e i bronzi: è una forma perfettamente circolare (appare solo in due caratteri) con sotto un tripode, per indicare una forma rotonda come la bocca di un tripode. Oggi il cerchio si è squadrato (nella versione arcaica, sembra di notare una bocca di un tripode) e il tripode stesso, nella versione tradizionale, si è mutato in una conchiglia per una stilizzazione estrema e piuttosto fuorviante] |
| 7  | 貝 > 贝                                                        | bei4                     | bui3                                          |             | RK    | La conchiglia |
| 7  | 邑 > 阝                                                        | yi4                      | jap1                                          | *-p         | RK    | La città [Un'interessante variante che rimarca come in cima ci sia una zona delimitata e/o cinta da mura è 𡇃] |
| 7  | 𨛜 > 𨙵                                                        | xiang4                   | - (胡絳切)                                    | -ng         | -     | La strada adiacente, le due città [Si vedono due città l'una di fronte all'altra (si vede infatti un rovesciamento di questo radicale, 𨙨 yi4, 从反邑) per rimandare a una strada in mezzo ad esse. Xu Shen scrive 鄰道也。从邑从𨙨. Duan Yucai spiega che il carattere è poi mutato in 𨙵: una città è ancora visibile a destra come radicale in forma stilizzata. In più mette in dubbio un'interpretazione forse diffusa al suo tempo: 道當爲邑。字之誤也。其字從二邑會意: sono raffigurate due città, qualunque altra interpretazione è sbagliata] |
| 8  | 日                                                             | ri4                      | jat6 (人質切 > 人質切)                        | *-t         | RK    | Il sole |
| 8  | 旦                                                             | dan4                     | daan3                                         | -n          | -     | Il sole nascente, l'alba all'orizzonte [Si nota il sole mentre sorge all'orizzonte, rappresentato come una linea orizzontale: il sole è al di sopra di questa linea] |
| 8  | 倝                                                             | gan4                     | gon3                                          | -n          | -     | La brillantezza del sole nascente [Xu Shen spiega che è il sole brillante durante l'alba/l'aurora: 日始出，光倝倝也。从旦㫃聲. La sua spiegazione permette di capire meglio l'incastro ed è una delle due possibili interpretazioni: è il palo verticale con il vessillo; sopra il palo si dispone il sole; sulla linea verticale che disegna il palo (non si è stilizzata) si incrocia il tratto orizzontale che indica il terreno. In cima si nota la cima del palo, simile a un germoglio 屮, che potrebbe essere scambiato come un indicatore del sole nascente. Oggi è stilizzato come una croce). Il palo a tridente con il vessillo, un carattere spiegato sotto e dall'aspetto totalmente fuorviante, è ben riconoscibile nei bronzi, in cui è attestato: https://en.wiktionary.org/wiki/%E3%AB%83#/media/File:%E3%AB%83-bronze-shang.svg. La seconda interpretazione si lega alla versione nei bronzi, in cui questo carattere è attestato (l'interpretazione di Xu Shen sarebbe riferita alla grafia del Piccolo Sigillo): si nota un germoglio sopra una forma a dirupo, forse un luogo da cui sorge il sole, con sotto un carattere simile a 旱, cioè il sole che emerge sopra un altare sacrificale a T, lo stesso carattere che compare in 陽 ma sena i raggi in basso e senza che il sostegno dell'altare si incurvi. Ma nei bronzi è già presente una grafia simile a quella del Piccolo Sigillo, ragion per cui si può ipotizzare che esistessero due grafie, tale per cui la prima esposta ha preso il sopravvento: https://www.zdic.net/zd/zx/jw/%E5%80%9D] |
| 8  | 㫃                                                             | yan3                     | jin2                                          | -n          | -     | L'asta a tridente col vessillo [A sinistra si nota l'asta verticale, oggi disegnata con un carattere fuorviante e irriconoscibile; in cima si vede la punta a tridente, oggi stilizzata e appiattita in 亠; a destra si vede il vessillo ondeggiante nel vento, che dentro ai caratteri si schiaccia per ospitare la chiave di lettura] |
| 8  | 冥                                                             | ming2                    | ming4, ming5                                  | -ng         | -     | Il sole coperto [Indica il concetto di oscurità e si vede il panno per coprire in alto, due mani in basso oggi stilizzate come una capanna/il numero sei (totalmente fuorviante) con, in mezzo, il sole. Xu Shen si lancia in un'interpretazione fantasiosa siccome nella grafia del Piccolo Sigillo era già scritto in basso il numero sei: 从日从六，冖聲。日數十。十六日而月始虧幽也: lega il sei a "sessanta giorni" dopo i quali la luna inizia a oscurarsi] |
| 8  | 晶                                                             | jing1                    | zing1                                         | -ng         | -     | I tre soli splendenti [Indica la brillantezza e lo splendore ed è formato accorpando tre soli, di cui uno compresso in cima. Oggi indica pure il cristallo e il quarzo per la loro caratteristica di essere luccicanti. Xu Shen scrive 精光也。从三日] |
| 8  | 月                                                             | yue4                     | jyut6                                         | *-t         | RK    | La luna |
| 8  | 有                                                             | you3                     | jau5                                          |             | -     | La carne in mano, il possesso [Indica il concetto di possesso in modo molto diretto, tramite una mano sinistra che tiene un pezzo di carne (una variante con la mano destra è 𪠥). Due caratteri molto simili sono 右 e 左. Nella variante con la mano destra, sembra di notare un riferimento alla pronuncia in 又 you4] |
| 8  | 朙 (variante di 明)                                            | ming2                    | ming4                                         | -ng         | -     | La finestra luminosa [A sinistra si vede una finestra rotonda e con pattern (è una delle rarissime forme rotonde nei caratteri nelle ossa oracolari), oggi squadrati e con il pattern irriconoscibile. La finestra è meglio riconoscibile in https://en.wiktionary.org/wiki/%E5%9B%A7#/media/File:%E5%9B%A7-oracle.svg. Una sua variante è 冏 (non va confuso con 冋 jiong1, variante del radicale della natura più selvaggia/campagna e con 向 e 咼). Questo carattere è oggi usato come emoticon per esprimere tristezza o shock, siccome sembra una faccia di un cinese triste o sorpresa. A destra si vede la luna. Il carattere è una variante di 明 e, secondo una citazione riportata da Xu Shen, aveva la stessa lettura: "ming2". Xu Shen scrive 窻牖麗廔闓明。象形 [...] 賈侍中說：讀與明同] |
| 8  | 囧                                                             | jiong3                   | gwing2                                        | -ng         | -     | La finestra con pattern [È una finestra rotonda e con pattern, come detto sopra] |
| 8  | 夕                                                             | xi1                      | zik6                                          | *-k         | RK    | La sera, la luna stilizzata |
| 8  | 多                                                             | duo1                     | do1                                           |             | -     | L'abbondanza [Sono due pezzi di carne l'uno sull'altro per indicare una gran quantità in modo semplice e diretto. Xu Shen vede due mezzelune stilizzate, che si vedono tutt'ora, ma il disegno nelle ossa oracolari è leggermente diverso] |
| 8  | 毌 > 貫 > 贯                                                   | guan4                    | gun3, kwun3                                   | -n          | -     | La collana di dieci conchiglie, le dieci conchiglie rilegate [Il "guan4" è un'unità di misura antica pari a cento monete, ovvero uno spago o collana con cento monete rilegate. Nella prima versione, simile a 田 ma con molti tratti dislocati, si vede una forma circolare, oggi squadrata, con dentro 中 in miniatura, oggi grossomodo 十, per indicare una moneta rilegata attraverso un foro. In basso poi si è aggiunta una conchiglia per rimandare alla valuta. In quest'ultima versione, Xu Shen scrive 錢貝之貫。从毌、貝. Non riconosce che il carattere in cima è la versione originale di questo carattere, cosa che fa una glossa: 毌各本作貫，今正。錢貝之毌，故其字从毌貝會意也。漢書：都内之錢，貫朽而不可挍。其本義也] |
| 8  | 𢎘                                                             | han4                     | - (乎感切) (*-m)                              | *-m         | -     | La gemma del fiore [È il pittogramma del bocciolo o gemma di un fiore che non è ancora sbocciato sopra lo stelo. Assomiglia a ㄗ ma ha il tatto verticale spiegazzato. Xu Shen lo descrive come 嘾也。艸木之華未發圅然。象形] |
| 8  | 𠀟 > 𣐺                                                        | han4                     | - (胡感切 > 戸感切) (*-m)                     | *-m         | -     | La piante che si piegano, la gemma sull'albero [È la flora che cresce piegandosi e intersecata con il pittogramma della gemma del fiore sul gambo, che indica pure la pronuncia. Xu Shen scrive 木垂華實。从木, 𢎘, 𢎘亦聲. Dall'apparenza grafica, sembra di notare una gemma su un albero, anche a rimandare come la flora stia ancora crescendo] |
| 8  | 𠧪 (e variante di 卣)                                          | tiao2, (you3)            | - (徒遼切 > 徒聊切 > 田聊切)                  |             | -     | Le piante che si piegano squadrate [Secondo Xu Shen, indica la flora che cresce piegandosi, forse per il peso dei rami, foglie e frutti. Assomiglierebbe parecchio a 垂 < 𡍮. Xu Shen lo descrive come 艸木實垂𠧪𠧪然。象形. Invece, 卣 (che pure è molto simile a questo carattere), è un'anfora da vino sacrificale in bronzo con la bocca stretta e la pancia larga. Non è attestato nello Shuowen Jiezi, ma si trovano alcune definizioni nel Dizionario Kangxi: 【玉篇】中尊器也。【爾雅·釋器】卣，器也。【註】盛酒尊。Una variante di questo carattere, attestata nello Shuowen Jiezi, è 脩 (攸, un uomo con accanto un corso d'acqua aggiunto successivamente e il bastone in mano + 月 carne) xiu1, che indica la carne secca (la chiave di lettura significa "lontano; acqua che scorre")] |
| 8  | 齊 > 齐 (kanji 斉)                                             | qi2                      | cai4                                          |             | RK    | L'uguaglianza, le tre spighe di grano |
| 8  | 朿 (> 刺)                                                      | ci4                      | ci3                                           |             | -     | Le spine [È una pianta con la parte inferiore uguale a 木 con delle spine stilizzate in mezzo e in cima (quelle in cima si sono appiattite). I tre rami con spine sembrano tre frecce: una punta a sinistra, l'altra in alto, l'ultima a destra] |
| 8  | 片                                                             | pian1, pian4             | pin3                                          | -n          | RK    | L'albero segato, la tavola di legno |
| 8  | (𥅀 >) 鼎                                                      | ding3                    | ding2                                         | -ng         | RK    | Il tripode |
| 8  | 𠅏 > 克                                                        | ke4                      | hak1, haak1 (苦得切 > 乞得切)                 | *-k         | -     | La bestia colpita dall'ascia [Si nota una lama d'ascia in pietra in alto con sotto una bestia dalla bocca spalancata. I componenti sono oggi irriconoscibili. Indica il concetto di superare difficoltà. Un carattere simile, 剋 ke4, ha quasi lo stesso significato. In 𠅏, la bocca della bestia si separa dal corpo in basso. Xu Shen, che non ha potuto consultare le ossa oracolari, dice di vedere una stanza in cima e un riferimento all'incidere il legno: 肩也。象屋下刻木之形。凡克之屬皆从克] |
| 8  | 彔 (variante 录)                                               | lu4                      | luk6                                          | *-k         | -     | L'argano con il secchio [Il muso di maiale in alto è fuorviante perfino nella sua grafia originale: è un argano con un secchio collegato (oggi sparito) che viene issato dal fondo del pozzo. Accanto ad esso, si vedono delle gocce che cadono, oggi stilizzate come il radicale dell'acqua. In più, l'argano si è stilizzato anch'esso] |
| 8  | 禾                                                             | he2                      | wo4 (戶戈切 > 胡戈切)                         |             | RK    | Il cereale |
| 8  | 秝                                                             | li4                      | lik6                                          | *-k         | -     | La diffusione sparpagliata, i due cereali [Con due cereali, presumibilmente distanziati, Xu Shen spiega che si indica una diffusione sparpagliata: 稀疏適也。从二禾. Una definizione moderna è 稀疏分明] |
| 8  | 𪏽 > 香                                                        | xiang1                   | hoeng1                                        | -ng         | RK    | Il miglio [Nella versione nel Piccolo Sigillo, si nota molto bene il miglio (il cereale impermeabile o da cui si ottiene il vino tramite fermentazione) con sotto il sapore della dolcezza, riferito al suo gusto o a quello del vino di miglio] |
| 8  | 米                                                             | mi3                      | mai5                                          |             | RK    | Il riso |
| 8  | 毇                                                             | hui3                     | wai2 (許委切 > 虎委切)                        |             | -     | Gli otto decalitri di riso grezzo [Si nota 䊆 jiu4 (舂糗也。从臼、米) accanto a 殳. Il primo mostra un mortaio, che indica anche la pronuncia, con il riso per indicare la farina di riso pestato (擣粉 daofen3, dove dao3 è sinonimo di 舂, 搗, "rompere con un pestello") e già bollito/cotto, mentre accanto si nota l'alabarda di bambù. Il fatto che è farina già cucinata e da cui si possono ottenere dolci deriva dalla glossa 米麥巳熬。乃舂之而簁之成勃。鄭所謂擣粉也。而後可以施諸餌餈. Xu Shen descrive hui3 come 米一斛舂爲八斗也。从䊆从殳, cioè come otto dòu/ottanta litri di riso grezzo, siccome si deve ancora sgusciare (l'alabarda in mano forse è un riferimento a qualcosa per sgusciare il riso e separarlo dalla lolla/loppa, magari pestandolo in un pestello, a meno che si riferisce alla produzione di farina dopo che è sgusciato; una glossa suggerisce un accenno al pestello: 从臼米者、謂舂也。从殳者、殳猶杵也). La stessa lunga glossa alla definizione di hui3 si lancia in una digressione sulle unità di misurazione del riso: 九斗各本譌八斗。糳下八斗各本譌九斗。今皆正。九章筭術曰。糲米率三十。粺米二十七。糳米二十四。御米二十一。毛詩鄭箋。米之率。糲十、粺九、糳八、侍御七。米部曰。粺、毇也。是則毇與粺皆一斛舂爲九斗明甚。毇見粲下。謂稻米也。稻米之始亦得云糲。此云糲米者、兼稻米、粟米言也] |
| 8  | 凶                                                             | xiong1                   | hung1                                         | -ng         | -     | L'interno della buca [Indica la buca nel terreno con dentro una croce o per enfatizzare l'interno della buca o per stilizzare il suo contenuto, cioè rocce, pali in legno ecc. In quest'ottica, la buca può anche essere una trappola. Oggi indica il concetto di "terribile", un po' come il cadere in una buca magari con degli oggetti pericolosi dentro] |
| 8  | 朩 > 𣎳                                                        | pin4                     | - (匹刃切 > 撫刃切)                           | -n          | -     | La canapa spellata, la canapa sbucciata [Indica una piantina di canapa la cui pelle/buccia viene ammorbidita con l'acqua e tolta dal gambo rigido per produrre, per esempio, la carta di canapa. Xu Shen lo descrive come 分枲莖皮也。从屮，八象枲之皮莖也. Nella grafia del Piccolo Sigillo si nota 屮 attorniato da 八 per indicare come la buccia venga tolta dal gambo] |
| 8  | 𣏟                                                             | pai4                     | - (匹卦切 > 普卦切)                           |             | -     | La canapa in versione arcaica [Si vedono due piantine di canapa con un riferimento al fatto che il gambo viene sbucciato/spellato per ottenere le fibre di canapa per produrre carta e vestiti (la canapa era anche un blando anestetico naturale e i suoi semi si potevano consumare come spuntino). Nella stilizzazione nel radicale Kangxi, diventa confondibile con 林 lin2: le fibre, o il gambo sbucciato, diventano tre radici. Xu Shen scrive 萉之總名也] |
| 8  | 麻                                                             | ma2                      | maa4                                          |             | RK    | La canapa (addomesticata) [In questa versione, la canapa tirata dal terreno è stipata in un luogo al coperto per essere conservata o lasciata seccare. Xu Shen la descrive come 枲[xi3]也。人所治，在屋下, e una glossa precisa che 麻與枲互訓。皆兼苴麻、牡麻言之。[...] 說从广之意。林必於屋下績之。故从广。然則未治謂之枲。治之謂之麻: ma2 si riferisce cioè alla canapa coltivata, da come si vede anche dal riferimento al fatto che è estirpata e messa in un luogo riparato: è trattata cioè secondo un procedimento agricolo, è 訓 xun4, "addomesticata", al contrario di "xi3" (朩 con sopra 台: la bocca, che si è incollata alla piantina sfibrata di canapa, dà la falsa sensazione di vedere 呆 in basso). Quindi pai4 è un carattere che mostra anch'esso un riferimento al suo maneggiamento. Il tutto è assente in xi3, che perlomeno in apparenza indica la sola pianta senza che vi siano interventi umani] |
| 8  | 尗 > 叔                                                        | shu1                     | suk1                                          | *-k         | -     | Il fagiolo con le tre radici [È un germoglio che spunta dal terreno con tre radici sotto, stilizzate come 小, piuttosto fuorviante. A destra si è poi aggiunta una mano destra per indicare una pianta maneggiata. Il suo significato originale resta conservato in 菽 shu1, che indica fagioli e piselli. Il significato originale è fornito da Xu Shen: 豆也。象尗豆生之形也. 叔 shu1, come prestito fonetico, indica oggi lo zio paterno e il terzo fratello] |
| 8  | 耑 (> 端)                                                      | zhuan1 (>duan1)          | zyun1                                         | -n          | -     | L'impronta sopra le radici, la pianta tenuta ferma col piede [Nelle versioni più antiche, risalenti alle ossa oracolari, si vede l'impronta del piede, oggi stilizzato e irriconoscibile, sopra un gruppo di radici che partono da un seme o calice quasi identiche a 不. In origine, indicava l'atto di tenere qualcosa livellato poggiandoci sopra la mano. Sembra allora di notare una pianta o virgulto tenuto schiacciato e pressato tenendoci il piede sopra] |
| 8  | 韭                                                             | jiu3                     | gau2                                          |             | RK    | L'aglio cinese, l'erba cipollina cinese |
| 8  | 瓜                                                             | gua1                     | gwaa1                                         |             | RK    | L'anguria, la zucca, il melone, la cucurbitacea |
| 8  | 瓠                                                             | hu4                      | wu6 (胡誤切 > 戸吳切 > 洪孤切)                |             | -     | La zucca come contenitore, la caravazza [È una zucca ed è un carattere composto da "esagerare, vantarsi" (un uomo con le braccia distese e sotto l'aria che esce dalla bocca) con accanto il radicale della cucurbitacea. Xu Shen la descrive come 匏 pao2, ma in questo carattere la definisce come 瓠 hu4, quindi la sua definizione circolare non aggiunge nessuna particolare informazione. Ma una glossa in pao2 aggiunge una preziosa informazione in parte nascosta nella composizione del carattere, in cui al posto della cucurbitacea si vede un riferimento a una borsa: 壺、瓠也。此謂壺卽瓠之假借字也。从包瓠者、能包盛物之瓠也. La glossa indica che è un tipo particolare di zucca, la "calabash gourd" o simili (in dialetto siciliano, "caravazza"), tale per cui la buccia si usa come contenitore. La pronuncia è simile poi alla pronuncia di "teiera"] |
| 8  | 宀 (< ~ウ)                                                     | mian2                    | min4                                          | -n          | RK    | Il tetto |
| 8  | 宮 (< 宫, oggi 简体字)                                         | gong1                    | gung1                                         | -ng         | -     | Il palazzo [Si nota un tetto con sotto due forme quadrate, interpretate come un rimando ai piani di un edificio slanciato. Xu Shen dice di notare la contrazione del carattere 躳 gong1, "se stessi; stare in piedi", in cui si vede la donna incinta accanto alle due vertebre impilate. Questa chiave di lettura, se corretta, indica molto bene la pronuncia] |
| 8  | 呂 (< 吕, che è anche 简体字)                                  | lv3                      | leoi5                                         |             | -     | Le vertebre [Indica due vertebre dalla forma cilindrica e inquadrate frontalmente l'una sull'altra. La versione arcaica non aveva un trattino in mezzo per indicare un legame. Questo trattino è sparito nella semplificazione] |
| 8  | 穴                                                             | xue2                     | jyut6 (胡決切)                                | *-t         | RK    | La grotta, la caverna, l'antro, la spelonca |
| 8  | 㝱 (variante di 夢 > 梦)                                       | meng4                    | mung6                                         | -ng         | -     | La variante del sogno [È una variante molto espressiva di 夢: in cima si nota il tetto per indicare una casa o camera, in basso si vede il letto disegnato in piedi e a destra 夢, ovvero un occhio in orizzontale con un sopracciglio sopra con sotto il corpo, ovvero una persona sul letto mentre dorme e sogna e che dunque crede di vedere qualcosa nel sonno. Una variante di questo componente è 瞢] |
| 8  | 𤕫 > 疒                                                        | chuang1, ne2, ni4        | cong4, nak6, nik6                             | -ng, *-k    | RK    | Il letto del malato, la malattia |
| 8  | 冖 > 冪 > 幂                                                   | mi4                      | mik6                                          | *-k         | RK    | Il panno per coprire |
| 8  | 𠔼 (variante di 冃 o 网)                                       | mao3                     | mou6~                                         |             | -     | Il copricapo stilizzato, la rete stilizzata [Il carattere è in parte problematico: dal punto di vista della pronuncia, sembra essere una contrazione o stilizzazione di mao3 (冃), che indica un copricapo; in alternativa, può essere una iper-semplificazione del pittogramma che indica la rete o un qualcosa di simile, come una tendina (罓 e 𦉯); wang3 peraltro in Primo Cinese Medio iniziava con *mj-, oggi caduto ma ricostruibile] |
| 8  | 冃 > 帽                                                        | mao4                     | mou6                                          |             | -     | Il copricapo, il cappello [Indica un copricapo, le cui estremità sono poi state stilizzate come due parti pendenti (la forma si è poi aperta)] |
| 8  | 㒳 > 兩 > 两                                                   | liang3                   | loeng5                                        | -ng         | -     | I due cavalli nel giogo [Sono le schiene di due cavalli sopra un giogo per carri. Nella versione tradizionale, si è aggiunto un tratto orizzontale in cima] |
| 8  | 网 (e varianti 𦉯, 𠕈)                                         | wang3                    | mong5                                         | -ng         | RK    | La rete |
| 8  | 襾                                                             | xia4, ya4                | aa3, haa2 (< kaa1) (呼訝切 > 衣嫁切 > 衣駕切) |             | RK    | Il coperchio |
| 8  | 巾                                                             | jin1                     | gan1                                          | -n          | RK    | Il fazzoletto di stoffa |
| 8  | 巿                                                             | fu2                      | fat1                                          | *-t         | -     | Il vestito sopra il cuoio [Il carattere, facilmente confondibile con 市, indica un antico tipo di vestito. Nella grafia del Piccolo Sigillo, sembra di notare 屮 in mezzo a 八 scritto sinuoso. Xu Shen lo tratteggia in un'ampia definizione: 韠也。上古衣蔽前而已，巿以象之。天子朱巿，諸矦赤巿，大夫葱衡。从巾，象連帶之形。凡巿之屬皆从巿。韍，篆文巿从韋从犮。 韠 bi4 sembra aiutare nell'identificazione del vestito: indica una copertura o vestito messo sopra un ulteriore vestito di cuoio, stavolta descritto meglio: 韍也。所以蔽前，以韋。下廣二尺，上廣一尺，其頸五寸。一命縕韠，再命赤韠。从韋畢聲. Compare come chiave di lettura in 肺 fei4, che sembra delineare la morfologia dei polmoni e del torace in qualche modo] |
| 8  | 帛                                                             | bo2                      | baak6                                         | *-k         | -     | I prodotti di seta [Si nota il colore bianco, indicato dal pittogramma della fiammella (o della ghianda), con sotto il fazzoletto di stoffa. indica in generale i prodotti tessili in seta (oggi in dei caratteri rimanda al cotone, che si lega bene al componente in alto, che oltre alla pronuncia indica anche il colore biancastro dei bozzoli del baco; in un secondo momento, la seta può essere colorata. Riguardo al cotone, il componente in alto, se non si conosce il significato arcaico, può essere scambiato con molta facilità per "bianco cotone")] |
| 8  | 白                                                             | bai2, bo2                | baak6                                         | *-k         | RK    | Il colore bianco; la fiammella, la ghianda |
| 8  | 㡀                                                             | bi4                      | bai6                                          |             | -     | Il vestito logoro [Xu Shen spiega che è un vestito dall'aspetto logoro, indicato dai trattini tutt'intorno (a livello grafico, sembra di notare un fazzoletto di stoffa). Questo stesso componente viene utilizzato per formare il radicale del ricamo e il carattere 敝 bi4, che indica un fazzoletto di stoffa ma che in passato indicava il vestito logoro. Xu Shen riporta 敗衣也。从巾，象衣敗之形. Nel carattere bi4, con il bastone in mano accanto, scrive 帗也。一曰敗衣。从攴从㡀，㡀亦聲. Quest'ultimo carattere compare in 撇 pie3, il nome di uno dei radicali Kangxi, presenta il radicale della mano a lato (nella variante 撆 compare in basso) e in origine significa "buttare"] |
| 8  | 黹                                                             | zhi3                     | zi2                                           |             | RK    | Il ricamo |
| 9  | 人                                                             | ren2                     | jan4 (如鄰切 > 而鄰切)                        | -n          | RK    | La persona, l'uomo |
| 9  | 𠤎 > 化                                                        | hua4                     | faa3 (呼跨切)                                 |             | -     | La persona sottosopra [È la versione arcaica del carattere 化 hua4, che indica il concetto di trasformazione: è una persona in piedi accanto a una persona disegnata sottosopra, a testa in giù, per indicare una mutazione grafica e di posizione per poi astrarre il concetto. In qualche carattere, 人 ha una grafia simile a questo radicale, siccome compare come 匕 (falso amico), ma non va confusa con 七, più squadrato] |
| 9  | 匕                                                             | bi3                      | bei2, bei6                                    |             | RK    | Il cucchiaio, il mestolo |
| 9  | 从 (anche 简体字 di 從)                                        | cong2                    | cung4                                         | -ng         | -     | Gli uomini che procedono insieme [In origine indicava il concetto di seguire e di eseguire gli ordini (服从, 听从) e si nota un uomo che segue un altro, siccome procedono insieme. Il carattere assomiglia vagamente a 并 e 比] |
| 9  | 比                                                             | bi3                      | bei2                                          |             | RK    | Il confronto, la comparazione |
| 9  | 北 (> 背)                                                      | bei3                     | bak1                                          | *-k         | -     | Schiena contro schiena, la schiena [Raffigura due persone schiena contro schiena in visione laterale per sorreggersi. In origine indicava la schiena, mentre successivamente ha iniziato a indicare il nord, presumibilmente come prestito fonetico (南 nan2, che raffigura la facciata di una casa, indica il sud. Anticamente le case si costruivano orientate verso sud per un qualche motivo. Se "nan" si riferisce al "davanti"/sud, la schiena si riferisce al "dietro"/nord). Il significato di "schiena" si presenta nel carattere bei1, con il radicale della carne in basso] |
| 9  | 丘 (< 㐀)                                                      | qiu1                     | jau1 (去鳩切 > 祛尤切 > 驅尤切)               |             | -     | Le due alture [Significa collina e, nelle ossa oracolari, si notano due alture, poi stilizzate. In una variante arcaica sono a stento riconoscibili. Nella stilizzazione, sono fuse e irriconoscibili; il carattere è poi confondibile con 斤 jin1, l'ascia in pietra e il pesetto per la bilancia (anticamente poteva avere la forma di lama di ascia e le monete potevano essere a forma di conchiglia o lama di coltello). Nelle ossa oracolari, compare come https://en.wiktionary.org/wiki/%E4%B8%98#/media/File:%E4%B8%98-oracle.svg] |
| 9  | 㐺 (variante di 眾 e 乑 > 众)                                  | yin2, zhong4             | jam4, zung3 (魚音切 > yin2)                   | *-m, -ng    | -     | Le tre persone assembrate [È una variante di svariati caratteri, tutti varianti, che indicano una folla (indicata per ò con le figure umane e non con le bocche spalancate, come in 品)] |
| 9  | 𡈼 (non è 壬)                                                  | ting3                    | - (他鼎切 > 丑郢切)                           | -ng         |       | L'uomo in piedi sul terreno [Indica il concetto di bontà tramite la raffigurazione di un uomo in piedi 人 sopra il terreno 土, che Xu Shen scambia per il radicale del soldato, molto simile graficamente: scrive 善也。从人士。士，事也。一曰象物出地挺生也. Il concetto di bontà collegato allo stare in piedi si può capire se si pensa alla parola inglese "upright". Questo carattere si ritrova in 徵 zheng1 (微 + 𡈼) e 廷, ma non in 任 ren4 (quindi la pronuncia della chiave di lettura aveva *ny- in Primo Cinese Medio)] |
| 9  | 重                                                             | zhong4, (chong2)         | cung5                                         | -ng         | -     | Il sacco sulle spalle [È una persona con un sacco rilegato da entrambe le estremità sotto di lui o sulle spalle. Poi si è trasferito sotto. Oggi tutto il carattere è molto stilizzato, ma il sacco è in parte riconoscibile. Indica il concetto di pesantezza. Due varianti in cui, nonostante le corruzioni, si riconosce una forma in cima (la forma umana) sono 𨤣 e 𡒀] |
| 9  | 臥 > 卧                                                        | wo4                      | ngo6                                          |             | -     | L'uomo addormentato [Indica la camera da letto e si nota a sinistra l'occhio chino e a destra una persona ricurva, oggi stilizzata come una crepa sui gusci di tartaruga, completamente fuorviante] |
| 9  | 身                                                             | shen1                    | san1                                          | -n          | RK    | La donna incinta, il corpo |
| 9  | 𠂣 > 㐆                                                        | yin3                     | zaan2 (於機切 > 於希切=                       | -n          | -     | Il corpo rovesciato, la persona bastonata [È il carattere 身 shen1 rovesciato rispetto a un ipotetico asse verticale per indicare il concetto di girarsi dall'altra parte. Era variante di 隱 > 隐 yin3 e, per corruzione, era una variante di 依 yi1. Xu Shen scrive 歸也。从反身. Questo carattere ritorna nel nome dell'ultima capitale della Dinastia Shang, 殷 Yin1. In origine, secondo Xu Shen, indicava la musica, canto e danza incantevole: 作樂之盛稱殷。从㐆从殳; poi ha iniziato a significare "grande; abbondante; onesto": una glossa spiega 又引伸之爲大也。又引伸之爲衆也。又引伸之爲正也、中也. Si nota un corpo che si gira (si riferisce al movimento durante queste attività o al girarsi a guardare) con accanto un bastone in mano, che però indica un attrezzo usato in questi contesti. Secondo un'altra interpretazione completamente diversa da quella di Xu Shen, è una persona presa a bastonate. Indica anche il colore rosso sangue e il concetto di tremare, che sembrano confermare questa interpretazione] |
| 9  | 衣                                                             | yi1                      | ji1                                           |             | RK    | Il vestito, la tunica tradizionale |
| 9  | 𧚍 > 裘                                                        | qiu2                     | kau4                                          |             | -     | La pelliccia (vestito) [È il radicale del vestito, in origine scollato e oggi compresso in basso, con in mezzo/sopra la chiave di lettura 求 qiu2, che in origine era il pittogramma di una pelliccia in visione frontale, con apertura e peluria ai lati] |
| 9  | 老                                                             | lao3                     | lou5                                          |             | RK    | L'anziano |
| 9  | 毛                                                             | mao2                     | mou4                                          |             | RK    | Il pelo, la peluria |
| 9  | 毳                                                             | cui4                     | ceoi3                                         |             | -     | La peluria fine [Indica la peluria fine e sottile di animale selvatico ed è formato dalla triplicazione del pittogramma della peluria. Xu Shen scrive 獸細毛也。从三毛] |
| 9  | 𡰣 > 尸                                                        | shi1                     | si1                                           |             | RK    | Il corpo seduto |
| 9  | 尺                                                             | chi3                     | cek3                                          | *-k         | -     | L'altezza della gamba, i dieci cùn [Indica una persona piegata verso il basso che forse regge in mano un bastone o è un tratto che indica un'altezza pari a quella della gamba. Indica una lunghezza di dieci cùn, cioè poco più di 33 centimetri. Alla lontana, è quanto la lunghezza della gamba dal piede fino all'articolazione del ginocchio. Nella lunga descrizione di Xu Shen si vedono molti nomi di antiche unità di misura e una sommaria spiegazione di chi3: 十寸也。人手卻十分動脈爲寸口。十寸爲尺。尺，所以指尺䂓榘事也。从尸从乙。乙，所識也。周制，寸、尺、咫、尋、常、仞諸度量，皆以人之體爲法] |
| 9  | 尾                                                             | wei3                     | mei5                                          |             | -     | La coda [Si nota un corpo seduto con un pelo sotto per rimandare alla coda, cioè qualcosa di peloso. Siccome in cima si vede una persona, la coda fa probabilmente parte di un travestimento di animale o decorazione. Siccome l'uomo seduto nei rituali rappresentava il morto, l'uso di questa coda si può collegare a un rituale (in alternativa, si può collegare a una recita o a una decorazione del corpo). Questo carattere è attestato nelle ossa oracolari] |
| 9  | 𡳐 > 履                                                        | lv3                      | lei5                                          |             | -     | La scarpa [Nella prima versione nelle ossa oracolari si vede una persona (il sopracciglio, un occhio enorme e il corpo) sopra una scarpa, stilizzata in modo simile all'impronta del piede (da questo disegno deriva la versione arcaizzante 𨂠). Dopodiché, il sopracciglio si è stilizzato in 尸, fuorviante (il resto del corpo è sparito), e si è aggiunta una barca a lato. Nella grafia del Piccolo Sigillo è riconoscibile, ma oggi è totalmente stilizzata e irriconoscibile (nelle versioni sui listelli di Qin, era stilizzata come 自, da cui deriva l'ulteriore stilizzazione attuale). La scarpa si è poi stilizzata nell'impronta del piede e a sinistra si è aggiunto il radicale dell'incrocio a T, il tutto per indicare il movimento. Oggi sembra di vedere 尸 con sotto la chiave di lettura 復, ma l'aspetto è fuorviante. Xu Shen lo descrive secondo l'apparenza nello stile del Piccolo Sigillo: 足所依也。从尸从彳从夊，舟象履形。一曰尸聲 ovvero 脚在行路时所依赖的安全保护物，即鞋子。字形采用“尸、彳、夊、舟”会义。“舟”像鞋子的样子。另一种说法认为，“尸”是 声旁. Xu Shen dice che la barca assomiglia alla forma di una scarpa, spostando lì il focus. Nel dialetto di Waxiang, questa parola si usa ancora per indicare le scarpe] |
| 9  | 舟 (> 船)                                                      | zhou1                    | zau1                                          |             | RK    | La barca |
| 9  | 方                                                             | fang1                    | fong1                                         | -ng         | RK    | La punta del coltello [Si ricorda che in alcuni caratteri è falso amico siccome è una stilizzazione estrema dell'asta verticale di un vessillo] |
| 9  | 儿 (vi converge 兒)                                            | er2, (-r)                | ji4                                           |             | RK    | Le gambe [Sono due gambe e, a seguito della semplificazione dei caratteri, vi converge il pittogramma del figlio in cui non viene ritratto come un neonato in fasce e con un eventuale ciuffo di capelli in cima, ma come due gambine (in origine 人, cioè una gamba e un braccio) con il cranio aperto per la presenza della fontanella e due treccine] |
| 9  | 兄                                                             | xiong1                   | hing1                                         | -ng         | -     | Il fratello maggiore [È una persona in piedi (era ritratta di profilo, ma oggi si notano due gambe inquadrate frontalmente) con la bocca spalancata perché intenta a dare ordini al fratello minore] |
| 9  | 兂 (variante di 簪)                                            | zan1, zen1               | zaam1                                         | *-m         | -     | La pinza per capelli [È una sorta di pinza per capelli. Xu Shen scrive 首笄也。从人，匕象簪[zan1, zen1]形. Gli sembra di vedere una persona in piedi con sopra una forma simile a 匕 schiacciato, che è la pinza. Zan1/zen1 è il carattere usato popolarmente al tempo di Xu Shen per indicare questo oggetto (in alto si trova il bambù, forse usato per produrlo, altrimenti la sua presenza è più complicata da spiegare. Lui stesso riporta 簪，俗兂从竹从朁 (can3/qian2/jian4; non confondere con 赞 e 替). Quest'ultimo carattere è la chiave di lettura che rende la pronuncia. Da solo, è 曾也。从曰兓聲; Xu Xuan aggiunge 臣鉉等曰：今俗有昝字，蓋朁之譌: a livello popolare si usano entrambi i caratteri per indicare il concetto di passato. 兓 jin1 significava "risoluto, fermo, determinato", ovvero 銳意 e scritto in origine 朁朁)] |
| 9  | 皃 > 貌                                                        | mao4                     | maau6                                         |             | -     | L'apparenza esteriore, l'uomo inginocchiato senza leopardo [È un uomo inginocchiato e ritratto di profilo con la testa enfatizzata, quindi era simile a 页, ma la stilizzazione è diversa. Alla versione originale oggi si aggiunge il radicale del felino, in origine la contrazione di 豹 bao4 per indicare il leopardo e il suo tratto fisico principale, cioè il manto striato] |
| 9  | 𠑹 (> 瞽; variante di 蠱 > 蛊)                                 | gu3                      | gu2                                           |             | -     | L'uomo circondato dal nascondiglio [Xu Shen lo descrive come 廱蔽也。从人，象左右皆蔽形: indica cioè un uomo attorniato da un nascondiglio. Il carattere che vi discende direttamente è 瞽 gu3, che indica la cecità e il musicista cieco (si nota il radicale dell'occhio schiacciato in basso e, in alto, un tamburo messo in verticale con un battente tenuto in mano accanto). 蠱 gu3 indica i vermetti che crescono sul grano marcito o degli insetti velenosi cresciuti in insetticoltura. Secondo una glossa, il carattere assomiglia molto a 兜. Queste piste possono condurre a una migliore interpretazione se quella di Xu Shen è sbagliata] |
| 9  | 先                                                             | xian1                    | sin1                                          | -n          | -     | L'uomo con l'impronta sopra la testa [È l'impronta del piede sopra una persona, per indicare che cammina. Oggi indica il concetto di "prima, precedenza, innanzitutto"] |
| 9  | 禿 > 秃                                                        | tu1                      | tuk1                                          | *-k         | -     | Il cereale falciato [Indica un cereale con sotto una persona china, di cui sono rimaste le sole gambe nella grafia del Piccolo Sigillo (oggi sono stilizzate come un tavolino, un po' come succede nel carattere 虎). Indicava l'atto di falciare, mentre oggi indica la calvizie, come se i capelli fossero stati falciati tutti] |
| 9  | 見 > 见                                                        | jian4                    | gin3                                          | -n          | RK    | La percezione |
| 9  | 覞                                                             | yao4                     | jiu6                                          |             | -     | L'osservazione faccia a faccia [Indica due persone vicine/accorpate che si guardano faccia a faccia, ovvero due volte il radicale della percezione. Xu Shen scrive 竝視也。从二見. ll carattere 竝 bing1 non deve fare credere che siano in piedi: nella versione originale del radicale, l'uomo era inginocchiato] |
| 9  | 欠                                                             | qian4                    | him3 (去劒切)                                 | *-m         | RK    | L'uomo che sbuffa |
| 9  | 㱃 > 飲, 飮 > 饮                                               | yin3                     | jam2                                          | *-m         | -     | La persona che si disseta, la persona che beve il vino [Si nota una persona in piedi con la bocca spalancata e la lingua fuori (poi mutate in 今, in cui comunque si vede una bocca spalancata; la parte in basso, in questo preciso carattere, indica la lingua) accanto a un'anfora da vino. Indica dunque una persona che apre un'anfora per dissetarsi con un po' di vino. Il carattere originale, molto alla lontana, ricorda 卽 > 即 ji2, cioè una persona inginocchiata di fronte a un contenitore di cibo e pronta a mangiare. Anche 配 pei4 è molto simile ed è intenta a mescolare il vino (oggi significa "coordinarsi")] |
| 9  | 㳄 > 次 (> 涎)                                                 | xian2, ci4               | jin4 (叙連切)                                 | -n          | -     | L'uomo che sputa, la maleducazione [Si vede un uomo inginocchiato (oggi in piedi) mentre sputa. Oggi lo sputo si stilizza come il radicale del ghiaccio. Indicava il concetto di rozzezza e di secondario] |
| 9  | 㒫 > 旡 (non è 无)                                             | ji4                      | gei3                                          |             | -     | L'uomo inginocchiato con la testa girata [Si nota un uomo inginocchiato ritratto di profilo con la testa girata e la bocca spalancata, forse per sbuffare. La forma si vede bene nella grafia del Piccolo Sigillo, 㒫 (oggi tutta la parte in alto è stilizzata). Assomiglia moltissimo a 欠, che però non ha la testa girata mentre sbuffa. Assomiglia molto alla lontana pure a 艮. Il carattere viene spesso confuso con 无, che è la stilizzazione di un carattere completamente diverso. Si vede in 旣/既 > 既 per indicare in modo molto espressivo una persona che ha finito di mangiare ed è sazia e stufa di mangiare ancora, mentre in 卽 > 即 è inginocchiata e pronta a mangiare dal contenitore di cibo] |
| 9  | 頁 > 页                                                        | ye4, (xie2)              | jip6                                          | *-p         | RK    | La faccia/foglia |
| 10 | 𦣻 > 首                                                        | shou3                    | sau2                                          |             | (RK)  | La testa stilizzata, la testa senza ciuffi [È il radicale della testa ma con il ciuffo di capelli appiattito in un'unica linea orizzontale, senza ulteriori stilizzazioni. Quindi, esisteva una versione con i ciuffi e una senza] |
| 10 | 面 (non è 麵)                                                  | mian4                    | min6                                          | -n          | RK    | La faccia |
| 10 | 匃 > 匄 > 丏 e 丐                                              | mian3; gai4              | min5; goi3, koi3                              | -n          | -     | Il mendicante [Indica una persona ritratta di lato con davanti una persona con un braccio alzato intenta a mendicare/richiedere qualcosa (i due si sono poi invertiti). Oggi i due uomini si sono fusi insieme (in alto e in basso si vedono delle parti dell'uomo a sinistra, con le braccia alzate; dentro al carattere si vede qualche tratto dell'uomo a destra). Tutto il carattere è irriconoscibile già dalla grafia del Piccolo Sigillo, in cui l'uomo a sinistra avvolge l'uomo a destra (si pensi al carattere 包, in cui un componente avvolge l'altro). La grafia riportata da Xu Shen è 匃 (in 亾, falso amico, si nota il corpo stilizzato e il braccio alzato con la mano ben evidenziata, diventato 人), seguita poi da 匄, la cui stilizzazione tramite fusione di tratti forma la versione attuale. Una variante, in cui comunque si nota un componente che avvolge l'altro, è 𠣏. 丏 mian3, che in più indica il concetto di nascondersi dalla vista di qualcuno, non va confuso con 丐 gai4, che indica solo quello di mendicante. Quest'ultimo carattere non è attestato nello Shuowen Jiezi, ma è presente nel Dizionario Kangxi] |
| 10 | 首                                                             | shou3                    | sau2                                          |             | RK    | La testa [Questa versione deriva da quella con i ciuffi, cioè quella non stilizzata] |
| 10 | 𥄉                                                             | jiao1                    | - (古堯切 > 堅堯切)                           |             | -     | La testa rovesciata, la testa decapitata e rovesciata [Si nota una testa con i capelli messa al contrario. Indica lo stare a testa in giù/sottosopra o, secondo Xu Shen, una testa decapitata e appesa sottosopra] |
| 10 | 須 > 须 (vi converge 需)                                       | xu1                      | seoi1                                         |             | -     | La barba e i baffi [Indica la barba e i baffi e si vede il radicale della ciocca di capelli/ornamento con accanto il radicale del viso/foglia. Una sua variante è 鬚] |
| 10 | 彡                                                             | shan1                    | saam1                                         | *-m         | RK    | La ciocca di capelli, l'ornamento |
| 10 | 彣                                                             | wen2                     | man4                                          | -n          | -     | L'eleganza [Indica l'eleganza (si nota la letteratura/tatuaggio accanto alla ciocca di capelli/ornamento. In apparenza, si riferisce alla bellezza fisica, ma se si astrae il componente a sinistra, anche tutto il significato si può astrarre e riferire per esempio alle abilità letterarie). Xu Shen lo descrive come 㦽[yu4]也。从彡从文. Una glossa di Duan Yucai specifica 有彣彰謂之彣. "Yu4" indica il concetto di raffinato, bei colori, apparenza elegante. Una definizione moderna è 错综驳杂的花纹或色彩; 文釆；才华.] |
| 10 | 文                                                             | wen2                     | man4                                          | -n          | RK    | La letteratura, il carattere, il tatuaggio |
| 10 | 髟                                                             | biao1, (piao4)           | biu1                                          |             | RK    | I capelli lunghi |
| 10 | 后 (vi converge 後)                                            | hou4                     | hau6                                          |             | -     | L'uomo che dà ordini rovesciato [È la versione rovesciata di 司 si1, spiegato sotto. La parte in alto da sola è 𠂋, che non si trova né nello Shuowen Jiezi né nel Dizionario Kangxi] |
| 10 | 司                                                             | si1                      | si1                                           |             | -     | L'uomo che dà ordini [Si vede un uomo in piedi, oggi quasi irriconoscibile, con un braccio alzato (oggi scollato dal corpo) e sotto una bocca aperta perché intento a dare ordini. In origine, nelle ossa oracolari, i due caratteri erano intercambiabili] |
| 10 | 卮 (variante 巵)                                               | zhi1                     | zi1                                           |             | -     | L'anfora da circa 4 litri [È un'anfora da vino rotonda che poteva contenere meno di quattro sheng 升, cioè quattro litri di vino. Xu Shen scrive che poteva anche contenere cibo: 圜器也。一名觛。所以節飲食。象人，卪在其下也. Dice poi di vedere il contenitore con sotto una persona inginocchiata. 觛 dan4 è un nome alternativo e Xu Shen lo descrive come 小觶也, ossia un piccolo zhi4: 鄉飲酒角也。《禮》曰：“一人洗，舉觶。”觶受四升。从角單聲: lo zhi4 conteneva quattro litri ed era di bronzo] |
| 10 | 卩 (variante 㔾)                                               | jie2                     | zit3                                          | *-t         | RK    | L'uomo inginocchiato |
| 10 | 印                                                             | yin4                     | jan3                                          | -n          | -     | La mano sulla testa dello schiavo [Nella versione originale, si nota una mano sopra la testa di uno schiavo inginocchiato ritratto di profilo. Oggi la mano si è spostata a sinistra] |
| 10 | 色 (> 绝?)                                                     | se4                      | sik1                                          | *-k         | RK    | Il colore, il taglio della seta |
| 10 | 𠨍                                                             | qing1                    | - (去京切 > 丘京切; 子禮切 ["卿"])            | -ng         | -     | L'emissione di ordini, l'emissione dell'editto imperiale [Xu Shen lo descrive come 事之制也。从卩㔿. Anche nella grafia del Piccolo Sigillo sembra di vedere due persone l'una di fronte all'altra (se non sono inginocchiate, hanno perlomeno le ginocchia piegate). La definizione di Xu Shen è molto laconica e le glosse non la approfondiscono: 事之制 è "ordine; faccenda" + "regolare/limitare; editto; leggi/regolamenti" (o, se preso come variante e anche versione semplificata di 製, è "produrre", inizialmente riferito ai vestiti), sembra allora indicare l'atto di emanare un decreto imperiale. Il disegno di due persone l'una di fronte all'altra e inginocchiate forse indica l'ordine imperiale passato di mano in mano o una persona inginocchiata che dà ordini a un sottoposto. In molti caratteri in cui è presente una persona che dà ordini si trova o una persona inginocchiata che ordina qualcosa, o un bastone nella mano destra per indicare solitamente l'autorità. Altrimenti, il significato e l'interpretazione sono ulteriormente chiarificabili] |
| 10 | 辟                                                             | bi4                      | bik1                                          | *-k         | -     | Il prigioniero inginocchiato con il coltello, l'anello di giada [Si nota un prigioniero inginocchiato e ritratto di profilo (oggi è stilizzato come un corpo seduto, piuttosto fuorviante), quella che sembra una bocca spalancata in basso aggiunta successivamente per indicare il clamore (vedi avanti) e, accanto, il coltello per marchiare i prigionieri. Xu Shen spiega che indica la legge e spiega 法也。从卩从辛，節制其辠也；从口，用法者也. Xu Shen però separa i tre componenti, che invece nella raffigurazione sono due (quindi, non indica il clamore del prigioniero, ma la legge applicata, forse la pronuncia di una condanna). Il componente a sinistra si può pure isolare: 𡰪 zhuo2. Comunque, questo carattere è un falso amico (in isolamento, è un corpo seduto con una bocca sotto per indicare un buco: significa "vulva"). Invece, in origine si vede una persona inginocchiata con una bocca aggiunta sotto successivamente. Il carattere sarebbe chiaro se non fosse che la bocca (o quello che è) in origine (cioè nei bronzi) era disegnata come un cerchio perfetto (è l'unica volta che accade in un carattere), il che permette di estrapolare più interpretazioni (la raffigurazione in questione è https://www.zdic.net/zd/zx/jw/%E8%BE%9F). Quella base è che sia una bocca (ma la forma, né sorridente né triangolare, la mette in difficoltà). La seconda è che rimandi a qualcosa di legato (il che ricorda vagamente 束). La terza è che sia la versione originale di 璧 bi4, che indica un anello di giada: si nota la forma rotonda di un anello, la parte in alto che rimanda all'intaglio (o forse era materiale che indicava la pronuncia) e in basso è stato aggiunto il radicale della giada.] |
| 10 | 勹 > 胞                                                        | bao1                     | baau1                                         |             | RK    | La placenta, ricurvo, piegato, avvolgere |
| 10 | 包                                                             | bao1                     | baau1                                         |             | -     | La placenta con il feto [Raffigura una placenta con il feto dentro. Oggi indica la borsa] |
| 10 | 茍 (non è 苟)                                                  | ji4                      | gik1                                          | *-k         | -     | In cane in allerta [È un carattere poco riconoscibile e fuorviante siccome ritrae un cane a cuccia e con le orecchie allerta. La versione nei bronzi è più chiara: https://en.wiktionary.org/wiki/%E8%8C%8D#/media/File:%E8%8C%8D-bronze.svg. Xu Shen ci vede la contrazione del carattere che indica la capra in cima e non riconosce le orecchie (le corna della capra peraltro hanno un aspetto diverso perché sono spigolose). Il carattere viene spesso confuso con 苟, che indica l'erba] |
| 10 | 鬼                                                             | gui3                     | gwai2                                         |             | RK    | Il fantasma, lo spettro, il demone, lo spirito |
| 10 | 甶 (< 鬼)                                                      | fu2                      | fat6                                          | *-t         | -     | La testa del fantasma, la maschera da demone [Si vede la parte in alto del pittogramma del fantasma/demone/spettro, con la testa mostruosa (ma è pure simile alla maschera tenuta in faccia in 戴 dai4, che però è sprovvista del punto in alto. Ma anche fu2 non aveva un punto in cima nelle ossa oracolari: https://www.zdic.net/zd/zx/jg/%E7%94%B6, quindi può anche essere una maschera mostruosa). Xu Shen la definisce come 鬼頭也。象形] |
| 10 | 厶 > 私                                                        | si1                      | si1                                           |             | RK    | Privato, il bozzolo chiuso |
| 10 | 嵬                                                             | wei2                     | ngai4                                         |             | -     | La montagna alta e irregolare, la montagna alta e piena di rocce [Indica un rilievo alto e dalla forma irregolare, con un evidente riferimento a una montagna: Xu Shen scrive 高不平也。从山鬼聲. Il carattere è spesso accompagnato da 崔 cui1, che a livello di significato indica una montagna piena di rocce. Questo dato sembra dare un indizio su come mai abbia un profilo o morfologia irregolare. Una glossa spiega proprio 釋山曰。石戴土謂之崔嵬。毛傳曰。崔嵬、土山之戴石者] |
| 10 | 山                                                             | shan1                    | saan1                                         | -n          | RK    | La montagna |
| 10 | 屾                                                             | shen1                    | san1                                          | -n          | -     | Le due montagne [Sono due montagne affiancate. Xu Shen lo descrive come 二山也] |
| 10 | 屵 > 岸                                                        | e4 (五葛切), an4         | ngaat6, aat6                                  | *-t         | -     | La costa in versione contratta [Indica la costa e una montagna alta ed è composto dal pittogramma della montagna sopra il radicale del dirupo. Oggi si aggiunge in basso gan1, il pittogramma del pestello, sia per la pronuncia che per il fatto che, come prestito fonetico, indicava anche la costa. Xu Shen lo descrive come 岸高也。从山厂，厂亦聲] |
| 10 | 广 (> 廣)                                                      | guang3, yan1             | gwong2, jim2 (魚儉切 > 疑檢切)                | -ng, *-m    | RK    | L'edificio senza le mura, l'ampiezza, il riparo |
| 10 | 厂 (variante 厈)                                               | han3                     | hon3, hon2                                    | -n          | RK    | Il dirupo, il pendìo, il baratro |
| 10 | 丸                                                             | wan2                     | jyun4                                         | -n          | -     | L'uomo sotto il pendìo, l'oggetto rotondo [Indica, per esempio, le pillole medicinali, i proiettili e le polpette di carne, quindi degli oggetti tondeggianti in generale. Xu Shen lo descrive come 圜，傾側而轉者。从反仄, cioè 仄 ze4 ("obliquo") rovesciato. Questo carattere, siccome ha un uomo sotto un pendio, forse si riferisce proprio alla morfologia del pendio: la parola stessa indica che è pendente. Il dirupo è ancora abbastanza riconoscibile, mentre l'uomo si è stilizzato con due tratti intersecati ed è irriconoscibile (al contrario, nella grafia del Piccolo Sigillo è ben riconoscibile). In più, nella variante Zhòuwen (Grande Sigillo) riportata da Xu Shen, si nota 𠨮: l'uomo ha la testa piegata verso sinistra, il che rinforza ulteriormente il significato. Le etimologie folk che vedono una mano che stringe un oggetto rotondo indicato dal punto sono errate, mentre quelle che vedono un uomo inginocchiato lo confondono con la chiave di lettura in cima a 势 e presente pure in altri caratteri: in 执 < 執 (versione originale 𡙕 e 𡎐) la grafia è la stessa, ma l'origine è diversa. In quest'ultima chiave, in cui convergono due ideogrammi (si parte ora a descrivere 𡎐), si vede effettivamente un uomo inginocchiato mentre afferra con le mani una pianta molto stilizzata per riferirsi in origine al giardinaggio nella versione tradizionale di 艺 (藝; varianti 㙯 e 蓺), mentre altrove (ovvero 𡙕) indica un uomo inginocchiato con le mani chiuse dalla manetta collegata a una catena in alto e una in basso. Xu Shen descrive questa chiave di lettura come 捕罪人也。从丮从幸，幸亦聲. Una glossa aggiunge 捕辠人也。辠各本作罪] |
| 10 | 危 (< 厃)                                                      | wei1                     | ngai4                                         |             | -     | L'uomo sul dirupo [Indica un uomo piegato sopra un dirupo, intento a guardare in basso. In basso alla proto-forma si è poi aggiunto il radicale dell'uomo inginocchiato, forse per ribadire che l'uomo è piegato e/o per indicare che non osa proseguire o non riesce a muoversi (quest'ultimo carattere è già nello stile del Piccolo Sigillo). Xu Shen lo descrive come 在高而懼也。从厃，自卪止之] |
| 10 | 石                                                             | shi2                     | sek6                                          | *-k         | RK    | La pietra |
| 10 | 𨱗 > 長 > 长                                                   | chang2, zhang3           | coeng4                                        | -ng         | RK    | I capelli lunghi |
| 10 | 勿                                                             | wu2                      | mat6                                          | *-t         | -     | Il coltello insanguinato [Indica un coltello con delle gocce di sangue e, forse come prestito, ha iniziato a indicare la negazione all'imperativo, dunque i divieti. Il significato originale resta in 刎 wen3. Xu Shen definisce quest'ultimo come 剄也。从刀勿聲, ovvero "decapitare, tagliare la gola", il che porta a interpretare le piccole tacche accanto al coltello (oggi fuse con la lama) come gocce di sangue (può essere umano o animale, se si pensa agli animali uccisi durante le cerimonie sacrificali e al radicale 血, cioè al sangue fresco di animale raccolto nell'anfora sacrificale) Come molti simili vocaboli, in Primo Cinese Medio finiva in *mj-] |
| 10 | 冄 (non è 冉)                                                  | ran3                     | - (而琰切) (*-m)                              | *-m         | -     | I baffi [È il pittogramma di due baffi lunghi baffi cadenti, in origine con i trattini orizzontali separati e oggi fusi a partire dalle grafie successive a quelle del Piccolo Sigillo. Si ritrova in 那 na4 per indicare un posto lontano in cui è presente questa moda. Xu Shen, che non ha potuto consultare le ossa oracolari, si limita a dire che indica il pelo folto: 毛冄冄也。象形. Questo vocabolo, se raddoppiato, significava "folto" riferito al pelo] |
| 10 | 而                                                             | er2                      | ji4 (如之切 > 人之切 > 如支切)                |             | RK    | La barba |
| 10 | 豕 (> 豬 > 猪)                                                 | shi3                     | ci2                                           |             | RK    | Il maiale |
| 10 | 㣇 (< 𧱈), variante 𢑞                                         | di4, yi4                 | dai6                                          |             | -     | Il maiale dal pelo lungo, il maiale dei fiumi [Sarebbe la stilizzazione di un maiale con il grugno/testa ben evidente in cima e, secondo Xu Shen, avente il pelo lungo. Sostiene poi che una volta indicava i maiali che vivevano nei paraggi dei fiumi. Quest'interpretazione è ben supportata dal fatto che una variante di 豚 tun2, "porcellino, maialino, cucciolo di maiale" è 𦜼. In più, una variante di questo radicale Shuowen è 𢑞, molto simile a 𧱈, che a sua volta è la variante Zhòuwen di yi4/di4. Ebbene, in quest'ultimo carattere si vede il corpo di un maiale in basso. Come terza e ultima prova, si vede una testa di maiale in cima presente fin dalla grafia del Grande Sigillo. Xu Shen spiega la variante nel Grande Sigillo come 脩豪獸。一曰河内名豕也。从彑，下象毛足. Una glossa spiega che il maiale che abita nelle valli si chiama 豛 yi4 (Xu Shen, peraltro indicando la scomposizione corretta, spiega che è 上谷名豬豭。从豕，役省聲; una glossa di Duan Yucai specifica 謂上谷𧦝豬曰豛也上谷，漢郡名,cioè non è un termine dialettale ma è Han). Pertanto, esistevano dei vocaboli che specificavano il tipo di maiale. 豭 jia1, che straordinariamente ha la stessa pronuncia di 家 jia1 (entrambi in passato non palatalizzati) e fornisce un interessante dato per la ricerca etimologica, indicava anticamente il maiale (solitamente maschio), oggi sostituito con 猪 zhu1. In jia1 si vede un riferimento a una carcassa scuoiata, mentre in zhu1 si nota un possibile riferimento a "molto", forse riferito alla proliferazione dei maiali. La descrizione di jia3, attestato nello Shuowen Jiezi, è 牡豕也。从豕叚聲. Nei dialetti Min Bei (Min settentrionali), per esempio a Jian'ou, si può indicare anche con 豨 xi1, in passato non palatalizzato] |
| 10 | 彑 > 彐, ⼹                                                    | ji4                      | gai3                                          |             | RK    | Il grugno, il muso del maiale [la mano stilizzata a grugno] [Xu Shen riporta la versione originale, che oggi si stilizza. Questo disegno stilizzato converge con quella che di fatto è una mano stilizzata in molti caratteri; di solito, regge in mano un oggetto, per esempio un bastone per sgranare il grano (cioè separare i chicchi dalla spiga, che poi diventa paglia), due piante di cereale strappate, una scopa o un ciuffo d'erba. Una seconda stilizzazione è molto rara ed è anch'essa un falso amico reperibile per esempio in 彔 > 录 lu4 e 绿 lv4. Nel primo carattere, che nella versione tradizionale ha poi assunto il radicale del metallo, indicava l'atto di incidere il legno e in origine raffigurava l'argano sopra un pozzo, con un secchio (poi sparito) e l'acqua che gocciola ai lati. Nella versione nei bronzi, successiva a quella nelle ossa, il disegno è abbastanza chiaro: https://en.wiktionary.org/wiki/%E5%BD%94#/media/File:%E5%BD%94-bronze.svg] |
| 10 | 豚                                                             | tun2                     | tyun4                                         | -n          | -     | Il maialino, il porcellino, il cucciolo di maiale [Si riferisce a un cucciolo di maiale. Il delfino in cinese viene definito come il "porcellino di mare" e, in passato, una specie detta "lipote" dal colore bianco popolava il fiume Yangtze. Si nota il radicale della carne accanto al pittogramma del maiale messo in verticale. Xu Shen, sbagliando l'origine della chiave di lettura, scrive 小豕也。从彖省，象形。从又持肉，以給祠祀. Una glossa lo corregge: 各本作从㣇省象形五字。非也. Comunque esiste una variante 腞, ma non è attestata nello Shuowen Jiezi. Nella seconda parte, spiega che la carne e una mano visibile a destra in una variante (non è Zhòuwen) si riferisce non al fatto che viene mangiato (un cucciolo di maiale infatti può essere cresciuto e fatto riprodurre), ma al fatto che viene sacrificato sull'altare. Anche se Xu Shen sbagliasse, si hanno sul tavolo due interpretazioni, siccome i maialini potevano essere sacrificati agli spiriti degli antenati durante i rituali appositi. Una variante del carattere è 𦜼. Due varianti che si avvicinano alla variante descritta da Xu Shen sono 𧱮 e 𢃻 (quest'ultima è però corrotta)] |
| 10 | 豸 (> 貓 > 猫)                                                 | zhi4                     | zaai6, zi6                                    |             | RK    | Il gatto, il felino |
| 10 | 𤉡 (variante 兕)                                               | si4                      | zi6                                           |             | -     | La variante del rinoceronte, l'animale blu come il bufalo d'acqua [Xu Shen lo descrive come 如野牛而青。象形。與禽、离頭同. Letteralmente, sta dicendo che significa "blu come un bufalo d'acqua", con un qualche riferimento a una pelle bluastra. La traduzione di "bufalo d'acqua" si pesca dalla glossa 野牛卽今水牛. Si nota un animale con le corna in testa, il corpo e quattro zampe, forse proprio un bue selvatico blu. Alcune varianti sono 𧰽, 𠒅 (le corna arricciate sono ben visibili) e 𧣶, con il radicale del corno. Sempre secondo una glossa, l'animale descritto da Xu Shen sarebbe il rinoceronte, di cui esiste già un carattere diffuso, quindi questo si può considerare una variante. La glossa riporta 犀[xi1]似水牛。豬頭庳腳。兕亦似水牛。靑色一角] |
| 10 | 易 (> 賜; Xu Shen: > 蜴[?])                                    | yi4                      | jik6                                          | *-k         | -     | Il contenitore pieno, la lucertola, il camaleonte [Secondo Xu Shen, è il pittogramma di una lucertola o di un camaleonte, siccome appare nel nome del "Libro dei Mutamenti", con un riferimento alla capacità di mimetizzarsi di questo rettile. In alto si vede la testa, mentre in basso si vede il corpo leggermente ricurvo, il tratto uncinato che accenna alla codina e un paio di zampe. Secondo un'altra interpretazione, è un contenitore completamente riempito: si vede un pezzo di contenitore, forse un'anfora panciuta ritratta proprio dove la pancia si gonfia, con accanto tre tratti completamente scollati dalla pancia per indicare che è piena o simili: nelle ossa oracolari non si nota nessuna lucertola, come si vede in https://www.zdic.net/zd/zx/jg/%E6%98%93. In delle versioni ancora più antiche nelle ossa oracolari, si vedevano due anfore con dei puntini che partivano da un'anfora e andavano nell'altra, per indicare un travaso di liquido, il che si riconcilia con il significato di "mutare" senza il bisogno di teorie di prestiti fonetici o di camaleonti. 赐 ci4 significa "dare" (un superiore a un inferiore), con un qualche riferimento a oggetti preziosi conferiti] |
| 10 | 象                                                             | xiang4                   | zoeng6                                        | -ng         | -     | L'elefante [È il pittogramma di un elefante messo in verticale e ritratto di profilo, con la proboscide, un occhio in orizzontale, le zampe, il corpo e la coda. Poteva essere usato per i lavori pesanti (anche per costruire la reggia di Versailles vennero usati gli elefanti)] |
| 11 | 馬 > 马                                                        | ma3                      | maa5                                          |             | RK    | Il cavallo |
| 11 | 𢊁 (cioè 獬𢊁, 解𢊁)                                           | zhi4                     | - (宅買切 > 池爾切 > 丈尒切 > 丈几切)         |             | -     | Lo Xiezhi, la tigre con un corno [È una creatura mitologica vissuta durante il periodo dell'Imperatore Yao: aveva il corpo di un leone e un corno sulla fronte e aveva la capacità di riconoscere un colpevole da un innocente in una disputa. Con il corno, infilzava il colpevole. Nel disegno, che compare anche nella versione originale del carattere che indica la giustizia, 法. Nella stilizzazione, si nota il corno in cima, la testa, un occhio in orizzontale, il corpo, la coda e le quattro zampe] |
| 11 | 鹿                                                             | lu4                      | luk6                                          | *-k         | RK    | Il cervo |
| 11 | 麤 (converge con 粗)                                           | cu1                      | cou1                                          |             | -     | L'andatura molto veloce, i cervi che corrono [Indicava in origine l'andatura veloce tramite tre cervi che corrono messi insieme: Xu Shen scrive 行超遠也。从三鹿. Il carattere è poi evoluto in 粗, che significa "grezzo; grossolano", con un qualche riferimento a una qualità inferiore di riso o, più probabilmente, al riso grezzo e non ancora lavorato: nella versione attuale, dei passaggi molto interessanti una glossa riportano 謂糲米也。糲米與粺米挍。則糲爲粗。稷與黍稻粱挍。則稷爲粗. Il carattere 糲 li4 indica il riso parzialmente non sgusciato, cioè ancora avvolto dalle glumelle più vicine al chicco, l'involucro fibroso tipicamente marrone. Per quanto sia grezzo, si può mangiare con le glumelle perché sono ricche di vitamina B. In italiano, questa varietà di riso si chiama "riso integrale" e si può pensare come riso marrone o riso grezzo; in cinese oggi si chiama di solito 糙米 e non è riso bianco, cioè quello con tutti gli strati tolti. Tutte le glumelle del riso messe insieme formano l'equivalente della crusca prodotta dalle graminacee: il sottoprodotto della lavorazione del riso e simili cereali che è l'analogo della crusca si chiama "lolla, pula, loppa". La lolla di riso che non viene mangiata ha molteplici usi, incluso quello di pacciame o di fondo della lettiera di animali come i bovini. Attenzione a non confondere i cereali con le graminacee: le graminacee sono per esempio il frumento, il mai (cioè le pannocchie), l'orzo, la gramigna (è una graminacea spontanea che può creare allergie da pollini) ma anche la canna da zucchero e la canna di bambù. I cereali subiscono delle sovrapposizioni con le graminacee, siccome per esempio il riso è in comune. Il passaggio di significato e disegno dall'animale alla rozzezza del riso (e metaforica, cioè rivolta a persone grossolane) viene spiegato in una glossa: 引伸之爲鹵莽之偁。篇、韵云。不精也、大也、疏也。Cioè il riferimento intermedio all'essere grezzi e grossolani deriva dalla crescita della 鹵莽, cioè 魯莽, cioè dell'erba folta, "grossa e senza controllo nella crescita". 魯 è il nome dello stato di Lu3 in cui è nato Confucio e a volte si scambia in grafia con il radicale del sacco di sale non solo per la pronuncia, ma forse perché lì si produceva sale: lo stato di Lu si trovava nello Shandong, che ha un golfo affacciato al mare] |
| 11 | 㲋                                                             | chuo4                    | coek3                                         | *-k         | -     | Il cervo blu con la testa di coniglio, il mosco siberiano blu [Xu Shen spiega che è un animale blu, con la testa disegnata come quella del coniglio e le zampe disegnate come quelle di un cervo. Presumibilmente, si riferisce alla sola grafia, altrimenti descriverebbe una chimera color celeste con la testa di coniglio e le zampe di cervo. Non dà nessun particolare indizio su cosa possa essere questo fantomatico animale blu. La sua spiegazione è 獸也。似兔，青色而大。象形。頭與兔同，足與鹿同, a cui si aggiunge la glossa che riporta una citazione del Classico dei Monti e dei Mari in riferimento alla variante 㚟 (non attestata nello Shuowen Jiezi): 中山經：綸山其獸多閭麈麢㚟。郭注：㚟似兔而鹿腳，青色，音綽。按㚟乃㲋之俗體耳。集韻別為兩字，非也. Nella frase, si spiega che questo animale misterioso si trova nel monte Lushan. 麈麢㚟 ha questo carattere preceduto da un carattere che indica un tipo di cervo e un altro carattere che indica l'antilope (e quindi un bovide, non un coniglio). In alternativa alla teoria della "chimera celeste", semplicemente i componenti sono solo grafici per accennare in senso lato alle caratteristiche dell'animale: forse era semplicemente un cervo senza le corna e/o tale per cui i lineamenti dolci del muso ricordano alla lontana quelli di un coniglio. Un esempio di un simile animale che si può trovare in Asia è il mosco siberiano, 麝獐 o 香獐子, il Moschus moschiferus, un cerbiatto con due zanne lunghe. La spiegazione sembra reggere, se non fosse per un grosso particolare: il mosco siberiano non è blu e non esistono al mondo dei cervi con il manto anche solo bluastro o verdognolo. In natura non esistono coniglietti verdi, ma esistono quelli con il manto grigio-bluastro, però sono americani] |
| 11 | 兔                                                             | tu4                      | tou3                                          |             | -     | Il coniglio [È il pittogramma di un coniglio ritratto in verticale e di lato: in cima si vede il muso stilizzato, un orecchio (oggi sparito), il corpo, due zampe (oggi spostate in basso) e la coda a pon-pon] |
| 11 | 萈 (variante 𦏊)                                               | huan2                    | wun4 (胡官切)                                 | -n          | -     | La capra con le corna sottili [Xu Shen descrive il carattere come 山羊細角者, una capra che abita sulle montagne e ha le corna sottili e spiega che si notano le corna (sono appiattite fino a formare il radicale dell'erba, falso amico), la faccia e, in basso, due zampe e la coda stilizzate come quelle di un coniglio] |
| 11 | 犬                                                             | quan3                    | hyun2 (苦泫切)                                | -n          | RK    | Il cane |
| 11 | 㹜 > 犾                                                        | yin2                     | ngaan4                                        | -n          | -     | I cani che si ringhiano addosso [Sono due cani affiancati che si ringhiano addosso, da cui deriva il carattere 獄 yu4, che poi è passato a indicare i cani da guardia nei carceri e dunque il carcere] |
| 11 | 鼠                                                             | shu3                     | syu2                                          |             | RK    | Il topo |
| 11 | 能 (> 熊)                                                      | neng2                    | nang4                                         | -ng         | -     | L'orso in versione arcaica [È un orso ritratto a quattro zampe e lateralmente, con il muso lungo, il corpo in cima e una grossa zampa posteriore visibile] |
| 11 | 熋 > 熊                                                        | xiong2                   | hung4                                         | -ng         | -     | L'orso [È la versione moderna di 能 e che preserva il suo significato originale, siccome è un orso a quattro zampe, con il muso lungo e ritratto di profilo. In basso sono stati aggiunti quattro punti che rimandano alle zampe (sono un falso amico del radicale del fuoco in basso). Una variante è 𤌶, mentre 𤠗 è una variante più chiara siccome si indica un animale] |
| 11 | 火                                                             | huo3                     | fo2 (呼果切 > 虎果切)                         |             | RK    | Il fuoco |
| 11 | 炎                                                             | yan2                     | jim4                                          | *-m         | -     | Le fiamme [È il radicale del fuoco raddoppiato e impilato in verticale. Una variante è 炏] |
| 11 | 𪐗 > 黒 > 黑                                                   | hei1                     | hak1, haak1                                   | *-k         | RK    | Il colore nero, il tatuaggio punitivo [L'interpretazione scorretta di Xu Shen, cioè quella della stufa accesa, deriva dalla stilizzazione del carattere nella grafia del Piccolo Sigillo: il corpo dell'uomo è stilizzato come due fuochi totalmente fuorvianti] |
| 11 | 囪 (confuso con 囱 > 窗)                                       | cong1                    | cung1                                         | -ng         | -     | La finestra con l'inferriata, la finestra con la serranda [Indica una finestra con un frame davanti, forse un'inferriata o una serranda. 囱 invece indica un camino con il fumo in alto e dentro o un astro visto dalla bocca del camino o una persona in un ambiente riscaldato ed è stato confuso con la finestra con la serranda o simili] |
| 11 | 焱                                                             | yan4                     | jim6                                          | *-m         | -     | Le fiamme [Le fiamme di un fuoco sono indicate con il pittogramma del fuoco triplicato. Xu Shen scrive 火華也。从三火] |
| 11 | 炙                                                             | zhi4                     | zek3, zik3                                    | *-k         | -     | La carne sul fuoco [Indica un pezzo compresso di carne sul fuoco, quindi la carne arrostita: Xu Shen spiega 炮肉也。从肉在火上. Il carattere è quasi immediatamente comprensibile e di forte impatto] |
| 11 | 𤆍 > 赤                                                        | chi4                     | cek3, cik3                                    | *-k         | RK    | Il colore rosso, il rosso fuoco, il rosso scarlatto |
| 11 | 大                                                             | da4, dai4                | daai6                                         |             | RK    | L'uomo con le braccia distese |
| 11 | 𡗕 > 亦                                                        | yi4                      | jik6                                          | *-k         | -     | Le ascelle [Si nota un uomo con le braccia distese in visione frontale con sotto le braccia due punti per enfatizzare le ascelle o per indicare il sudore. Oggi, anche se molto stilizzata, è ancora riconoscibile in parte] |
| 11 | 夨 (lo stesso in 呉 > 吳 > 吴)                                 | ze4                      | zak1                                          | *-k         | -     | L'uomo con la testa piegata a sinistra [Il carattere è piuttosto chiaro: è un uomo con le braccia distese ritratto frontalmente con la testa inclinata a sinistra. In 呉, per fare spazio, il collo è dislocato e il corpo appare molto stilizzato e, a primo impatto, è meno riconoscibile] |
| 11 | 夭                                                             | yao1                     | jiu1, jiu2                                    |             | -     | La persona energica, la persona che muove le braccia [Indica una persona inquadrata frontalmente che in origine aveva un braccio alzato e uno abbassato per indicare un'azione energica che viene effettuata o la marcia e la corsa. Indica quindi una persona energica o il giovane, che è la persona energica per eccellenza. Dopodiché ha iniziato a indicare il concetto di morire giovani. Oggi le braccia sono tornate distese, tale per cui il carattere è piuttosto fuorviante] |
| 11 | 交                                                             | jiao1                    | gaau1                                         |             | -     | Le gambe incrociate [Si nota una persona in piedi inquadrata frontalmente e con le braccia distese e le gambe incrociate] |
| 11 | 𡯁 > 尢                                                        | you1                     | wong1                                         | -ng         | RK    | Lo zoppo |
| 11 | 𡔲 > 壺 > 壶 (kanji 壷)                                        | hu2                      | wu4 (戶吳切 >                                 |             | -     | L'anfora da vino stretta [In origine era un'anfora da vino che, a differenza di 酉, ha i manici visibili e il collo molto stretto. In cima al collo si nota un piccolo coperchio con manico. I due manici oggi sono spariti (nella versione del Piccolo Sigillo, sono visibili e intersecano il collo). Sotto al corpo stretto e slanciato si vedeva un sostegno, oggi scomparso] |
| 11 | 𡕍 > 壹 (non è 壴)                                             | yi1                      | jat1                                          | *-t         | -     | La fedeltà [Il carattere è composto da un'anfora, che oggi si usa per indicare la teiera (è un contenitore che permette ai liquidi di non disperdersi), con dentro la chiave di lettura 吉 ji2, che indica il buon auspicio. Xu Shen offre questa suddivisione: 專壹也。从壺吉聲. Poi ha iniziato a indicare il numero uno in grafia complessa (ne esistono due) per evitare le contraffazioni] |
| 11 | 幸                                                             | xing4                    | hang6                                         | -ng         | -     | Le mani ammanettate [Si nota una manetta circolare in mezzo (oggi stilizzata con due tratti 丷) con una catena in alto e una in basso. In origine si vedeva un tratto orizzontale che attraversava la manetta rotonda per indicare le mani ammanettate] |
| 11 | 奢                                                             | she1                     | se1, ce1                                      |             | -     | La stravaganza, l'essere spendaccioni, la lunghezza [È composto dall'uomo con le braccia distese per indicare la grandezza e, in basso, la contrazione del carattere 诸 (la parola con accanto la canna da zucchero) per indicare il concetto di "molto", il tutto riferito all'atteggiamento o alle abitudini finanziarie. In origine era semplicemente riferito alla lunghezza. Xu Shen riporta una variante Zhòuwen, 奓, che sbroglia molto bene l'interpretazione] |
| 11 | 亢                                                             | kang4                    | kong3                                         | -ng         | -     | Il collo, la gola, l'uomo con le braccia distese in forma ridotta [È una variante di 大 usata per indicare il collo e, successivamente, la gola, tale per cui il carattere è più difficile da confondere con simili stilizzazioni. Xu Shen scrive 人頸也。从大省，象頸脈形] |
| 11 | 夲 (anche variante di 本)                                      | tao1                     | tou1                                          |             | -     | L'avanzata rapida [Indica il concetto di avanzare rapidamente ed è composto dall'uomo con le braccia distese con sotto il numero dieci, per indicare una persona che avanza come dieci persone messe insieme: 進趣也。从大从十。大十，猶兼十人也. Una glossa aggiunge 說从大十之意。言其進之疾、如兼十人之能也] |
| 11 | 夰                                                             | gao3                     | gou2                                          |             | -     | Il rilascio [Xu Shen spiega il carattere come 放也。从大而八分也: vede quindi l'uomo con le braccia distese con sotto il radicale della divisione, quasi a indicare un allontanamento] |
| 11 | 亣 (variante Zhòuwen di 大)                                    | da4, dai4                | daai6                                         |             | -     | L'uomo con le braccia distese nel Grande Sigillo [Secondo lo stesso Xu Shen è la variante nello stile Zhòuwen/Grande Sigillo del carattere 大, tale per cui assomiglia a 立. La descrizione è 籒文大，改古文。亦象人形. Si riconosce la testa, le braccia spalancate e le gambe (sparisce il corpo)] |
| 11 | 夫                                                             | fu1                      | fu1                                           |             | -     | L'uomo con il codino, l'uomo maturo [Indica un uomo giovane ma già considerato maturo con le braccia stese inquadrato frontalmente con un codino orizzontale sul capo] |
| 11 | 立                                                             | li4                      | lap6, laap6                                   | *-p         | RK    | L'uomo in piedi |
| 11 | 竝 > 并                                                        | bing1, bing4             | bing6, bing3                                  | -ng         | -     | Gli uomini accorpati [La grafia del Piccolo Sigillo è molto chiara: indica due uomini in piedi messi l'uno accanto all'altro per indicare il concetto di accorpamento] |
| 11 | 囟                                                             | xin4                     | seon3                                         | -n          | -     | La fontanella sul cranio [Si vede un cranio squadrato di neonato con una croce per indicare una fontanella non ancora chiusa] |
| 11 | 恖 > 思                                                        | yi4                      | si1                                           |             | -     | Il pensiero [Nella versione del Piccolo Sigillo è ben riconoscibile la fontanella sul cranio. In basso si vede il radicale del cuore/mente. Nella grafia moderna, la fontanella è mutata per corruzione in un campo coltivato inquadrato dall'alto] |
| 11 | 心                                                             | xin1                     | sam1                                          | *-m         | RK    | Il cuore, la mente |
| 11 | 惢                                                             | suo3                     | so2                                           |             | -     | Il sospetto [Secondo Xu Shen, indica il sospetto nella propria mente/animo ed è composto da tre cuori/menti: 心疑也。从三心] |
| 12 | 水                                                             | shui3                    | seoi2                                         |             | RK    | L'acqua, il liquido, la distesa idrica, lo specchio d'acqua |
| 12 | 沝 (variante 𣲙)                                               | zhui3                    | zeoi2, ceoi4                                  |             | -     | I due fiumi [Si vede il raddoppio del pittogramma dei flutti d'acqua e, secondo Xu Shen, indica due fiumi: 二水也。闕。Nella variante, il primo pittogramma a sinistra si stilizza in forma radicale] |
| 12 | 瀕 > 濒                                                        | bin1                     | pan4                                          | -n          | -     | Le sponde [Indica le sponde di uno specchio d'acqua ed è composto dal radicale dei flutti d'acqua con accanto la chiave di lettura che indica il concetto di frequenza e di "incessante", 频 pin2, forse per indicare il moto dei flutti. In più, sembra di notare un uomo che arriva di fronte allo specchio d'acqua e si inginocchia] |
| 12 | 𡿨 (variante di 畎 e 甽)                                       | quan3                    | hyun2                                         | -n          | -     | Il ruscello [Xu Shen scrive 水小流也. Il carattere è stato poi preso come variante di 畎 e 甽, tale per cui spesso si sostiene che il ruscello si trova tra i campi. Si vede un unico flutto d'acqua molto piccolo e inquadrato dall'alto. Negli altri caratteri compare un campo con un cane, forse a indicare la guardia, mentre nel secondo carattere come variante accanto a un fiume vero e proprio si affianca un campo coltivato] |
| 12 | 巜 > 澮 > 浍 (non è 巛)                                        | kuai4                    | kui2                                          |             | -     | Il fossato tra campi, il ruscello tra campi [Indica un piccolo fossato tra campi coltivati in cui scorre dell'acqua. Si possono ipotizzare più usi: delimitare i campi, raccogliere l'acqua in eccesso dopo le piogge torrenziali, attingere piccole quantità d'acqua... La versione riportata da Xu Shen indica un piccolo flutto d'acqua inquadrato dall'alto. Il carattere si è poi modificato nel radicale dell'acqua accanto alla chiave di lettura della carne tagliata finemente nel contenitore per indicare la sola pronuncia, a meno che rimanda in modo molto indiretto alle dimensioni molto contenute del ruscello. Questo carattere viene spesso confuso con quello del fiume in forma arcaica, ma quest'ultimo ha dimensioni più grosse indicate anche graficamente, tali per cui in primis vi scorre più acqua. Xu Shen nella sua definizione dà anche delle dimensioni di questo corso d'acqua: 水流澮澮也。方百里爲巜，廣二尋，深二仞. Il carattere kuai4, se pronunciato "Hui4", indica un fiume che scorre dallo Henan alla provincia dell'Anhui] |
| 12 | 川 (variante 巛)                                               | chuan1                   | cyun1                                         | -n          | RK    | Il fiume, il ruscello |
| 12 | 𤽄 > 泉                                                        | quan2                    | cyun4                                         | -n          | -     | La fonte [Si nota un buco in cima da cui scorre un filo/rivolo d'acqua. La forma del buco avvolgeva poi tutto il flutto d'acqua, come indica la grafia riportata da Xu Shen. Oggi si nota solo il rivolo, stilizzato come il radicale dell'acqua (e quindi come dei flutti)] |
| 12 | 灥                                                             | xun2                     | ceon4                                         | -n          | -     | Le tre fonti [Indica un gruppetto di tre fonti da cui sgorga molta acqua] |
| 12 | 永                                                             | yong3                    | wing5                                         | -ng         | -     | Il lungo fiume [Oggi indica l'eternità ed è, graficamente, il radicale dei flutti d'acqua con sopra un puntino, quasi a indicare uno schizzo (quest'etimologia folk è piuttosto diffusa), ma il disegno originale era molto più elaborato: assomiglia a un incrocio a T, alla parte a destra di 行, ovvero a 亍, ma stavolta è un fiume inquadrato dall'alto che si separa in un bivio a forma di T. Contemporaneamente, indica il tributario di un fiume. Siccome il fiume era molto lungo, è passato a indicare un lungo fiume] |
| 12 | 𠂢 > 派                                                        | pai4                     | paai3                                         |             | -     | I due rami del fiume, il bivio del fiume [Il disegno originale era quasi identico a 永, quindi era sempre il bivio di un fiume e/o un modo per indicare il tributario di un fiume. Oggi indica le fazioni e, a livello grafico, subisce un'aggiunta del radicale dell'acqua: le due fazioni di una scuola di pensiero o simili sono come i due rami di un unico fiume o il tributario di un fiume principale. A seconda dei punti di vista, è una divisione a livello di filosofia oppure un piccolo contributo con nuove idee a un modo di pensare. Il carattere originario fin dalla grafia del Piccolo Sigillo è quasi irriconoscibile. In particolar modo, si vede abbastanza bene il fiume principale orizzontale e la divisione in basso (quella in alto è sparita, tale per cui la stilizzazione è molto fuorviante)] |
| 12 | 𠔌 > 谷                                                        | gu3                      | guk1                                          | *-k         | RK    | La valle, il passo di montagna [Nella versione del Piccolo Sigillo, la parte superiore è più riconoscibile e tutto il carattere è fedele alla versione originale] |
| 12 | 仌 (> 冰, variante 𣲝)                                         | bing1                    | bing1                                         | -ng         | RK    | Il ghiaccio, i cumuli di ghiaccio [Il radicale del ghiaccio è riportato da Xu Shen nella sua versione originale, in cui si notano due cumuli di ghiaccio in colonna] |
| 12 | 雨 (variante 𠕲)                                               | yu3                      | jyu5                                          |             | RK    | La pioggia |
| 12 | 雲 > 云                                                        | yun2                     | wan4                                          | -n          | RK    | La nuvola [Nella versione arcaica, nella grafia del Piccolo Sigillo, si nota ancora la nuvola con la pioggia in cima, mentre in basso si vede la nuvola sinuosa e oggi squadrata] |
| 12 | 𤋳 > 魚 > 鱼                                                   | yu2                      | jyu4                                          |             | RK    | Il pesce [Nella grafia del Piccolo Sigille, la pinna biforcuta del pesce è ancora ben visibile in basso, come anche le squame del pesce e il fatto che il pesce è messo in verticale. Nella versione successiva, la coda si stilizza siccome era già stilizzata in partenza con il radicale del fuoco e le squame sono irriconoscibili] |
| 12 | 𩺰                                                             | yu2, wu2                 | - (語居切 > 牛居切)                           |             | -     | I due pesci (in colonna) [Il carattere assomiglia a 冓 gou4, ma i pesci non sono muso contro muso e non rimandano al concetto di incontrarsi. In più, i due pesci sono graficamente ben distinti. Secondo Xu Shen, significava 二魚也, "due pesci". Si trova come variante del carattere yu4 渔, ovvero 𩼪, che significa "pescare"] |
| 12 | 㷼 > 燕                                                        | yan4                     | zin3                                          | -n          | -     | La rondine che vola [Si nota la testa di una rondine con il becco spalancato in cima (cioè due trattini verticali), due ali, il corpo e la coda, oggi stilizzata con quattro puntini. Era anche il nome di un antico regno e della sua città capitale, dove oggi si trova Pechino] |
| 12 | 龍 > 龙                                                        | long2                    | lung4                                         | -ng         | RK    | Il drago |
| 12 | 飛 > 飞                                                        | fei1                     | fei1                                          |             | RK    | Il volo |
| 12 | 非                                                             | fei1                     | fei1                                          |             | RK    | Le ali spiegate, non essere |
| 12 | 卂 > 迅                                                        | xun4                     | seon3                                         | -n          | -     | La rapidità [Si nota in origine un'ala di uccello (somiglia a 飞, cosa che pure Xu Shen nota) o un uccello molto stilizzato inquadrato lateralmente per indicare la stessa velocità alta del volo d'uccello. Nella versione originale si aggiunge il radicale del cammino. Xu Shen scrive: 疾飛也。从飛而羽不見. Il resto del carattere 飛 non si nota] |
| 13 | 𠃉 > 鳦                                                        | yi3, yi4                 | jyut6, jyut3                                  | *-t         | -     | La rondinetta [Si vede il profilo stilizzato con una linea sinuosa di una piccola rondine (in 燕 è più grossa ed è inquadrata frontalmente mentre vola e ascende verso l'alto) simile al radicale della branchia del pesce, ragion per cui talvolta questo radicale Kangxi viene interpretato come un passerotto (ma alla base ci sarebbe una confusione di caratteri simili). Successivamente si è aggiunto a sinistra l'uccello dalla coda lunga] |
| 13 | 𠀚 > 不 (> 否, 柎, 胚, 芣)                                     | bu4 (+sandhi)            | bat1                                          | *-t         | -     | Le radici che crescono sottoterra [Si nota il terreno con sotto un seme da cui crescono delle radici. Una seconda interpretazione vuole che sia il calice di un fiore, ma le ossa oracolari mostrano bene una forma rotonda con le radici sotto, ragion per cui la seconda interpretazione è problematica. Il carattere comunque aveva un legame con il mondo della flora e con il concetto di crescita delle piante. Poi, come prestito fonetico, ha iniziato a indicare la negazione. Anche 非 fei1, che come scrittura ha riciclato un carattere che mostra le ali spiegate di un uccello mentre vola, è una negazione e entrambi i caratteri sono accomunati dall'avere un suono bilabiale che, in fei1, è mutato in un suono labiodentale. Una casistica simile si ritrova pure con 弗 fu2, a cui è stato applicato il sinogramma di due pali tenuti diritti e immobili con una corda legata. Riguardo a bu4, Xu Shen scrive 鳥飛上翔不下來也。从一，一猶天也。象形. Cioè sostiene che sia un uccello che vola senza più scendere verso il cielo, un tratto orizzontale, ma nelle ossa oracolari non si vede nessun uccello, quindi la sua interpretazione è errata. Una variante del carattere bu4 ha un tratto orizzontale in basso, forse per enfatizzare le radici (si pensi a 本 ben3, che alla lontana è simile). Un interessante carattere avente questa chiave di lettura è 胚, che indica l'embrione e che si lega molto bene al seme che emette le radici: richiama un ipotetico embrione di pianta] |
| 13 | 至                                                             | zhi4                     | zi3                                           |             | RK    | Raggiungere |
| 13 | 卥 > 㢴 > 西                                                   | xi1                      | sai1                                          |             | -     | L'uccello nel nido [Il carattere è composto da un uccellino nel nido, entrambi stilizzati ma individuabili facilmente. Nella stilizzazione attuale, i due componenti si notano a stento. Tutto il carattere ha iniziato a indicare l'ovest per il fatto che, quando il sole tramonta, gli uccelli tornano nel nido] |
| 13 | 鹵 > 卤                                                        | lu3                      | lou5                                          |             | RK    | Il sacco di sale, il sale lavorato [Per la precisione, indica il sale non grezzo. Nella versione tradizionale si vedono bene i granelli di riso nel sacco] |
| 13 | (𪉟 >) 鹽 > 盐                                                 | yan2                     | jim4                                          | *-m         | -     | Il sale grezzo, la raccolta del sale grezzo [Si vede in cima il sacco di sale legato e un basso un contenitore. Nella versione del Piccolo Sigillo, si è aggiunto l'occhio chino e una persona china e schiacciata in cima, per indicare in origine la raccolta del sale grezzo e non ancora lavorato. La parte in cima oggi è totalmente stilizzata e irriconoscibile] |
| 13 | 戶 > 戸 > 户                                                   | hu4                      | wu6 (侯古切 > 後五切)                         |             | RK    | La porta a un battente [La versione riportata da Xu Shen è la più aderente alla raffigurazione originale] |
| 13 | 門 > 门 (variante 𨳇)                                          | men2                     | mun4                                          | -n          | RK    | La porta a due battenti |
| 13 | 耳                                                             | er3                      | ji5 (而止切 > 忍止切)                         |             | RK    | L'orecchio |
| 13 | 𦣝 > 𦣞 > 頤 > 颐                                              | yi2                      | ji4                                           |             | -     | Il mento [Indica il mento, disegnato però in orizzontale. Più avanti si è stilizzata e si è aggiunto il radicale del viso. Ha poi iniziato a indicare l'atto di mantenersi in salute. Non va confuso con 巸 yi2 in 熙 xi1 (vedasi il nome 康熙 Kangxi): in yi2 si vede il mento accanto a un feto (non il radicale del viso) per indicare, secondo Xu Shen, un mento ampio. Poi ha iniziato a indicare la crescita e il concetto di bellezza. In 熙 (versioni arcaizzanti 煕 e 㷩), si aggiunge il fuoco in basso. Tutto questo carattere significa "splendente" e, in origine, indica il concetto di secchezza e di seccare. Xu Shen indica questo significato con la parola 燥. Entrambi i significati spiegano la presenza del fuoco in basso] |
| 13 | 手                                                             | shou3                    | sau2                                          |             | RK    | La mano |
| 13 | 𠦬 > 𦮃 > 乖 (variante 𠁰. Non è 乘)                           | guai1                    | gwaai1                                        |             | -     | La separazione/violazione [Significa anche "violare, rompere; obbediente" riferito a animali e bambini. Xu Shen sbaglia l'interpretazione siccome dice di vedere le vertebre di una schiena: 背呂也。象脅肋也. Non lo collega poi alla sua evoluzione, 𦮃 e 乖/𠁰 (solo il primo è attestato nello Shuowen Jiezi). In realtà, nelle versioni antiche, si vede la testa dell'ariete con le corna in cima, poi schiacciate in un unico tratto ricurvo in cima. In mezzo si vedono due persone schiena contro schiena (o due 八 per indicare la separazione). Xu Shen in 𦮃 dà la suddivisione corretta. La separazione e violazione è ben rappresentata dalle due corna distinte dell'ariete e dalle persone schiena contro schiena/dalla doppia separazione. Non va confuso con 乘, peraltro dall'apparenza in parte fuorviante: sono due gambe sopra due rami di un albero. Oggi indica il concetto di prendere un mezzo di trasporto] |
| 13 | 女                                                             | nv3                      | neoi5                                         |             | RK    | La donna inginocchiata |
| 13 | 毋                                                             | wu2                      | mou4                                          |             | RK    | Il divieto, i capezzoli stilizzati |
| 13 | 民                                                             | min2                     | man4                                          | -n          | -     | L'occhio accecato [Indica un occhio 目, a malapena accennato a sinistra, con sotto un tratto verticale, oggi ricurvo e uncinato, per indicare che viene accecato. In altri caratteri i prigionieri di guerra diventati schiavi sono indicati con il coltello per marchiare i prigionieri, spesso usato per tagliargli l'orecchio sinistro o per accecarli. Un carattere simile è 氓 meng2, che indica la popolazione e i nomadi. 眠 mian2 ha un interessante riferimento al sonno, cioè agli occhi chiusi.] |
| 13 | 丿                                                             | pie3                     | pit3                                          | *-t         | RK    | Il tratto lungo a sinistra |
| 13 | 𠂆 (è anche variante di 厂)                                    | yi4, (han4)              | - (余制切 > 以制切)                           |             | (RK)  | Il trascinamento [Xu Shen scrive 抴也。明也。象抴引之形. Quindi, Xu Shen indica che significava "trascinare, brillante". Una glossa aggiunge 抴者、捈也。捈者、臥引也。臥引者、横引之。依此則明也當爲衍文. Indica quindi un qualcosa che viene trascinato, ma il disegno non è chiarissimo e la spiegazione di Xu Shen è laconica] |
| 13 | 乁 (anche variante di 乀, 及 e 移)                             | yi2, (fu2, ji2)          | ji4                                           |             | (RK)  | Lo scorrimento, il movimento, il moto [Xu Shen descrive questo carattere come 乁，流也。从反𠂆, ovvero 𠂆 rovesciato dall'altra parte. Siccome indica un concetto di movimento, non è un caso che sia un'antica variante di 及 e 移. 乀 viene descritto da Xu Shen come l'inversione di 丿 (e variante semi-arcaica ノ)] |
| 13 | 氏                                                             | shi4                     | si6                                           |             | RK    | Il clan |
| 13 | 氐                                                             | di1                      | dai1                                          |             | -     | L'uomo piegato verso il terreno, l'uomo che solleva un oggetto [Nella versione originale (oggi è quasi irriconoscibile, si vede un uomo piegato verso il basso, intento a sollevare qualcosa. Per la precisione, si vede una forma ovale che ricorda molto il cumulo di terra o, in alternativa, un'anfora ma senza nessun ulteriore tratto). L'oggetto è oggi ridotto a un trattino orizzontale in basso, oggi stilizzato in un puntino] |
| 13 | 戈                                                             | ge1                      | gwo1                                          |             | RK    | L'alabarda |
| 13 | 戉 > 鉞 > 钺                                                   | yue4                     | jyut6                                         | *-t         | -     | L'ascia con la punta ben visibile [Di tutte le varietà di ascia ritratte (vedi avanti), è l'unica con la lama ben visibile: è il tratto a sinistra. A destra si nota il sostegno, prima diritto e messo in verticale e oggi con un tratto uncinato ricurvo] |
| 13 | 我 (< 𢦐, 𢦠)                                                  | wo3                      | ngo5                                          |             | -     | L'ascia a tridente [Il carattere raffigura un'ascia da guerra messa in verticale con un tridente al posto della lama. Il tridente è visibile stilizzato a sinistra; a destra si trova il manico, in origine una linea verticale, poi diventata una linea curva con la punta uncinata. Come prestito fonetico, ha iniziato a significare "io, noi". Quest'ultimo si è poi differenziato con l'aggiunta di una sillaba che rimarca il plurale] |
| 13 | 亅                                                             | jue2                     | kyut3                                         | *-t         | RK    | Il tratto uncinato [Xu Shen descrive la sua apparenza grafica come 鉤逆者謂之亅。象形. È attestato a partire dallo Shuowen Jiezi] |
| 13 | (䥆, 𤫒 >) 𤦡 > 珡, 琴                                         | qin2                     | kam4                                          | *-m         | -     | Il qin (strumento musicale) [Si tratta di uno strumento a corda pizzicata simile a un'arpa, ma messo in orizzontale su un treppiede, come se fosse una tastiera elettronica. Nella grafia del Piccolo Sigillo si notano le corde e il sostegno inquadrati non frontalmente ma forse di lato. Nella primissima versione nelle ossa oracolari, le corde erano ritratte in verticale per problemi di prospettiva o di stilizzazione] |
| 13 | 乚 (variante di 毫, 乙, 𠃊; 𠃉 > 鳦/𩾐)                        | yi3; hao2, yin3          | jyut6, jyut3                                  | *-t         | (RK)  | La variante del passerotto [Xu Shen lo descrive come una variante di 𠃉 > 鳦/𩾐. Per la precisione, scrive 玄鳥也。齊魯謂之乚。取其鳴自呼。象形。凡乚之屬皆从乚。鳦，乙 [𠃉] 或从鳥 |
| 13 | 亾 > 亡                                                        | wang4                    | mong4                                         | -ng         | -     | L'uomo nel nascondiglio, l'uomo sparito [Si nota un nascondiglio con un uomo dentro. Il carattere ha poi iniziato a significare "sparire/perire"] |
| 13 | 匸                                                             | xi4                      | hai2, hai5                                    |             | RK    | Il nascondiglio |
| 13 | 匚                                                             | fang1                    | fong1                                         | -ng         | RK    | Il contenitore (da un decalitro) |
| 13 | 曲 (< ~𠚖)                                                     | qu1                      | kuk1                                          | *-k         | -     | L'oggetto ricurvo [Raffigura un oggetto ricurvo nelle ossa oracolari, poi modificato in un oggetto a forma di L, poi a forma di U squadrata (è visibile in basso nella variante). Poi si è completamente stilizzato, diventando irriconoscibile] |
| 13 | 𠙹/𠙾 > 甾 (> 淄; variante di 災 > 烖, 灾)                     | zi1                      | zi1                                           |             | -     | La giara secondo Chu [Nella versione riportata da Xu Shen, una forma che la ritrae in modo molto sommario è ancora riconoscibile. 𠙾 è una variante arcaica già riportata nello Shuowen Jiezi. In entrambe le versioni si vede la pancia della giara con bassorilievi o altorilievi. Secondo una glossa, era in terracotta e serviva per contenere alcolici: 太史公曰：自彭城以東。東海，吴，廣陵，此東楚也，缶下曰：瓦器，所以盛酒漿. Nella successiva stilizzazione, sembra di vedere l'acqua che scorre sopra un campo coltivato, ragion per cui il vaso è irriconoscibile. Xu Shen scrive 東楚名缶曰甾。象形. Spiega dunque che quella giara di terracotta era chiamata/pronunciata nello Stato di Chu Occidentale in questo modo. Dal fanqie 側詞切 si ottiene "zi1" invece di "fou3" con un antico suono bilabiale preservato in Primo Cinese Medio. Dalla definizione di Xu Shen si ottiene indirettamente anche un interessante dato su una pronuncia regionale che non sfugge ai linguisti. Da questo carattere stilizzato discende direttamente 淄, il nome di un fiume nello Shandong] |
| 13 | 瓦                                                             | wa3                      | ngaa5                                         |             | RK    | La tegola di terracotta, la terracotta |
| 13 | 弓                                                             | gong1                    | gung1                                         | -ng         | RK    | L'arco |
| 13 | 弜                                                             | jiang4                   | koeng5                                        | -ng         | -     | La forza rappresentata con gli archi [Il carattere è composto da due archi l'uno accanto all'altro e, stando a Xu Shen, significa 彊也。从二弓. Il primo carattere è sinonimo di 强 e forse si riferisce all'atto di tendere la corda dell'arco con forza prima di scoccare un dardo. In 粥 zhou1 sono un falso amico: sono due sbuffi di vapore prodotti durante la cottura del riso in un calderone visibile nella versione tradizionale del carattere, che indica il riso cotto fino a diventare mucillagine, una pasta densa e facile da mangiare] |
| 13 | 𢎺 > 弦                                                        | xian2                    | jin4, jyun4                                   | -n          | -     | La corda dell'arco [Nella versione arcaica, riportata da Xu Shen, il pendaglio di bozzoli o il gruppo di fili intrecciati non ha parti pendenti e/o sfilacciate in basso e non ha nessun tratto in cima] |
| 13 | (𦃟 >) 系                                                      | xi4, xi5                 | hai6                                          |             | -     | La mano che regge il filo [La mano in cima è oggi ridotta in un tratto ricurvo ed è irriconoscibile. Il filo o il pendaglio di bozzoli, tenuto dalla parte centrale, si piega in due parti pendenti: in 𦃟, una versione arcaizzante, la composizione è più chiara. Il tratto ricurvo in cima è incollato al pittogramma della seta, oggi uno solo, ma nella versione semi-arcaica questi due componenti sono scollati, come lo sono tuttora in alcuni font che riportano la grafia semi-arcaica. Si pensi al carattere 么, che ci assomiglia] |
| 14 | 糸                                                             | mi4, (si1)               | mik6                                          | *-k         | RK    | La seta, il filo |
| 14 | 𦃃 > 素                                                        | su4                      | sou3                                          |             | -     | Il filo attorcigliato [Nella prima versione, attestata nei bronzi, si notano due mani in basso (oggi sparite) mentre maneggiano del filo. In cima si vede o la parte superiore sfilacciata del filo che pende in due direzioni, poi completamente stilizzata già nella grafia del Piccolo Sigillo. La stilizzazione, ancora più marcata nella forma moderna e piuttosto fuorviante, ha portato a ipotizzare che fosse la cima di una pianta che viene rinforzata con il filo per non farla pendere] |
| 14 | 𢇁 > 絲 > 丝                                                   | si1                      | zi1                                           |             | -     | I due fili di seta [Sono due fili intrecciati a spirate con delle parti sfilacciate e pendenti in basso oppure due pendagli di bozzoli di baco da seta sempre con delle parti sfilacciate in basso. La versione riportata da Xu Shen è quella più arcaica. In quella tradizionale, il filo a sinistra si è stilizzato e ridotto nella sua forma come radicale. La versione semplificata ha subito una stilizzazione delle parti pendenti in basso] |
| 14 | 率                                                             | shuai4, lv4              | leot6                                         | *-t         | -     | La corda [Il carattere è composto dal radicale della corda dell'arco con accanto dei trattini per indicare la corda tirata e che perde delle fibre. Xu Shen spiega che sia un retino per catturare gli uccelli, ma la parte in basso 十 non aveva il tratto orizzontale, quindi non era un manico. Il significato di "corda" si può ancora notare in 繂] |
| 14 | 虫                                                             | chong2                   | cung4                                         | -ng         | (RK)  | Il serpente velenoso, l'insetto in forma arcaica, l'animale che striscia |
| 14 | 䖵 (variante 蜫)                                               | kun1                     | kwan1                                         | -n          | -     | Gli insetti [Xu Shen si limita a dire 蟲之緫名也。从二虫. Duan Yucai aggiunge 凡經傳言昆蟲即䖵蟲也: "insetti", oggi 昆虫, si scriveva 䖵蟲. La variante 蜫 indica molto bene la pronuncia in chiave di lettura] |
| 14 | 蟲 > converge in 虫                                            | chong2                   | cung4                                         | -ng         | RK    | L'insetto in forma tradizionale |
| 14 | 風, 𠙊 > 风                                                    | feng1                    | fung1                                         | -ng         | RK    | Il vento |
| 14 | 它 (> 蛇)                                                      | ta1                      | taa1                                          |             | -     | Il serpente come deittico [Si nota un serpente stilizzato e irriconoscibile ed è la versione arcaica del carattere che vi discende direttamente. Oggi si usa come pronome per riferirsi a cose, concetti astratti e animali (in cinese moderno, gli stati si possono indicare con il femminile 她, che ha un connotato vagamente romantico). Assomiglia vagamente a 他 e 她, in cui 也 ye3 indica forse un serpente (ma è solo la teoria principale e la più diffusa: in alternativa è un piccolo corso d'acqua da cui deriva 匜 o, secondo Xu Shen, è il pittogramma di un utero: 女陰也。象形. Una variante arcaizzante è 𠃟, simile a 𢀳 > 巴. La quarta e ultima teoria è che rappresenti una bocca spalancata con un lunghissimo filo sotto per indicare uno sbuffo d'aria; in tal caso, lo sbuffo è eccezionalmente lungo)] |
| 14 | 龜 > 龟                                                        | gui1, (jun1, qiu1)       | gwai1                                         |             | RK    | La tartaruga |
| 14 | 黽 > 黾                                                        | meng3, min3              | maang5                                        | -ng         | RK    | la rana, il rospo, il batrace |
| 14 | 卵                                                             | luan3                    | leon5                                         | -n          | -     | Le due uova [Sono due uva oggi completamente stilizzate e con un punto all'interno, magari per disegnare il feto di un girino o simili: nella versione degli Stati Combattenti si nota https://en.wiktionary.org/wiki/%E5%8D%B5#/media/File:%E5%8D%B5-silk.svg. La grafia nello stile del Piccolo Sigillo assomiglia alla stilizzazione moderna: https://en.wiktionary.org/wiki/File:%E5%8D%B5-seal.svg] |
| 14 | 二                                                             | er4                      | ji6 (而至切)                                  |             | RK    | Il numero due |
| 14 | 土 (varianti 圡, 𡈽)                                           | tu3                      | tou2                                          |             | RK    | La terra, il suolo |
| 14 | 垚 (anche variante di 堯 > 尧)                                 | yao2                     | jiu1, jiu4                                    |             | -     | Il cumulo alto di terra [Il carattere è composto dal radicale della terra triplicato. Xu Shen scrive 土高也。从三土. Indica degli alti cumuli di terra, come colline e montagne. Il carattere veniva usato come variante di 堯 (e 尭) > 尧, avente la stessa pronuncia. Si tratta dello stesso carattere modificato con una persona inginocchiata sotto e ritratta di profilo (oggi si vedono solo le gambe) e con un tratto orizzontale sopra la testa. In cima, i cumuli di terra erano due, poi sono diventati come il carattere in esami, mentre nella semplificazione sono mutati in un'alabarda totalmente fuorviante. Lo stesso componente in basso indica un'altezza più elevata rispetto a un umile uomo inginocchiato: 兀 wu4 significa "torreggiare" (ma anche "calvo; tagliare i piedi"; veniva pure usato come variante del radicale Kangxi 尢). Il carattere composto dal radicale della terra triplicato assomiglia a 厽 (vedi avanti), che però parte da un ideogramma molto più antico. Yao2 invece è attestato nello Shuowen Jiezi, mentre la sua variante, che è anche il nome proprio dell'Imperatore Yao, è attestata nelle ossa oracolari. 厽 è attestato nei bronzi. Si usava in 參 > 参 can1 come falso amico per indicare tre stelle sopra un uomo inginocchiato] |
| 14 | 𡎸 > 堇                                                        | qin2                     | - (巨斤切 > 渠斤切)                           | -n          | -     | L'argilla, la terra gialla [Il carattere, secondo Xu Shen, è la contrazione del radicale del colore giallo sopra il radicale della terra per indicare la terra gialla e l'argilla: 黏土也。从土，从黃省. Come prestito fonetico, ha iniziato a indicare "poco", ragion per cui si trova come chiave di lettura nella versione tradizionale di 仅, ovvero 僅. Sempre come prestito, a meo che si riferisce al tipo di terreno su cui cresce, ha iniziato a indicare la Viola verecunda, oggi 蓳. Il carattere qin2 si può scambiare facilmente per un uomo che brucia su una pira, come in 漢 Han4, dove si nota 𦰩: è diverso da 堇 nella parte in basso. Ma in una variante si nota 𤁉: il fiume Han si può definire come un fiume che scorre con difficoltà per il fango fertile che trasporta oppure come un "fiume giallastro". La chiave di lettura han4 si trova pure in 難 > 难, "difficoltà", ma quest'ultimo ha la variante 𩀤, il che mostra un'intercambiabilità di fondo di questi caratteri. Il carattere che indica la difficoltà, ovvero l'uomo sul rogo con accanto un uccellino dalla coda corta, in origine indicava secondo Xu Shen 𪄿或从隹, cioè 𪄿 nan4, il nome di un uccello. Xu Shen si limita a descrivere questo carattere come 鳥也] |
| 14 | 里                                                             | li3                      | lei5                                          |             | RK    | Il villaggio, il li, il mezzo chilometro |
| 14 | 田                                                             | tian2                    | tin4                                          | -n          | RK    | La risaia, il campo coltivato |
| 14 | 畕 (variante di 畺 > 疆)                                       | jiang1                   | goeng1                                        | -ng         | -     | Il paragone tra campi [Xu Shen si limita a indicare che sono due campi paragonati, 比田也。从二田; nella versione nello Shuowen, i campi sono identici. Il carattere si è poi riciclato in una mutazione di 畺, in cui si vedono tre tratti orizzontali tra i campi: indica un confine tra campi coltivati. Con l'aggiunta della forma ad arco accanto, 彊 è diventato un sinonimo di 强, "forte". Questo carattere, che già conteneva il significato di confine e indicava molto bene la pronuncia, con l'aggiunta del radicale della terra è passato a indicare il confine. Quest'ultimo carattere è anch'esso presente nello Shuowen Jiezi] |
| 14 | 黃 > 黄                                                        | huang2                   | wong4 (乎光切 > 胡光切)                       | -ng         | RK    | Il colore giallo, il medaglione rituale, il disabile con la pancia sporgente |
| 14 | (㽖 >) 男                                                      | nan2                     | naam4                                         | *-m         | -     | Il maschio |
| 14 | 力                                                             | li4                      | lik6                                          | *-k         | RK    | La forza, la potenza, l'aratro in legno |
| 14 | 劦                                                             | xie2                     | hip6, hip3                                    | *-p         | -     | Le forze unite [Indica le forze unite tramite tre radicali della forza messi vicini. Xu Shen scrive 同力也。从三力. Se sono tre aratri, indica uno sforzo collettivo in contesto agricolo] |
| 15 | 金                                                             | jin1                     | gam1                                          | *-m         | RK    | Il metallo, il rame |
| 15 | 幵 (non è 幷 > 并, ma è variante di 开, semplificazione di 開) | jian1, qian1             | gin1                                          | -n          | -     | Il chiavistello tolto dalla porta [Il carattere è composto a livello grafico da due 干 l'uno accanto all'altro, con il tratto verticale del primo dei due oggi incurvato. Questo carattere deriva dalla semplificazione di 開, ovvero una porta a due battenti che viene aperta siccome il chiavistello in alto viene tolto da due mani in basso. Quindi 幵 è la stilizzazione di due mani che si apprestano a togliere un chiavistello tra i battenti di una porta . Nel carattere shuan1 閂 > 闩, si nota in modo plateale una porta a due battenti chiusa con un chiavistello. Questo carattere indica proprio il chiavistello] |
| 15 | 勺                                                             | shao2                    | soek3                                         | *-k         | -     | Il mestolo da vino, il centilitro [Indica un cucchiaio usato per raccogliere e versare il vino. Aveva l'impugnatura diritta, che oggi resta nel tratto quasi verticale e uncinato. La forma arcuata della punta del cucchiaio è mutata in uno spigolo a destra. Dentro al cucchiaio si nota una goccia di liquido. Il carattere veniva usato per indicare il decimo di ge3 合 (attenzione alla pronuncia), cioè quello che oggi grossomodo corrisponde a un centilitro di liquido. Il carattere che indica l'impugnatura del cucchiaio è 杓 shao1, il che lascia ipotizzare che poteva essere in legno. Il fatto che si poteva usare per mescolare e raccogliere il vino deriva dalla sua presenza nel carattere 酌] |
| 15 | 几                                                             | ji1, (ji3)               | gei1, gei2                                    |             | RK    | Il tavolino |
| 15 | 且                                                             | qie3, ju1                | ce2                                           |             | -     | La lapide per gli antenati, l'altare per gli antenati, il simbolo fallico [È il disegno di una lapide sottile dedicata agli antenati o, secondo un'altra interpretazione collegata al carattere 姐, un simbolo fallico, a sua volta un simbolo che rimanda metaforicamente agli antenati maschi (ma in 姐 si riferisce alla maturità sessuale). Come terza ipotesi, è un altare in pietra per fare sacrifici per gli antenati, ma è un carattere distinto da quello che ritrae l'altare sacrificale a T. Oggi come prestito fonetico significa "inoltre". Attenzione: in 俎 si vede una sorta di costruzione snella con delle scansie che contengono della carne sacrificale tagliata e stilizzata come due blocchi di ghiaccio fuorvianti. Quest'ultimo carattere è attestato solo a partire dagli Stati Combattenti] |
| 15 | 斤                                                             | jin1                     | gan1                                          | -n          | RK    | L'ascia in pietra |
| 15 | 斗                                                             | dou4                     | dau2                                          |             | RK    | Il mestolo, il dòu/decalitro di grano |
| 15 | 矛                                                             | mao2                     | maau4                                         |             | RK    | La lancia |
| 15 | 車 > 车                                                        | che1                     | ce1, geoi1                                    |             | RK    | Il carro, la ruota del carro |
| 15 | 𠂤 > 堆 (presente in 師, 帥)                                   | dui1                     | deoi1                                         |             | -     | Il cumulo di terra, il rilievo geografico, la collinetta [è un cumulo di terra che assomiglia al radicale 阜 e che è presente in due caratteri cinesi (ma nella semplificazione muta in un coltello, totalmente fuorviante). Si tratta dunque di un'altura con due gradini o di due cumuli di terra messi in verticale nel momento in cui sono stati ritratti, come si fa con molti animali. Il carattere assomiglia molto a 𨸏, ovvero la versione arcaica del radicale della collina: la somiglianza non è casuale sia perché di base entrambi i caratteri indicano lo stesso concetto, sia perché lo stesso Xu Shen descrive dui1 come un rilievo geografico piccolo, cosa che si nota pure dai due caratteri messi a confronto. Per la precisione, Xu Shen scrive 小𨸏也。象形] |
| 15 | 𨸏 > 阜                                                        | fu4                      | fau6 (房九切 > 扶缶切 > 房缶切)               |             | RK    | La collina [Se si ribalta la spiegazione sopra, si può pensare come 𠂤 ma più grosso e con la parte in basso stilizzata] |
| 15 | 𨺅 (variante 𨹺)                                               | fu4                      | - (房九切 > 扶缶切)                           |             | -     | Lo spazio tra due colline [Il carattere è composto da due grosse colline l'una di fronte all'altra (anche graficamente) e secondo Xu Shen indica lo spazio tra di esse: 兩𨸏之閒也。从二𨸏] |
| 15 | 厽 (< ~垚; > 絫, 垒)                                           | lei1                     | leoi5                                         |             | -     | la terra accumulata [L'apparenza di tre bozzoli l'uno sull'altro inganna in parte: sono forme chiuse, ma sono tre cumuli di terra l'uno sull'altro per indicare il concetto di accumulo. Secondo Xu Shen, si riferiva in particolare alla terra o fango e simili per costruire i muri di una casa: 絫坺土爲牆壁。象形] |
| 15 | 𠃢 > 四 (> 呬. Sostituisce 亖)                                 | si4                      | sei3, si3                                     |             | -     | La respirazione, il numero quattro [In origine mostrava due narici, tuttora visibili in alto, dalle quali entra e/o esce l'aria, indicata con due tratti obliqui oggi verticali e chiusi da un tratto orizzontale in basso. Nella versione arcaizzante riportata da Xu Shen, il disegno è più chiaro. Riporta pure la versione odierna] |
| 15 | 宁 (<~中) > 貯 > 贮                                            | ning2                    | cyu5                                          |             | -     | la scatola quadrata di legno [Questo carattere, in cui converge 寧, è la stilizzazione di una scatola quadrata di legno (o una mensola in legno) per metterci gli oggetti, con un significato indiretto di riordinare e differenziare. La scatola assomigliava molto a 中, semplicemente il trattino nella forma rettangolare era assente: erano solo esterni. Da questo carattere deriva direttamente 貯: nella stilizzazione, le forme della scatola si sono aperte e il tratto in basso si è allungato e incurvato fino a diventare il tratto uncinato; il tratto in alto si è ridotto invece in un puntino scollato. La scatola si è stilizzata ulteriormente per non creare confusioni, siccome 宁 è passato a essere la stilizzazione di 寧] |
| 15 | 叕 (sinonimo di 綴 > 缀)                                       | zhuo2                    | zyut3                                         | *-t         | -     | Il vestito ricucito [Nella prima versione si nota una forma 大 con dei trattini sulle mani e piedi. Indica un vestito inquadrato di fronte con presumibilmente quattro cuciture e in origine indicava l'atto di rammendare i vestiti, 縫補. La prima versione del carattere è https://en.wiktionary.org/wiki/File:%E5%8F%95-oracle.svg. Secondo Xu Shen, significava "connettere", 綴聯也。象形. Nella grafia del Piccolo Sigillo è mutato in una serie di tratti collegati, intrecciati, incrociati e intersecati: https://en.wiktionary.org/wiki/File:%E5%8F%95-seal.svg. Ad ogni modo, in origine non c'erano quattro mani e nemmeno il radicale della seta/filo. Nella stilizzazione, tutto il carattere è mutato in quattro mani, tale per cui il disegno originale è totalmente irriconoscibile. Non esistono varianti arcaiche di questo carattere, quindi per vedere la sua forma bisogna consultare le ossa oracolari] |
| 15 | 亞 > 亚                                                        | ya4                      | aa3                                           |             | -     | L'edificio a croce [Indica un edificio, forse una tomba, con una forma che ricorda vagamente una croce greca. In alternativa, indica un tempio ancestrale, 宗庙. Oggi questo carattere indica l'Asia, mentre anticamente significava "secondario/inferiore", forse come prestito fonetico] |
| 15 | 𠄡 > 五                                                        | wu3                      | ng5 (疑古切 > 阮古切)                         |             | -     | il numero cinque [Il disegno originale mostra una croce tra due tratti, una soluzione per evitare cinque tratti in orizzontale dopo il numero 4 in forma arcaica, 亖] |
| 15 | 六 (> 廬 > 庐)                                                 | liu4                     | luk6                                          | *-k         | -     | La capanna, il numero sei [In origine indicava una capanna inquadrata frontalmente con il tetto dalla forma spiovente, poi appiattito come succede in molti altri caratteri. Il significato attuale deriva da un prestito fonetico] |
| 15 | 𠀁 > 七 (> 切)                                                 | qi1                      | cat1                                          | *-t         | -     | Il taglio a croce [In origine indicava un taglio a croce simile a 十 (la parte in basso, come si vede in una versione arcaica, si è poi incurvato). Oggi, come prestito fonetico, indica il numero sette. Il significato originale resta in 切, enfatizzato dalla chiave di lettura del coltello che taglia un oggetto in due metà] |
| 15 | 九 (> 肘)                                                      | jiu3                     | gau2                                          |             | -     | Il gomito, il braccio piegato [È il disegno di un braccio piegato e indicava il gomito. Poi, come prestito fonetico, ha iniziato a indicare il numero nove. Il significato originale resta in 肘, che però a destra ha un riferimento al polso] |
| 15 | 禸                                                             | rou2                     | jau2 (人九切 > 忍九切)                        |             | RK    | L'impronta di animale |
| 15 | 嘼 (variante di 畜/𤲸; 獸 > 兽)                                | shou4; (chu4, xu4)       | sau3 (許救切)                                 |             | -     | Il guardiano armato [Indicava il concetto di guardiano (守備者。从嘼从犬) ed è 嘼 con accanto il cane. Il componente a sinistra è una stilizzazione di 單 > 单, dunque del bastone a Y con le pietre rilegate per fungere da arma, con in basso l'aggiunta di una bocca spalancata. Nello Shuowen Jiezi, in 嘼 si trova un'etimologia errata molto diffusa che vuole che sia la rappresentazione di un animale con le corna, ma l'apparenza non combacia con quello che si vede nelle ossa e nei bronzi. Secondo Xu Shen significava "bestiame", ma forse questo significato si basa su un'etimologia errata] |
| 15 | 甲                                                             | jia3                     | gaap3                                         | *-p         | -     | Il carapace, il guscio di tartaruga [È la raffigurazione del carapace di una tartaruga, che poi è passato per similitudine a indicare l'armatura. In origine era simile a 十, poi si è elaborato siccome è diventato simile a 田. Il tratto centrale si è poi allungato. Forse alcune mutazioni sono ricollegabili alla necessità di non rendere il carattere confondibile con altri simili] |
| 15 | 乙                                                             | yi3                      | jyut3, jyut6                                  | *-t         | RK    | Il tratto ricurvo a destra, l'osso della branchia |
| 15 | 丙                                                             | bing3                    | bing2                                         | -ng         | -     | La coda del pesce [Il carattere ha più interpretazioni ed è problematico. Sarebbe la coda di un pesce messa in verticale e inquadrata frontalmente. Xu Shen spiega che siano due spalle, ma non ha mai potuto consultare le prime versioni di questo carattere] |
| 15 | 𠆤 > 丁                                                        | ding1                    | ding1                                         | -ng         | -     | Il chiodo [Nella versione semi-arcaica riportata da Xu Shen, la capocchia ha una forma stilizzata e spiovente, mentre oggi è piatta. Nella versione originale, si vedeva solo la capocchia inquadrata dall'alto, simile a 口] |
| 15 | 戊                                                             | wu4                      | mou6                                          |             | -     | L'ascia con la lama poco dettagliata [è un'ascia messa in verticale, con il bastone verticale e oggi stilizzato e ricurvo a destra e la lama in cima. A sinistra si vede il profilo in alto accennato, ma in basso la lama è una forma completamente aperta, diversamente da altri caratteri che indicano l'ascia spiegati più avanti] |
| 15 | 己 (> 纪)                                                      | ji3                      | gei2                                          |             | RK    | La corda sinuosa |
| 15 | 𢀳 > 巴                                                        | ba1                      | baa1                                          |             | -     | Il serpente ritto [Nella versione originale, simile alla versione presente nello Shuowen Jiezi, nella parte superiore si trova un tratto orizzontale per rappresentare forse la zona larga e concava vicina alla testa (se l'interpretazione è corretta, la testa assomiglia a quella di alcune varietà del serpente a sonagli)] |
| 15 | 庚                                                             | geng1                    | gang1                                         | -ng         | -     | Il bastone per la trebbiatura [Si nota un bastone a Y con la punta biforcuta in alto e sotto un paio di mani, di cui ne resta solo una, che afferrano il bastone (in alcune versioni, le dita delle due mani sono attaccate l'una all'altra, il che le porta a essere confuse con una sorta di treppiede con una rete per separare i chicchi dallo stelo durante la trebbiatura, cioè la separazione dei due, a meno che l'interpretazione è corretta siccome si tratta di una varietà). Oggi non solo resta una sola mano, la i due tratti curvi in basso fanno immaginare che il bastone a Y abbia la punta in basso: la punta è in alto, ma si è appiattita in 广, totalmente irriconoscibile. Per vedere bene il bastone, bisogna consultare le ossa oracolari. Questo bastone, molto alla lontana, ricorda il correggiato] |
| 15 | 辛 (semi-arcaico 𨐌)                                           | xin1                     | san1                                          |             | RK    | Il coltello per marchiare i prigionieri |
| 15 | 辡 (> 辯 > 辩)                                                 | bian4                    | bin6                                          | -n          | -     | La discussione [Sono due coltelli per marchiare i prigionieri, forse per indicare proprio un diverbio acceso tra prigionieri che si accusano e insultano tra loro. Un carattere, 辨 bian4, ci assomiglia e indica il concetto di differenziare: è un coltello tra due coltelli per marchiare i prigionieri] |
| 15 | 壬 (> 任)                                                      | ren2                     | jam4 (如林切 > 如深切)                        | *-m         | -     | Il palo che si poggia sulle spalle [Il nome indica cosa è: è 工 a cui è stato aggiunto un punto in mezzo, poi assottigliato in un tratto orizzontale per distinguerlo da 工 o con altri significati. Questa interpretazione è supportata da 任 ren2, in origine "trasportare sulle spalle" con un riferimento a un palo in bambù] |
| 15 | 癸 (in origine, come la parte in basso di 𦮙)                  | gui3                     | gwai3                                         |             | -     | Le alabarde incrociate [Raffigura due kui2 戣, cioè due alabarde usate in guerra, incrociate semplicemente per indicare i kui. Questo carattere si è differenziato tramite l'aggiunta del radicale dell'alabarda a destra. Una versione antica si trova nella variante 𦮙. Nella primissima versione sulle ossa oracolari, le alabarde sono poco elaborate, ragion per cui si possono scambiare per esempio per frecce (a maggior ragione se ci si fa ingannare dal componente in basso, che è fuorviante tanto quanto l'intera stilizzazione del carattere a partire dalla grafia del Piccolo Sigillo). Il carattere, come prestito fonetico, ha iniziato a indicare il decimo Tronco Celeste, l'ultimo. Secondo Xu Shen, significava "misurare" e sostiene 冬時，水土平，可揆度也。象水從四方流入地中之形。癸承壬，象人足 ovvero 癸，代表冬令，这时水土平整，可以度量。“癸”的篆文字形，像水从四面流入耕地中央的样子。在天干顺序中，“癸”跟在“壬”后面，像人的脚, ma la sua interpretazione curiosa che collega il carattere all'inverno si allontana dalle versioni originali. Secondo lui, in inverno l'acqua e la terra sono piatte (forse si riferisce all'acqua ghiacciata e al terreno su cui non cresce nulla e/o ghiacciato e coperto da neve), quindi sono facili da misurare; la versione Zhòuwen contiene i piedi in direzione divergente con sotto un attrezzo in mano. La spiegazione non solo non trova riscontro nelle ossa oracolari, ma è piuttosto strampalata] |
| 15 | 子 (variante 㜽)                                               | zi3                      | zi2                                           |             | RK    | Il bambino in fasce |
| 15 | 了 (vi converge 瞭)                                            | liao3, le5               | liu5                                          |             | -     | Il bambino con le braccia fasciate [Il secondo carattere, che converge in semplificazione, indica molto bene l'azione finita/il modo perfettivo in contrapposizione con l'imperfettivo: l'azione finita porta a un risultato che si può vedere con i propri occhi. Il risultato di quella non finita o non iniziata al massimo si può immaginare o sognare] |
| 15 | 孨                                                             | zhuan3                   | zyun2                                         | -n          | -     | La prudenza, l'essere cauti [Il carattere è composto da tre bambini in fasce. Xu Shen, dando una definizione molto laconica, dice solo 謹也。从三子. Una glossa aggiunge che il concetto di fragilità: 引申之義爲弱小. Quello di fragilità riferita al corpicino dei bambini in fasce è evidente. Forse quello di prudenza deriva dal maneggiare i bambini in fasce perché delicati.] |
| 15 | 𠫓 > 育 (presente pure in 㐬, e.g. 流, 硫)                     | yu4                      | juk6, juk1                                    | *-k         | -     | Il bambino ribaltato [Indica un bambino 子 disegnato sottosopra per due motivi fondamentali: nel primo, è perché viene gettato da una cesta siccome si abbandona 弃; in alternativa, sta nascendo, come in 育 yu4 e 流 liu2. Nel secondo carattere sono visibili i flutti di liquido amniotico] |
| 15 | 𠃠 > 丑 (vi converge 醜)                                       | chou3                    | cau2                                          |             | -     | L'artiglio d'animale [Indica una mano stilizzata a grugno con in mezzo due punti. Secondo Xu Shen, significa "bottone": 紐也, ma nelle ossa oracolari si vedono dei trattini in cima alla punta delle dita, il che lascia presagire che siano degli artigli d'animale. Vi converge 醜, chou3, che significa "brutto" ed è composto dal radicale dello spettro, molto brutto da vedere, con accanto l'anfora da vino come chiave di lettura per indicare presumibilmente la sola pronuncia] |
| 15 | 𡩟 > 寅                                                        | yin2                     | jan4                                          | -n          | -     | La freccia come Ramo Terrestre [Si vede una freccia messa in piedi con la punta in cima, oggi appiattita e stilizzata e in mezzo una forma quadrata per indicare come abbia colpito e sia penetrata in un bersaglio] |
| 15 | 戼 > 卯 (variante 𩇨, 𤕰)                                      | mao3                     | maau5                                         |             | -     | L'incastro a tenone e mortasa, la porta a due battenti spalancata, la buca per nascondere il cibo [Oggi indica questo incastro da carpenteria, ma in origine indicava forse una buca per nascondere il cibo. 戼 è la variante più vicina all'originale, che comunque non aveva i due trattini orizzontali in cima. Si vede dunque un tunnel che culmina in quello che sembra essere una cavità rotonda. Secondo Xu Shen, indica una porta a due battenti 門/𨳇 spalancata, quindi con i battenti aperti e dunque ribaltati rispetto a un asse verticale. Il riferimento alla porta sembra rimandare alla carpenteria, come anche la variante 𤕰, che mostra il letto in piedi accanto all'albero segato verticalmente. L'interpretazione è problematica. Xu Shen scrive 象開門之形。故二月爲天門: questo carattere come prestito fonetico indica il secondo mese lunare, che viene descritto come "la Porta del Cielo". Riguardo a questo mese, spiega che 萬物冒地而出, ogni cosa copre la terra e spunta, quindi è un periodo in cui nascono/spuntano le piante. Nello Shuowen Jiezi, molte descrizioni dei mesi del calendario lunare tradizionale si assomigliano tutte, ma contribuiscono a spiegare alcuni caratteri usati come prestiti fonetici per indicare i mesi] |
| 15 | 𨑃, 𠨷 > 辰                                                    | chen2                    | san4                                          | -n          | RK    | Il coltello di conchiglia [La versione di Xu Shen è anch'essa poco chiara: il dirupo è in realtà la forma appuntita della conchiglia dal bordo affilato. L'impugnatura verticale con l'attaccatura si è stilizzata completamente] |
| 15 | 巳                                                             | si4                      | zi6                                           |             | -     | Il feto [Si nota il feto rotondo, oggi squadrato, con un lungo cordone ombelicale sinuoso. Si usava come variante di 已 yi3. Indica anche il sesto Ramo Terrestre, ovvero il quarto mese lunare. Secondo Xu Shen, è stato scelto il feto perché 四月，陽气巳出，陰气巳藏，萬物見，成文章，故巳爲蛇，象形 ovvero 在十二地支中，“巳”代表四月，这时天地间阳气已出，阴气已藏，万物纷呈，形成众多色彩与花纹，所以“巳”代表的 是蛇，字形像蛇的形状: il soffio vitale Yang è già sorto, il soffio vitale Yin si è già nascosto, si vedono/percepiscono tutte le cose, si formano molti colori e motivi, quindi significa "già". Oggi comunque il carattere si è differenziato, comunque 已 rappresenta anch'esso un feto. Ma quest'ultimo carattere non è presente nello Shuowen Jiezi] |
| 15 | 午 (> 杵)                                                      | wu3                      | ng5 (疑古切)                                  |             | RK    | Il pestello con il trattino [干, che raffigurerebbe anch'esso un pestello, non ha il trattino in cima] |
| 15 | 未                                                             | wei4                     | mei6                                          |             | -     | L'albero rigoglioso [è un albero con due rami extra per indicare il concetto originale di lussureggiante] |
| 15 | (𢑚 > 𤱓, 𦦀 >) 𦥔 > 申                                        | shen1                    | san1                                          | -n          | -     | Il lampo senza la nuvola [In questa versione del lampo, non si vede il radicale della pioggia in cima. Il lampo sinuoso e ramificato, nella versione reperibile nello Shuowen Jiezi, è ancora riconoscibile in parte] |
| 15 | 丣 (non è 戼) > 酉 (> 酒)                                      | you3                     | jau5                                          |             | RK    | L'anfora da vino [Nella versione riportata da Xu Shen, si nota l'orlo, il collo stretto e la pancia stilizzata. Il fondo e i solchi o rilievi sulla pancia sono assenti] |
| 15 | 酋                                                             | qiu2                     | jau4 (字秋切 > 慈秋切)                        |             | -     | Il servo che distribuisce il vino [Xu Shen spiega 繹酒也。从酉，水半見於上。《禮》有“大酋”，掌酒官也。In alto si vede il segnale della divisione riferito al contenuto dell'anfora da vino: indica come il servitore deputato alla distribuzione del vino svolge il suo compito: la suddivisione è riferita al liquido nell'anfora, come spiega lo stesso Xu Shen. Oggi questo carattere indica il capotribù, forse per rimandare a una distribuzione di compiti, risorse, pene, premi...] |
| 15 | 戌 (non è 戊, 戍 e 戉)                                         | xu1                      | seot1                                         | *-t         | -     | L'ascia con la lama ben disegnata [è un'ascia da guerra messa in piedi con il manico verticale, oggi ricurvo e stilizzato, e la lama a sinistra. Di base è identica a 戊, ma si nota un trattino orizzontale in più che disegna meglio la parte inferiore della lama. In 戉 si vede il bordo più esterno della lama ben delineato (in più, Xu Shen la descrive come 斧也, quindi indica che la lama era in pietra affilata). In 戊, anch'essa un'ascia da guerra, manca tutto ciò: solo la parte superiore della lama è ben delineata. In 戍, il puntino in basso stilizza un soldato 人, reso irriconoscibile. Quest'ultimo carattere indicava il concetto di fare la guardia alla frontiera e Xu Shen lo divide molto bene, siccome l'uomo era riconoscibile nelle grafie passate: 守邊也。从人持戈] |
| 15 | 亥 (< ~豕)                                                     | hai4                     | hoi6                                          |             | -     | Il maiale come Ramo Terrestre [È un maiale ritratto verticalmente e in visione laterale, piuttosto simile a 豕] |